# Schlager

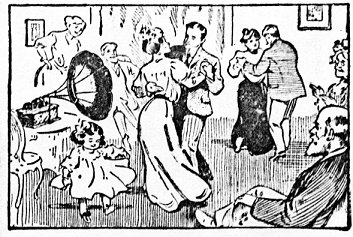
Phonographen, hier auf einer Reklame von 1907, …

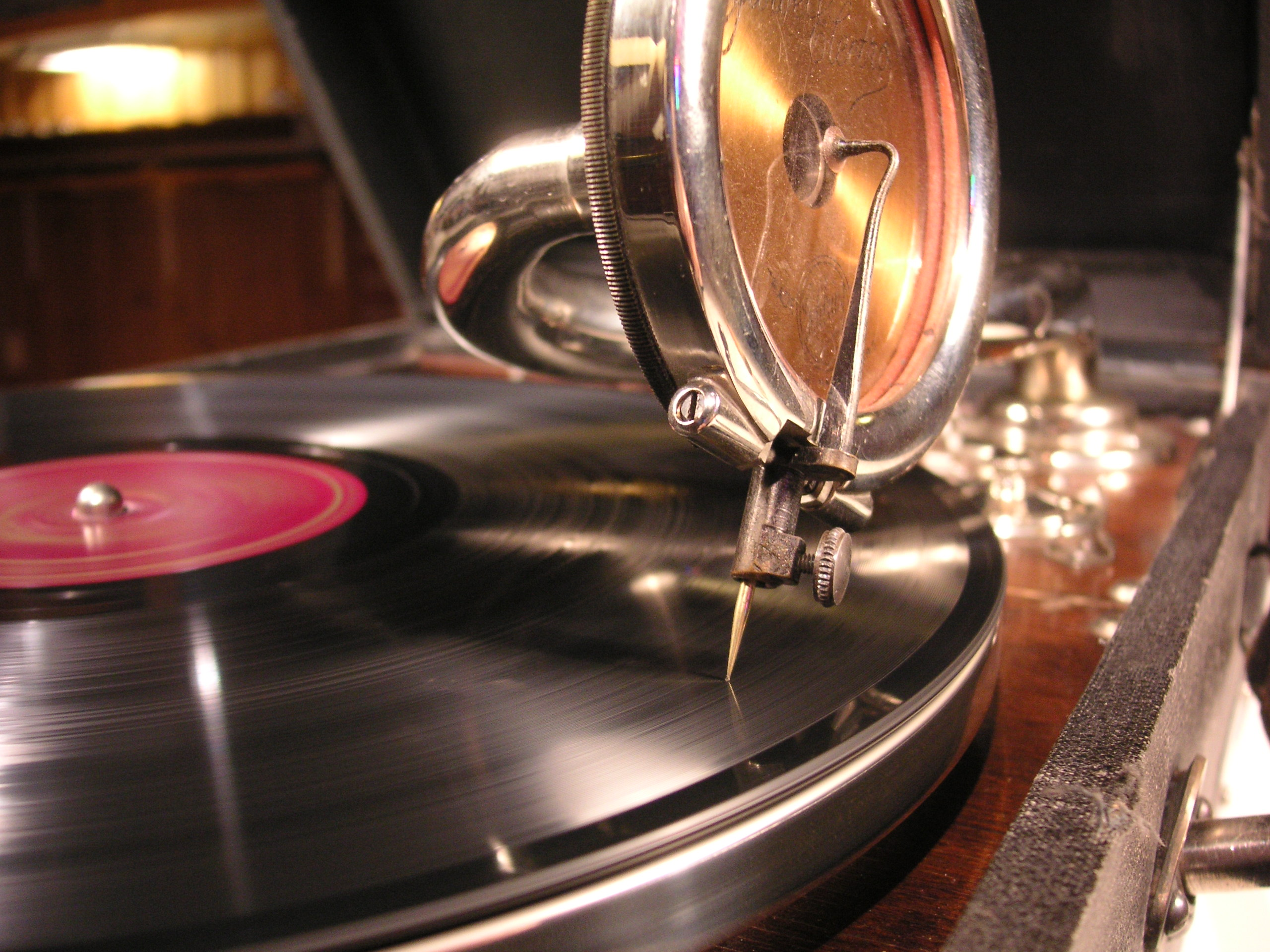
… und Grammophone ermöglichten das Schlagerhören auch zu Hause.

Als Schlager werden allgemein leicht eingängige instrumentalbegleitete Gesangsstücke der populären Musik mit oft deutschsprachigen Texten bezeichnet. Das Spektrum reicht dabei von ernsten und sentimentalen Texten bis hin zu fröhlichen und humorvollen Texten. Manche Schlager entwickeln sich zu sogenannten Gassenhauern. Ausgehend von populären Operettenmelodien machte sich seit den 1920er Jahren der Einfluss von jazzigen Rhythmen und Harmonien in der Schlagermusik bemerkbar.
Seit den 1950er Jahren wird Schlager als „schwer zu umgrenzender Begriff in der neueren Unterhaltungsmusik“ sowie als „Kurzform für leicht eingängige Tanz- und Unterhaltungsmusik“ beschrieben.
Die Brockhaus Enzyklopädie in 30 Bänden definiert in ihrer 21. Auflage Schlager als „populäres Unterhaltungs-, Stimmungs- und Tanzlied.“ Dabei konnte sich der im 19. Jahrhundert entstandene Begriff, der zunächst nur gleichbedeutend zu „Gassenhauer“ für erfolgreiche Musiktitel verwendet wurde, im Lauf des 20. Jahrhunderts als Gattungsname und somit als Bezeichnung für das musikalische Genre durchsetzen, wobei sich dies auf deutschsprachige Produktionen beschränkt.
Die große Blütezeit des Schlagers begann im Nachkriegs-Deutschland: die Sehnsucht der Menschen nach Glück und einem „Heile Welt“-Gefühl trug ebenso zum großen Erfolg des Schlagers bei, wie die zunehmende Verbreitung des Radios in Privathaushalten. Später trug auch der Siegeszug des Fernsehens ganz maßgeblich zur Popularisierung des Schlagers bei. In zahlreichen Unterhaltungssendungen waren regelmäßig Auftritte von Schlagerinterpreten zu sehen und mit eigenen Musiksendungen gab es auch Formate, die sich ausschließlich dieser Musik widmeten. Neben der massenmedialen Verbreitung war ein weiterer wichtiger Faktor die zunehmende Verbreitung von Schallplatten, die in Musikboxen und immer öfter auch auf Plattenspielern in Privathaushalten jederzeit das eigene Musikprogramm ermöglichten. Bedeutende Plattenlabel, die Schlager-Platten verbreiteten, waren beispielsweise Electrola, Polydor, Ariola und Teldec. Heutige Plattenlabel, die Kompilationen alter Schlager anbieten, sind zum Beispiel Bear Family Records und Musictales. Moderne Schlagermusik erscheint heute bei allen Major-Labeln, aber auch Independent-Labeln.
Die Schlager-Texte „variieren meist die Grundthemen Liebe, Heimweh, Fernweh und Glücksverlangen.“ Musikalisch lässt sich der Schlager nicht auf eine eindeutige Stilrichtung festlegen und hat sich immer wieder aktuellen Trends und veränderten Geschmäckern angepasst. So unterscheidet Peter Wicke in der Musikenzyklopädie Die Musik in Geschichte und Gegenwart historisch die Operetten-Schlager um 1900, die Kabarett-Schlager aus den 1910er-Jahren, die Tanzschlager der 1920er-Jahre, die Filmschlager der 1930er-Jahre sowie die Schlager der Tanz- und Unterhaltungsmusik aus den 1950er- und 1960er-Jahren und weist darauf hin, dass sich diese gravierend voneinander unterscheiden. In den 1980er-Jahren öffnete sich der Schlager für elektronische Instrumente und es wurden immer öfter die bis dahin üblichen akustischen Arrangements durch den Einsatz elektronischer Instrumente ersetzt, was wiederum eine völlig neue Stilistik des Schlagers zur Folge hatte.
Durch die häufig sehr eingängigen Melodien und die große mediale Präsenz in Radio und Fernsehen wurden viele deutsche Schlager im Lauf der Zeit zu Evergreens.

## Definition und Begriffsherkunft
Eine eindeutige Definition von „Schlager“ gibt es in der Musikwissenschaft nicht und wird von einzelnen Autoren als „schwierig“ und „nicht möglich“ bezeichnet. Die systematische Abgrenzung zu anderen Genres erweist sich ebenso als schwierig. Im Jahre 1870 lässt sich der Begriff erstmals für besonders erfolgreiche Operettennummern und volkstümliche Singspiele nachweisen.
Sprachlich ist der Ausdruck „Schlager“ auf das Wienerische zurückzuführen, laut Duden „wohl nach dem durchschlagenden Erfolg, der mit einem Blitzschlag verglichen wird“. Das DWDS übernimmt gemäß einer musikalischen Zeitungskritik und dem Wörterbuch von Kluge (1967) das Jahr 1881, in dem das Wort „als Ausdruck der Musikkritik, durch die Tagespresse verbreitet“ etabliert und dann auf andere insbesondere „aktuelle und wirkungsvolle Erscheinungen (Buch, Theaterstück, eine reißend abgehende Ware) übertragen“ wurde. Bei Kluge/Götze wurde bereits vermutet, dass das Bild vom einschlagenden Blitz stamme und von der Erwähnung in der Zeitungskritik dann auf Politik und andere Gebiete übertragen wurde.
Historisch hat es ab dem ausgehenden Mittelalter scherzhafte oder auch derbe Lieder nachweislich gegeben, die im einfachen Volk kursierten und von der Kunstmusik entweder ignoriert oder assimiliert wurden – zum Beispiel als Kirchenlied mit neuem Text oder als versteckte musikalische Grundlage von geistlicher Figuralmusik. Die Erfindung des Notendrucks mit Typen im 16. Jahrhundert ermöglichte erstmals die massenhafte und europaweite Verbreitung von Musik, so dass Melodien wie Pavane de Spaigne, La Spagnoletta (beziehungsweise Españoleta und so weiter, die „kleine spanische Melodie“), La Follia und viele andere allbekannt wurden.

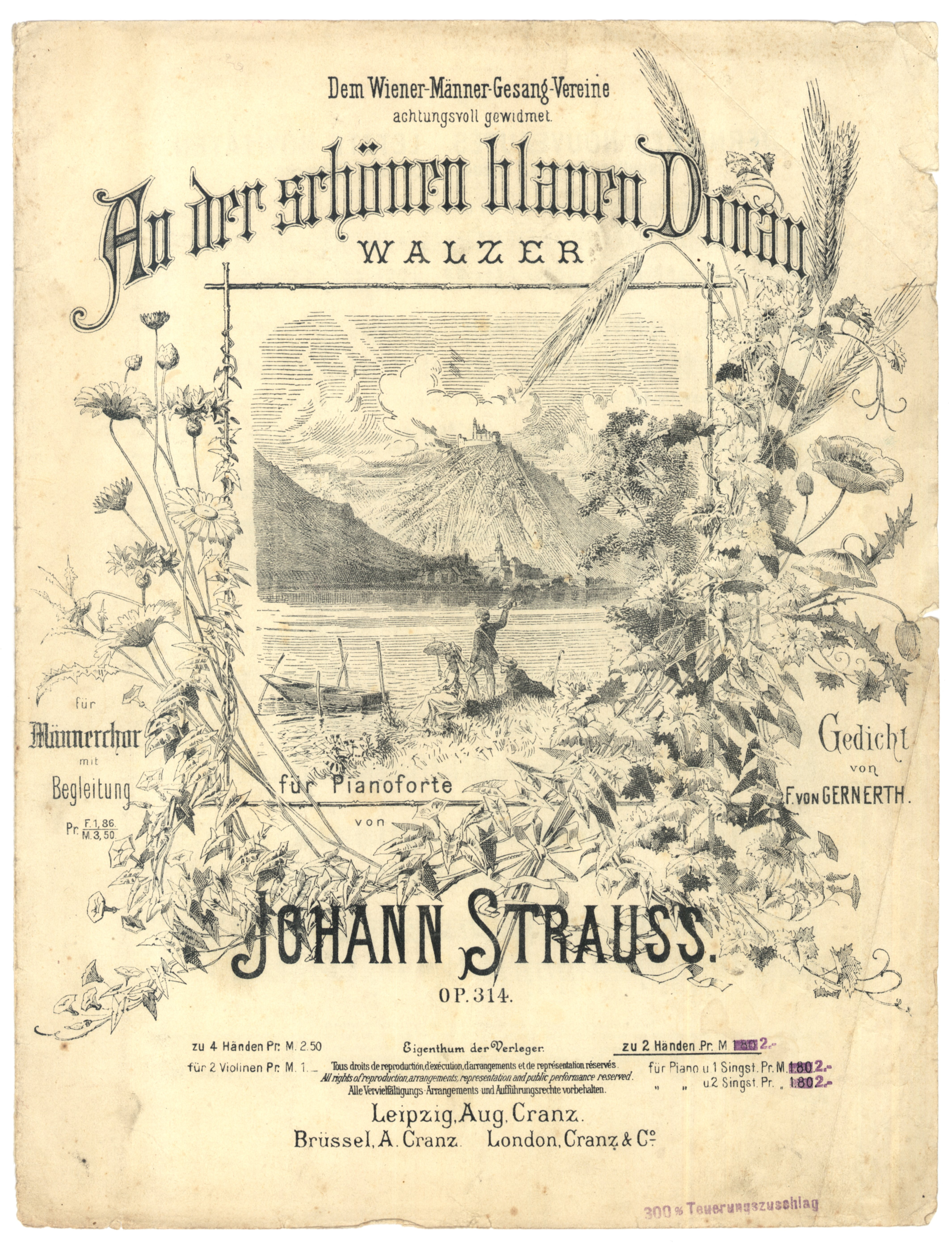
Notenblatt des Walzers An der schönen blauen Donau von Johann Strauss, 1867

Der Begriff des Schlagers im heutigen Sinne entstand in der zweiten Hälfte des 19. Jahrhunderts. Der erste, auf ein bestimmtes Werk und eine Aufführung bezogene Nachweis des Wortes ist im Wiener Fremdenblatt vom 17. Februar 1867 zu lesen, das über die Uraufführung des Walzers An der schönen blauen Donau schrieb: „Die Eröffnungsnummer der zweiten Abteilung war ein entschiedener Schlager.“ In Deutschland verwendete der Journalist und Theaterkritiker Paul Lindau als einer der ersten diesen Ausdruck, zum Beispiel für die Gesangsdarbietungen der Pariser Café-chantants (in Berlin und Hamburg auch Tingeltangel oder Singspielhalle) oder für Wienerlieder.

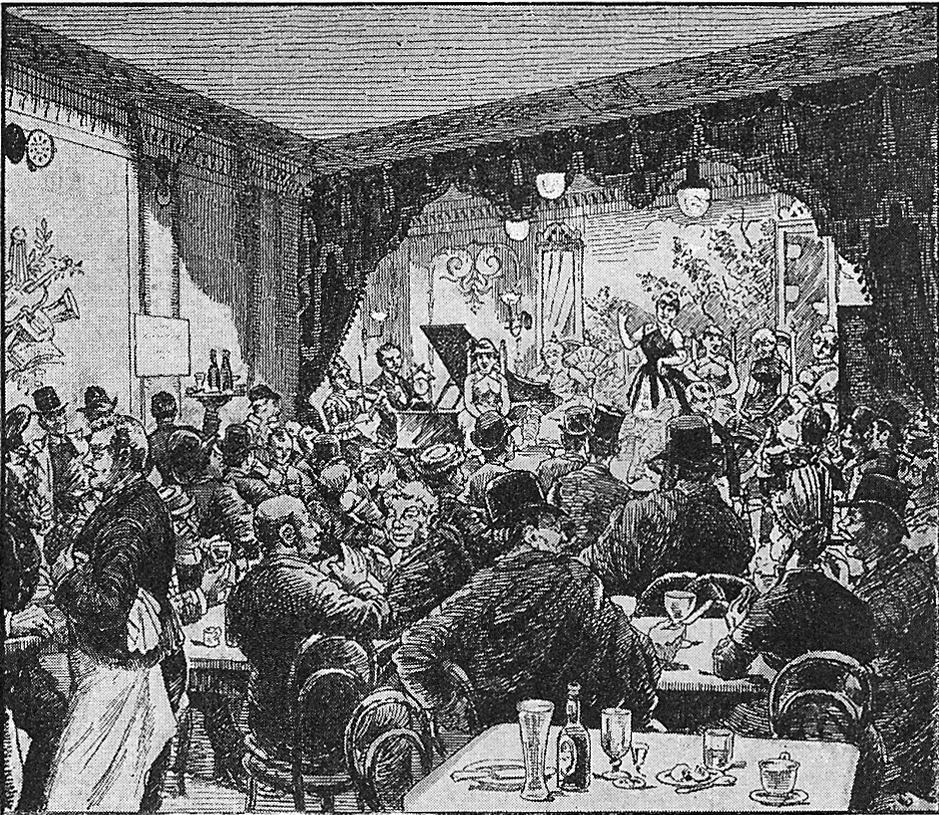
Schlager in einem Café chantant in Kopenhagen, 1919

Die Erfindung des Grammofons sowie die aufkommende Filmindustrie trugen schnell zur Verbreitung des Schlagers bei. Er ist somit ein Produkt der Industriegesellschaft. Allein seine Schnelllebigkeit zeigt, dass er eher eine Ware als ein auf Dauer setzendes Kunstwerk darstellt. Der Schlager sucht das Massenpublikum, indem er in den Texten Wunschträume anspricht, die er als „Botschaften“ in Kehrreimen stetig wiederholt. Musikalisch richtet sich der Schlager meist nach der jeweils herrschenden Tanzform. Einfache Rhythmen und Melodienfolgen, die auf schnelle Wiedererkennung angelegt sind, bestimmen seinen Charakter.
In Frankreich sowie im Französisch sprechenden Teil Belgiens werden Schlager entgegen dem deutschen Sprachgebrauch nicht „chansons“ genannt (dies ist vielmehr ein Ausdruck für Lieder mit „literarischem Anspruch“), ebenso wenig „chansons à la mode“ (diesen veralteten Ausdruck findet man allenfalls noch in alten Lexika), sondern „variétés“.
Theodor W. Adorno sagte über die Wirkung des Schlagers und seine gesellschaftliche Funktion: „Schlager beliefern die zwischen Betrieb und Reproduktion der Arbeitskraft Eingespannten mit Ersatz für Gefühle überhaupt, von denen ihr zeitgemäß revidiertes Ich-Ideal sagt, sie müssten sie haben.“
Die ursprüngliche Definition von Schlager, wie sie etymologisch begründet ist, ist heute äußerst schwer an einzelnen Genres festzumachen.

## Geschichte

### Anfangszeit (1900–1919)

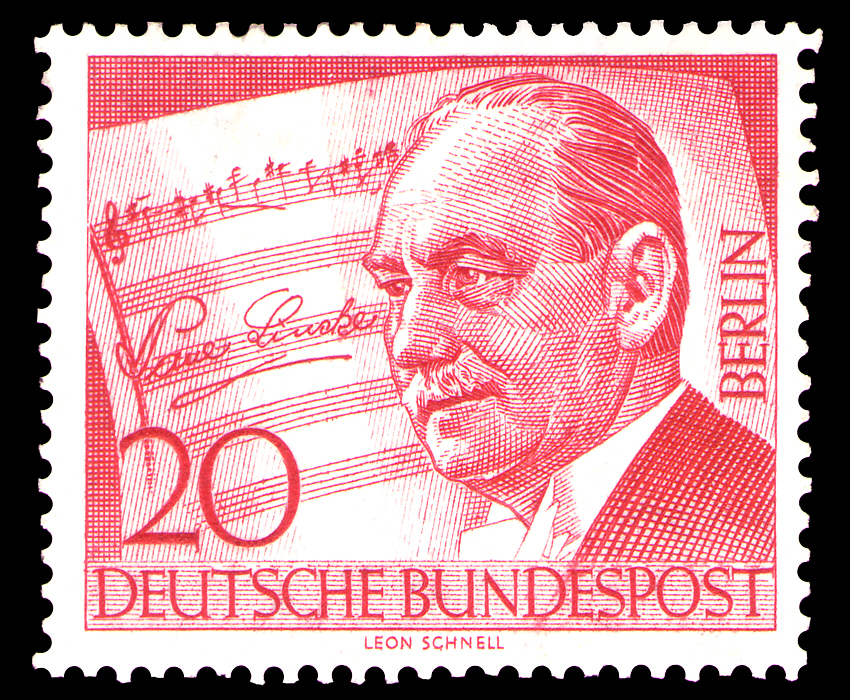
Paul Lincke, Briefmarke der Deutschen Bundespost (1956) zum 10. Todestag

Die ersten deutschsprachigen Schlager finden sich in den zahlreichen Operetten, die vor 1900 in Wien erfolgreich waren. Johann Strauss Vater und Sohn belieferten die unterhaltungssüchtigen besseren Stände mit Operettenmelodien. Allein Die Fledermaus (1874), der Gipfel der klassischen Wiener Operette, war voll von eingängigen Melodien: Alfreds Lied Täubchen, das entflattert ist, Prinz Orlofskys Couplet ’s ist mal bei mir so Sitte, Rosalindes Csárdás und Adeles Ariette Spiel ich die Unschuld vom Lande, Alfreds Trinklied Trinke, Liebchen, trinke schnell und der Abgesang Glücklich ist, wer vergisst. Fast 500 Werke umfasst das Lebenswerk von Johann Strauss Sohn.
Auch Berlin, das Operettenzentrum Preußens, hatte entsprechende Komponisten. Der bekannteste war Paul Lincke, der mit Frau Luna 1899 seinen größten Erfolg hatte. Einzelne Lieder von Lincke waren jahrzehntelang zu hören: Das macht die Berliner Luft, Luft, Luft; Glühwürmchen, Glühwürmchen glimmre, Glühwürmchen, Glühwürmchen schimmre aus Lysistrata und Schlösser, die im Monde liegen. Eduard Künnekes Der Vetter aus Dingsda mit dem Lied des Fremden Ich bin nur ein armer Wandersgesell und dem Tango Kindchen, du mußt nicht so schrecklich viel denken wurde 1921 in Berlin uraufgeführt.

### Aufstieg durch die Massenmedien Schallplatte, Rundfunk und Tonfilm (1920–1933)

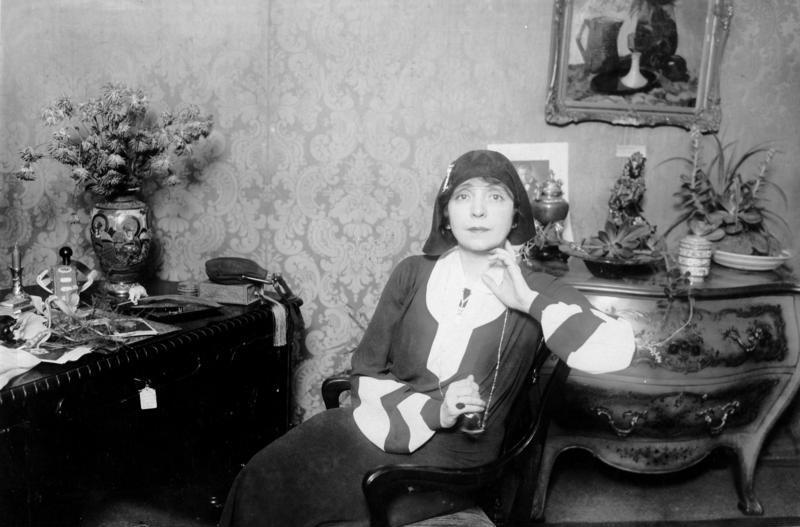
Fritzi Massary, 1929

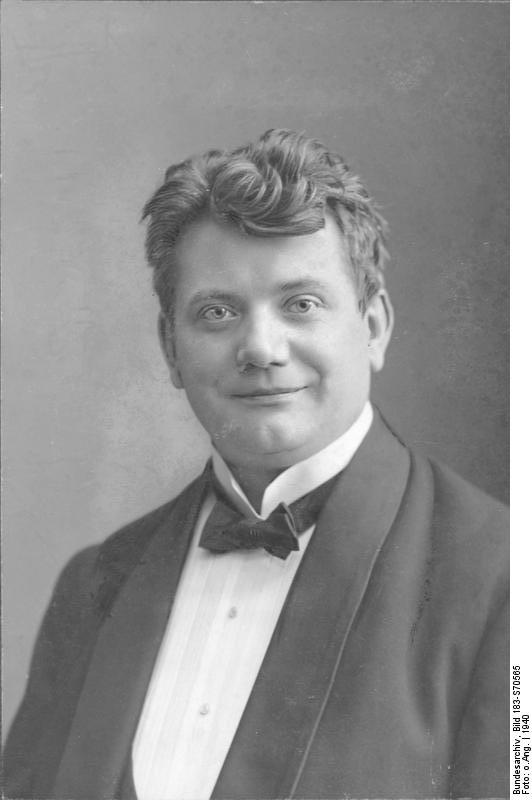
Otto Reutter

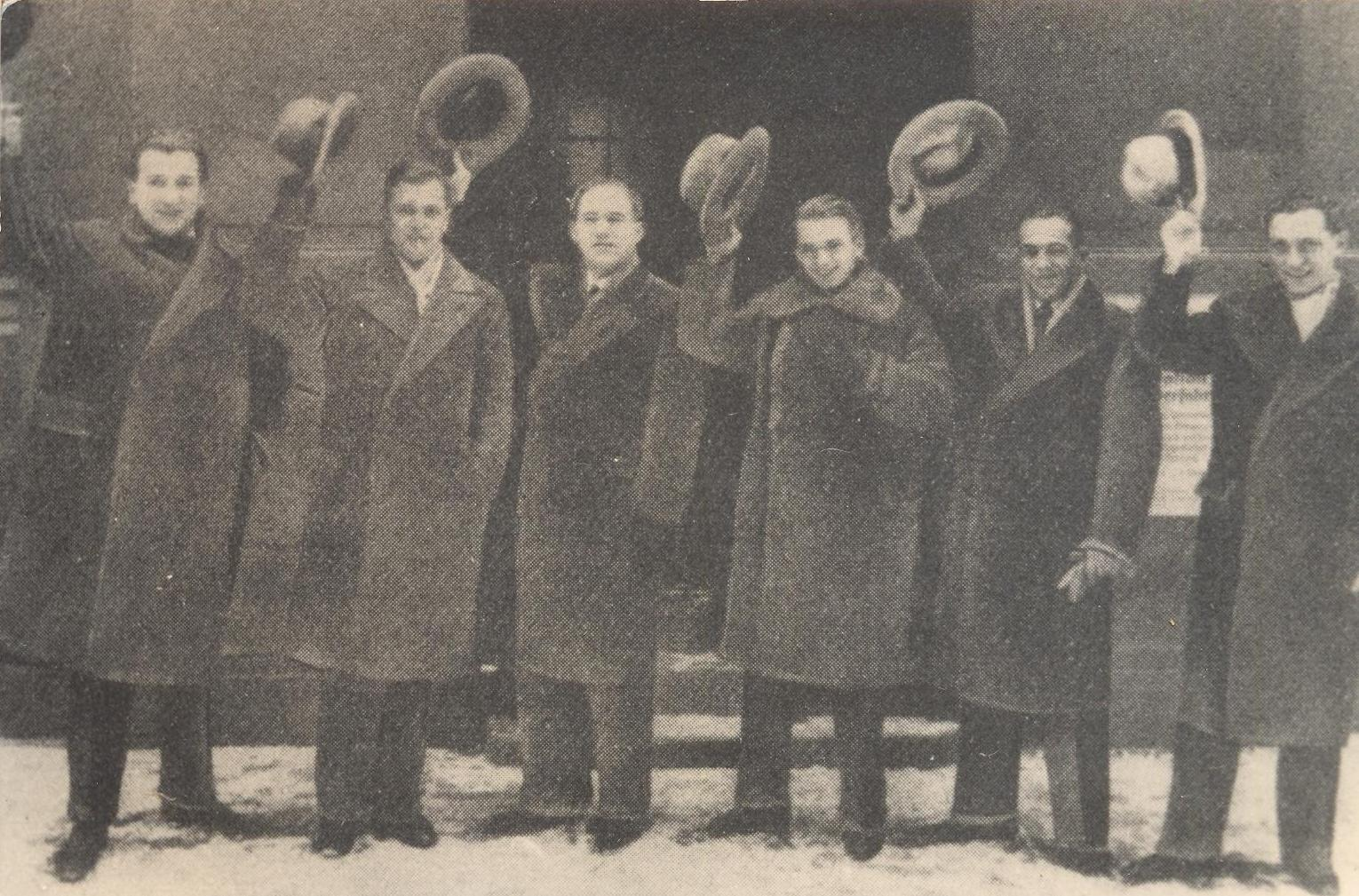
Comedian Harmonists

Nach dem Ersten Weltkrieg wurde der Schlager stark durch die weitere Verbreitung der Schellackplatte und vor allem das Aufkommen des regulären Rundfunkbetriebs beeinflusst, die den Schlager nun als millionenfache Ware in die Wohnstuben brachten. Dadurch wurden die verschiedensten Schlager nun auch einem breiteren Publikum zugänglich und man sprach auch vom Schlager als sogenanntem Gassenhauer. Um 1930 kam der kommerzielle Tonfilm hinzu. Die Lieder besaßen oftmals einen eher einfachen Text. Dazu gehören zum Beispiel Reime wie Was macht der Maier am Himalaya? und Unter den Pinien von Argentinien sowie Mein Onkel Bumba aus Kalumba tanzt nur Rumba. Auch andere Schlager mit eingängigen Melodien, aber sehr einfachen Texten hatten Erfolg, wie zum Beispiel Mein Papagei frißt keine harten Eier von Walter Kollo und Hermann Frey.
Auch eine gewisse Frivolität kann man den Texten nicht absprechen. Wenn es in einem Stück heißt: Veronika, der Spargel wächst oder Ich hab das Fräulein Helen baden sehn und gar Warum soll eine Frau kein Verhältnis haben, dann bezeugt das zum einen die sogenannten „Goldenen Zwanziger“, zum anderen aber auch eine aufkommende Aufklärung und Emanzipation. Sehr populär und auch heute noch oft zu hören ist der bekannte Schlager Ich bin von Kopf bis Fuß auf Liebe eingestellt. In den Ballsälen wurde Foxtrott und Charleston sowie der „Skandaltanz“ Shimmy getanzt.

Trude Hesterberg

Beliebte Vertreter dieser Art Musik waren vor allem die Comedian Harmonists, Marlene Dietrich, Erwin Hartung, Claire Waldoff, Fritzi Massary (Josef, ach Josef, was bist du so keusch), Trude Hesterberg, Max Pallenberg, Otto Reutter, Liane Haid, Paul Preil, Rudi Godden, Mady Rahl, Lizzi Waldmüller, Willy Fritsch und Lilian Harvey. Vor allem die Kirche war gegen diese Art der Vergnügung, vor allem wenn Texte wie der folgende auf der Straße oder bei Veranstaltungen gesungen wurden:

„‚Lieber Schatz‘, sprach er, ‚Du bist mein Süßchen.

Werd doch mein, und zwar im Gänsefüßchen.

Lieber Schatz, was soll ich dir erzählen.

Schau, ich könnt’ für dich vom Hund das Futter stehlen.

Glaube mir, ich sag das nicht zu jeder.‘,

sprach er leis’ und küßte eine Feder.

‚Sei doch lieb, und werd’ nicht immer spröder.

Es ist Mai, komm leg’ mit mir ein Ei.‘“

Mit der Machtergreifung der Nationalsozialisten wurden Lieder mit Passagen wie „Dein Wesen war einst treudeutsch germanisch. Auf einmal ist es ausgesprochen spanisch“ aus dem Schlager der Comedian Harmonists Mein lieber Schatz, bist du aus Spanien nicht mehr verkauft. Viele jüdische Künstler verließen Deutschland, vor allem, weil sie bereits von Auftrittsverboten betroffen waren. Mit den Rassegesetzen von 1935 begann die juristische Diskriminierung der jüdischen Bevölkerung. Ihre wirtschaftliche Diskriminierung kulminierte 1938 mit den Novemberpogromen.

### Zeit des Nationalsozialismus (1933–1945)

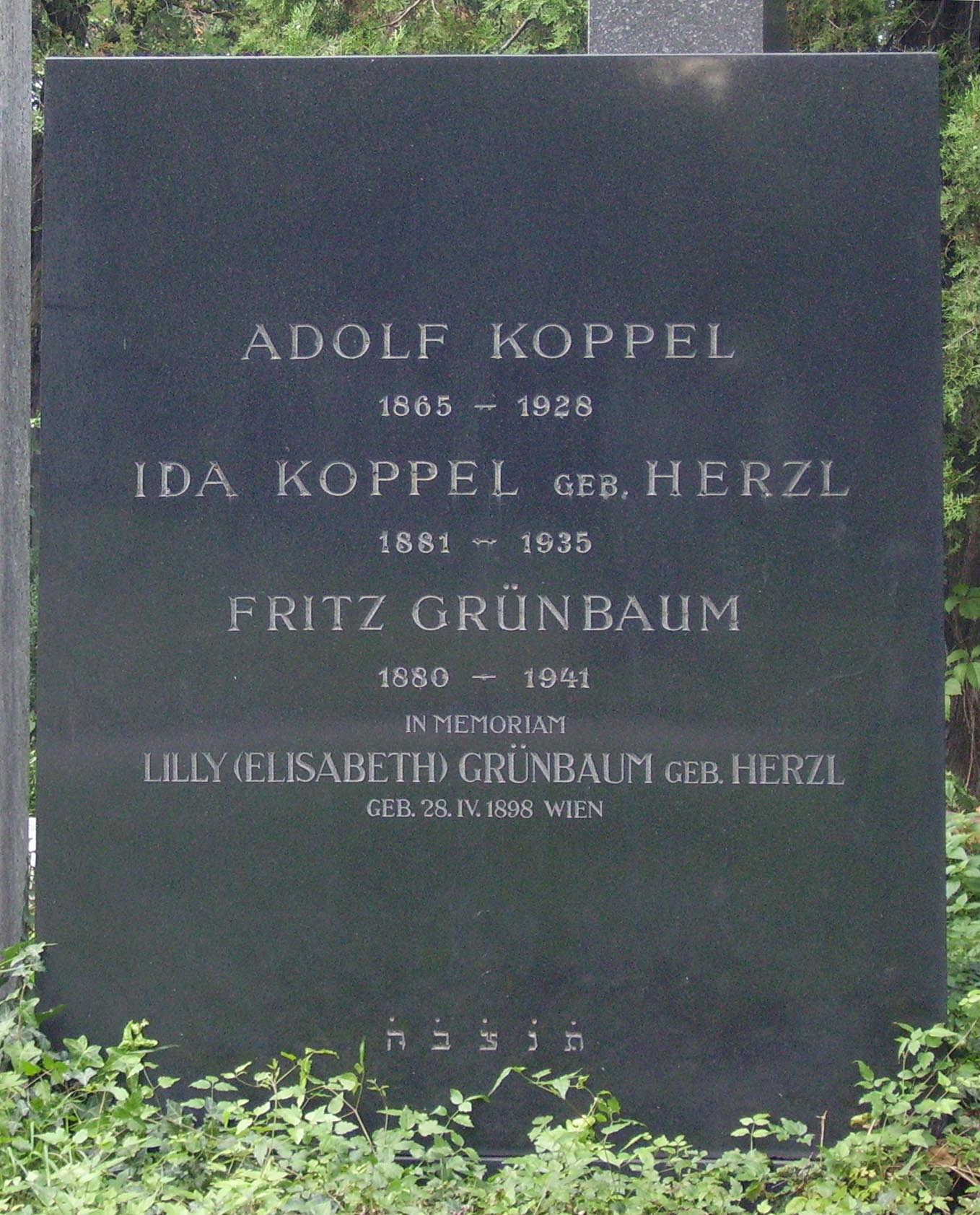
Grabstein des Autors und Kabarettisten Fritz Grünbaum (* 7. April 1880 in Brünn; † 1941 im KZ Dachau) auf dem Wiener Zentralfriedhof

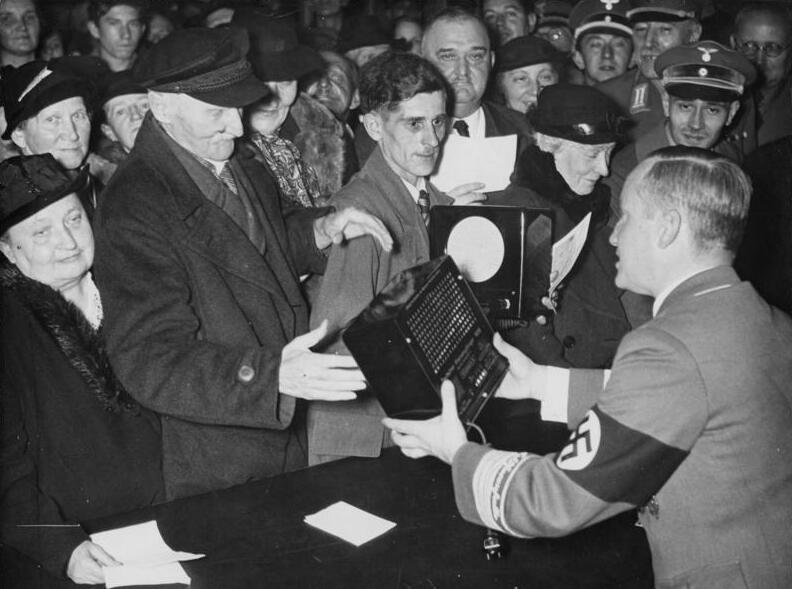
Verteilung von Volksempfängern, genannt „Goebbelsschnauze“, 1938

In der Zeit des Nationalsozialismus fiel auch der Schlager der Gleichschaltung zum Opfer und musste für Propagandazwecke herhalten. Die leicht frivolen Texte der zurückliegenden Jahre verschwanden, die Film- und Schallplattenindustrie fiel unter staatliche Aufsicht. Vor allem jüdische Musiker wie die Comedian Harmonists, die mit Ich küsse Ihre Hand, Madame, Veronika, der Lenz ist da, Wochenend und Sonnenschein, Schöne Isabella aus Castilien, Ein Lied geht um die Welt, Kannst du pfeifen, Johanna?, Mein kleiner grüner Kaktus und zahlreichen weiteren Titeln erfolgreich waren, erhielten Auftrittsverbot.
Fritz Löhner-Beda, der Autor von Operetten wie Das Land des Lächelns und der Blume von Hawaii, der die Texte für zahlreiche Schlager, darunter Ausgerechnet Bananen, Ich hab’ mein Herz in Heidelberg verloren, Oh, Donna Clara, Dein ist mein ganzes Herz, Was machst du mit dem Knie lieber Hans?, Wo sind deine Haare, August? und In Nischni-Nowgorod schrieb, wurde 1942 in Auschwitz ermordet. Auch Richard Fall, Komponist zahlreicher Titel, zu denen häufig Löhner-Beda die Texte schrieb, wurde in Auschwitz kurz vor der Befreiung des Lagers ermordet. Fritz Grünbaum, der Autor des berühmten Titels Ich habe das Fräulein Helen baden sehn, wurde in Dachau ermordet. Der österreichisch-jüdische Schlager- und Filmmusikkomponist Ralph Erwin floh zunächst vor den Nazis nach Frankreich, wo er jedoch nach dem Einmarsch der Deutschen interniert wurde. Seine Frau konnte ihn zwar befreien, er starb jedoch 1943 an den Folgen eines Bauchschusses.
Die Juden Alfred Grünwald, Fritz Rotter (Maier am Himalaya), Walter Jurmann (Veronika, der Lenz ist da und Olga, Tochter der Wolga), Robert Katscher (Wenn die Elisabeth nicht so schöne Beine hätt), Friedrich Schwarz (Wenn ich die blonde Inge abends nach Hause bringe, Nach Hause gehen wir nicht) und Robert Gilbert, Komponist und Texter von auch noch nach dem Krieg viel gesungener Hits wie Am Sonntag will mein Süßer mit mir segeln geh’n / Es muss was Wunderbares sein, von dir geliebt zu werden / Was kann der Sigismund dafür, daß er so schön ist, sowie der Musikverleger und Textdichter Armin L. Robinson und der Textdichter, Drehbuchautor und Regisseur Walter Reisch, emigrierten und mit ihnen emigrierte auch das Anzügliche, Frivole und Witzige in den Liedtexten. Kurt Schwabach musste ebenso wie Ernst Neubach aus Deutschland fliehen; beide kehrten jedoch nach dem Krieg zurück und waren noch bis in die 1960er-Jahre erfolgreich. Der Schlager- und Filmmusikkomponist Hans May, der durch Titel wie Ein Lied geht um die Welt und Heut’ ist der schönste Tag in meinem Leben bekannt war, landete nach seiner Flucht vor den Nazis schließlich in Großbritannien, wo er noch einige Jahre erfolgreich war. Der Komponist und spätere Musikverleger Rolf Marbot konnte nach seiner Flucht in Frankreich Fuß fassen, während Bert Reisfeld und Arthur Rebner in den USA landeten.
Auch Werner Richard Heymann musste aufgrund seiner jüdischen Herkunft aus Deutschland fliehen, doch seine Musik, die er für frühe Tonfilme wie Die Drei von der Tankstelle und Der Kongreß tanzt geschrieben hat, haben den Nationalsozialismus überlebt und waren auch danach beliebte Schlager, darunter Titel wie Ein Freund, ein guter Freund, Liebling, mein Herz läßt dich grüßen, Das muß ein Stück vom Himmel sein, Das gibt’s nur einmal, das kommt nicht wieder, Das ist die Liebe der Matrosen, Hoppla jetzt komm ich, Irgendwo auf der Welt u. a. Auch der Revue- und Tonfilmkomponist Friedrich Hollaender (Ich bin von Kopf bis Fuß auf Liebe eingestellt / Ich weiß nicht, zu wem ich gehöre) musste wegen seiner jüdischen Abstammung emigrieren.

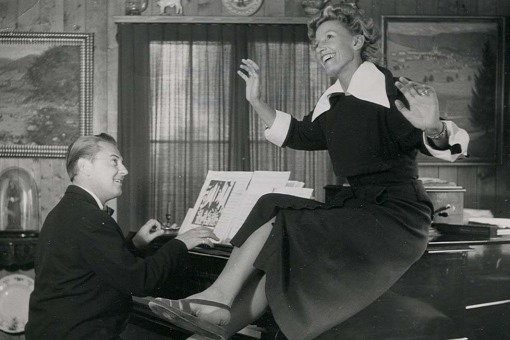
Lale Andersen mit ihrem Ehemann Artur Beul, 1953

Auch der weltberühmt gewordene Schlager Lili Marleen, zuerst gesungen von Lale Andersen, fiel in diese Zeit. Das bereits 1915 getextete und 22 Jahre später vertonte Lied sollte laut Goebbels zuerst als Marsch gespielt werden, doch Lale Andersen weigerte sich. Als es 1941 im Rundfunk gespielt wurde, war der Siegeszug der Melodie nicht mehr aufzuhalten. Wegen seines „unheilvollen Charakters“ wurde das Abspielen von Lili Marleen im Großdeutschen Reich schon bald verboten. Allerdings hinderte dies den deutschen Soldatensender Belgrad nicht, es weiter zu verbreiten, und bald entstanden auch anderssprachige Fassungen.
Jim Cowler (Kleine Möwe, flieg nach Helgoland) war zwar kein Jude, bekam aber auch Ärger mit den Nazis, woraufhin er zunächst nach London und New York emigrierte. Da er sich dort nicht wohl fühlte, kehrte er nach Deutschland zurück und versuchte, sich mit der Situation zu arrangieren. Auch Peter Igelhoff (Tante Jutta aus Kalkutta, Das Nachtgespenst, In meiner Badewanne bin ich Kapitän, Der Onkel Doktor hat gesagt u. a.) fiel wegen seiner swingenden, jazzigen Titel bei den Nazis in Ungnade, wurde mit einem Auftrittsverbot belegt und tauchte schließlich unter.
Robert Stolz (Servus Du / Im Prater blüh’n wieder die Bäume / Hallo, du süsse Klingelfee / Die ganze Welt ist himmelblau / Mein Liebeslied muß ein Walzer sein / Ob blond, ob braun, ich liebe alle Frau’n / Adieu, mein kleiner Gardeoffizier), der zwar kein Jude war, aber vielen Juden geholfen hatte, floh wegen seiner Ablehnung des Nationalsozialismus aus Deutschland und verbrachte die Kriegsjahre in New York.
Auch Marlene Dietrich, die in Deutschland bereits ein gefeierter Filmstar war und mit dem Titel Ich bin von Kopf bis Fuß auf Liebe eingestellt (1930) einen musikalischen Hit hatte, machte aus ihrer Ablehnung der Nazi-Diktatur kein Geheimnis. Nachdem sie bereits in den USA erfolgreich war, verlegte sie ein Jahr vor Kriegsausbruch ihren europäischen Hauptwohnsitz nach Paris, von wo aus sie begann, Flüchtlinge aus Deutschland und emigrierende Künstler aktiv und finanziell zu unterstützen. Am 9. Juni 1939 legte Dietrich die deutsche Staatsbürgerschaft ab und nahm die US-amerikanische an. Zur Unterstützung der US-Truppen bei ihrem Kampf gegen die Nazi-Diktatur trat sie bei der Truppenbetreuung vor amerikanischen Soldaten auf, wo sie ab 1943 den Titel Lili Marleen von Lale Andersen sang, der auch in ihrer Fassung ein großer Erfolg wurde. Nach dem Krieg konnte sie nicht nur an ihre internationale Film-Karriere anknüpfen, sondern hatte auch weitere musikalische Erfolge mit Titeln wie Ich weiß nicht, zu wem ich gehöre (1947), Ich hab’ noch einen Koffer in Berlin (1955) und Sag mir, wo die Blumen sind (1962).
Zurück blieb lediglich, was dem „arischen Humor“ entsprach. Andere Interpreten und Schauspieler wie Marika Rökk (In einer Nacht im Mai / Ich brauche keine Millionen / Für eine Nacht voller Seligkeit / So schön wie heut‘, so müßt‘ es bleiben / In der Nacht ist der Mensch nicht gern alleine) oder Johannes Heesters (Ich werde jede Nacht von Ihnen träumen / Einmal von Herzen verliebt sein / Da geh’ ich ins Maxim / Man müßte Klavier spielen können / Durch Dich wird diese Welt erst schön / Ein Glück, daß man sich so verlieben kann) wurden für Propagandazwecke eingespannt. Gerade gegen Ende des Krieges, als die Alliierten deutsche Städte bombardierten, wurden explizit Texte gesucht, die der deutschen Bevölkerung wieder Mut machen und zum Durchhalten animieren sollten. Goebbels ließ Aufträge für neue Lieder ausschreiben. Dabei entstanden Texte wie Davon geht die Welt nicht unter und Ich weiß, es wird einmal ein Wunder gescheh’n, gesungen von Zarah Leander, und Das kann doch einen Seemann nicht erschüttern und Ich brech’ die Herzen der stolzesten Frau’n von Heinz Rühmann. Diese wurden, obwohl im Nationalsozialismus erstmals aufgenommen, nach dem Krieg wieder oft im Radio gespielt. Marika Rökk, Johannes Heesters und Heinz Rühmann konnten auch nach dem Krieg an ihre Erfolge als Schauspieler anknüpfen und waren neben weiteren Filmrollen regelmäßig in Unterhaltungssendungen des Fernsehens zu sehen.
Dies galt auch für Zarah Leander, die nach dem Krieg zwar nur wenige neue Hits hatte (z. B. Wunderbar), aber auch mit ihren früheren Hits (Yes, Sir! / Der Wind hat mir ein Lied erzählt / Eine Frau wird erst schön durch die Liebe / Kann denn Liebe Sünde sein? / Nur nicht aus Liebe weinen / Er heißt Waldemar! / Ich weiß, es wird einmal ein Wunder gescheh’n / Davon geht die Welt nicht unter) weiterhin erfolgreich war. Auch Hans Albers, der in erster Linie Schauspieler war, aber mit Liedern wie Hoppla, jetzt komm’ ich, Komm’ auf die Schaukel, Luise, Das ist die Liebe der Matrosen, Auf der Reeperbahn nachts um halb eins, Jawohl, meine Herr’n, Good Bye, Jonny, La Paloma, Das gibt es nur in Texas und Nimm mich mit, Kapitän, auf die Reise, die er in seinen Filmen gesungen hat, ebenfalls erfolgreich war, konnte nach dem Krieg an seine Popularität anknüpfen.
Auch Ilse Werner, die als junge Frau in den 1940er-Jahren bereits Erfolge mit Titeln wie Die kleine Stadt will schlafen geh’n, Sing ein Lied wenn du mal traurig bist und Wir machen Musik hatte, konnte in der Nachkriegszeit mit diesen und weiteren Titeln wieder Erfolge feiern und hatte bis in die 1960er Jahre Charterfolge. Neben ihrer Karriere als Schlagersängerin war sie auch als Kunstpfeiferin erfolgreich.
Bedeutende Komponisten dieser Zeit waren Theo Mackeben, Fred Raymond, Peter Kreuder, Lothar Brühne, Friedrich Schröder, Ralph Maria Siegel, Ludwig Schmidseder, Anton Profes, Gerhard Winkler, Franz Grothe und Michael Jary; bekannte Textdichter waren Bruno Balz, Günther Schwenn, Peter Schaeffers, Aldo von Pinelli, Ernst Marischka und Hans Fritz Beckmann. Sie schrieben zahlreiche Schlager, unter anderem für Heinz Rühmann und Zarah Leander.
Als Balz wegen seiner Homosexualität zum zweiten Mal verhaftet wurde und ihm eine Einweisung in ein KZ drohte, intervenierten Jary und Zarah Leander für seine Freilassung. Jary betonte, ohne Balz könne er die von Propagandaminister Joseph Goebbels für den Film Die große Liebe als einen „Beitrag zur Kriegsanstrengung“ geforderten Lieder nicht fertigstellen, woraufhin Balz innerhalb weniger Stunden freigelassen wurde.
Jary und Balz waren auch noch bis weit in die Nachkriegszeit im Schlagerbereich aktiv, während Brühne und Mackeben nach dem Krieg noch einige Jahre lang vor allem Musik für Filme schrieben. Auch Beckmann schrieb nach dem Krieg noch einige Jahre Liedtexte für Filme. Auch Raymond, Kreuder, Schröder, Siegel, Winkler und Grothe waren nach dem Krieg noch lange als Komponisten erfolgreich. Marischka war nach dem Krieg vor allem noch im Filmgeschäft als Regisseur und Drehbuchautor erfolgreich. Schaeffers gründete nach dem Krieg einen Musikverlag, der sich zu einem der führenden westdeutschen Unternehmen im Bereich der Unterhaltungsmusik entwickelte und war auch im Filmgeschäft tätig. Schwenn verfasste weiterhin Texte und war neben seiner künstlerischen Tätigkeit auch in verschiedenen Berufsverbänden tätig.

### Nachkriegszeit (1945 bis etwa 1949)
Als nach dem Krieg die ersten Rundfunkstationen wieder genehmigt wurden, begann auch die Plattenindustrie wieder zu produzieren. Manchmal waren Schlager dieser Zeit einfach als Faschingslieder komponiert, die sich über die närrische Zeit hinaus behaupteten. Dazu zählt das Lied Ich fahr mit meiner Lisa, zum schiefen Turm von Pisa, das zuerst von Jupp Schmitz 1949 gesungen wurde, ferner Wer soll das bezahlen? (Jupp Schmitz, 1949) und der Nummer-eins-Hit Am 30. Mai ist der Weltuntergang (Golgowsky-Quartett, 1954).
In der Nachkriegszeit war der musikalische Geschmack des „Otto Normalverbrauchers“ (Figur aus dem Film Berliner Ballade (1948), dargestellt von einem schlanken Gert Fröbe) bunt gemischt. Dabei handelten die Texte von so unterschiedlichen Themen wie dem Mariandl (1947), das eher österreichisch daherkam, dem Theodor im Fußballtor (1948 zuerst gesungen von Margot Hielscher, später wurde Theo Lingen damit sehr bekannt), bis zum kabarettwürdigen Couplet Wir sind die Eingeborenen von Trizonesien. Mit „Trizonesien“ waren die westlichen Zonen des damals in vier Besatzungszonen geteilten Deutschland gemeint.
Beliebt waren auch Lieder mit Berliner Lokalkolorit, so zum Beispiel die von Erika Brüning getexteten und teilweise auch komponierten Titel Berliner Jungens, die sind richtig, Du mein Berlin kannst nicht untergeh’n, Kommste mit, kommste mit zum Sportpalast? und O diese Jöre.
Populäre typisch österreichische Schlager dieser Zeit waren neben dem Mariandl die von Hans Lang und Erich Meder geschriebenen Lieder – meist von Maria Andergast gesungen –, wie zum Beispiel Du bist die Rose vom Wörthersee, Aus Urfahr war mein Vorfahr, A Gitarr und a Jodler oder A fesche Katz.

### Wirtschaftswunder (circa 1950 bis etwa 1962)

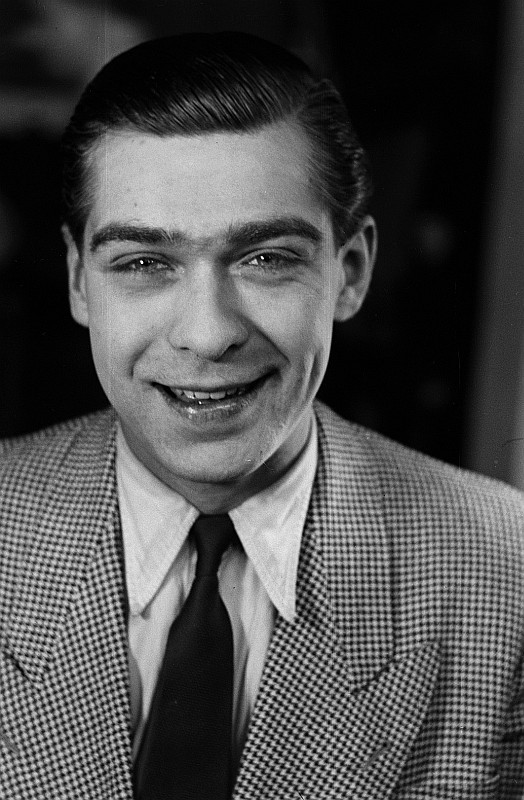
Bully Buhlan, 1946

Nach der Währungsreform 1948 und der Gründung der Bundesrepublik Deutschland 1949 begann ab 1950 ein beispielhafter Aufschwung der deutschen Wirtschaft, der als Wirtschaftswunder in die Geschichte einging. Die Arbeitslosenzahlen sanken zunächst langsam und später immer stärker, es entstanden viele neue Unternehmen und Betriebe und langsam aber stetig hatten immer mehr Haushalte wieder mehr Geld zur Verfügung und wollten nach dem Leid und den Entbehrungen der Kriegsjahre wieder mehr Freude haben. Diese Entwicklung spiegelte sich auch im deutschen Film und in der Musik wider: Im Film wurden zahlreiche Komödien, Operettenfilme, Revuefilme und Schlagerfilme gedreht und in der Musik wurde der deutsche Schlager immer populärer und begann einen einmaligen Siegeszug.

Schellackplatte des Schlagers Der Mond hält seine Wacht von Peter Alexander, 1955

Interpreten dieser Zeit waren beispielsweise Rita Paul (Bobby, back’ einen Kuchen, 1950; Spiel mir eine alte Melodie, 1952; Mäcki-Boogie, 1952 mit Bully Buhlan), Renée Franke (Ding Dong Boogie, 1954; Sailors Boogie, 1954), die Kilima Hawaiians (Es hängt ein Pferdehalfter an der Wand, 1953), Bruce Low (Das alte Haus von Rocky Docky, 1955) sowie der gerade mit seiner Karriere startende Peter Alexander zusammen mit Leila Negra und ihrem viel gespielten Titel Die süßesten Früchte fressen nur die großen Tiere (die deutsche Fassung des italienischen Papaveri e papere von Nilla Pizzi). Der Saxophonist und Schlagersänger Detlev Lais hatte in der Nachkriegszeit einige Solo-Erfolge, sang jedoch auch zusammen mit Anneliese Rothenberger und vor allem mit Renée Franke. Während die Schlagersänger-Karriere von Hans-Arno Simon (Anneliese; Ach sag doch nicht immer wieder Dicker zu mir; Ludwig; Wodka-Fox; alle aus dem Jahr 1954) nur kurz währte, hatte er danach noch Erfolg als Komponist für andere Schlagerinterpreten. Auch Fred Rauch war in einer Doppelfunktion erfolgreich: er hatte sowohl Erfolge als Interpret wie auch als Textdichter.
Eine weitere erfolgreiche Sängerin der späten 1940er- und frühen 1950er-Jahre war Evelyn Künneke, die Tochter des Operettenkomponisten Eduard Künneke und der Opernsängerin Katarina Garden. Zunächst trat sie als Stepptänzerin auf, was ihr jedoch 1939 von den Nazis verboten wurde. Daraufhin begann sie eine Karriere als Sängerin und hatte erste Erfolge mit Sing, Nachtigall, sing (1941) und Haben Sie schon mal im Dunkeln geküßt? (1942). Nachdem sie zunächst bei der Truppenbetreuung eingesetzt worden war, wurde sie 1944 wegen Wehrkraftzersetzung verhaftet und im Januar 1945 in die Haftanstalt Berlin-Tegel eingeliefert, wo sie kurz vor Kriegsende wieder freigelassen wurde. In den frühen 1950er-Jahren hatte sie dann noch Erfolge mit Schlagern wie Allerdings, sprach die Sphinx (1949), Winke-winke (1950), Hab’n ’se nich ’nen Mann für mich? (1951), Egon (1953) und Herr Kapellmeister, bitte einen Tango (1953).
Nach dem verlorenen Krieg versuchten auch Caterina Valente (Ganz Paris träumt von der Liebe, 1954), Lys Assia (Oh mein Papa, 1954) und Vico Torriani (Siebenmal in der Woche, 1957) die Stimmung einer heilen Welt zu verbreiten. Konjunktur-Cha-Cha mit seinem Refrain „Geh’n Sie mit der Konjunktur!“ hieß ein dem Zeitgeist entsprechendes Stück vom Hazy Osterwald Sextett, das das Wirtschaftswunder zum Thema hatte. René Carol hatte erste Erfolge mit Maria aus Bahia (1950), Rote Rosen, rote Lippen, roter Wein (1952), Bella Donna (1953) und Deinen Namen den hab ich vergessen (1954). Im Jahr 1952 erhielt er mit Rote Rosen, rote Lippen, roter Wein gar die erste Goldene Schallplatte der Nachkriegszeit.

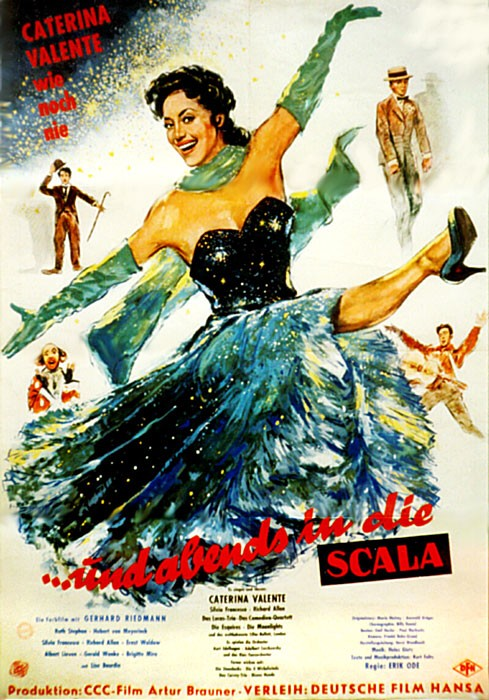
Caterina Valente in dem Musikfilm … und abends in die Scala,
Filmplakat (1958) von Helmuth Ellgaard

Gegen Ende der 1950er und Anfang der 1960er Jahre begannen viele Deutsche ihren Urlaub im Süden, bevorzugt in Italien, zu verbringen. Zum einen wurde dies durch das sogenannte „Wirtschaftswunder“ ermöglicht, das den Arbeitern und Angestellten mehr Geld ins Portemonnaie spülte, zum anderen waren es viele entsprechende Schlager, die Sehnsucht nach Italien weckten. Friedel Hensch und die Cyprys hatten es 1953 in ihrem Schlager Ja, für eine Fahrt ans Mittelmeer bereits prognostiziert. So fuhren im Jahre 1956 etwa 4,5 Millionen Deutsche mit Heinkel-Rollern, VW Käfer und Goggomobil in den Süden auf der Suche nach einer „heileren Welt“. Möglicherweise hatte Rudi Schuricke mit dem bereits 1943 aufgenommenen, aber erst 1950 zum Hit avancierten Schlager Wenn bei Capri die rote Sonne im Meer versinkt (auch bekannt geworden unter dem Titel Caprifischer) bereits den Grundstock für die Suche nach Harmonie, Süden, Meer und Glück gelegt. Arrivederci Roma und Addio, bella Napoli, gesungen von Lys Assia, Rocco Granata mit seinem Hit Marina oder auch die in Deutschland überaus populäre Caterina Valente mit Ciao, ciao Bambina sind nur wenige Beispiele. Die Mischung aus Wiederaufbruchstimmung und Wirtschaftswunder zeigte sich beispielhaft im Lied Es geht besser, besser, besser, das Caterina Valente 1956 mit ihrem Bruder Silvio Francesco sang. Das Geschwisterpaar nahm bereits 1955 den Titel Steig in das Traumboot der Liebe gemeinsam auf und sang 1956 gemeinsam mit Peter Alexander den Titel Komm ein bißchen mit nach Italien, die ebenfalls das Fernweh der Deutschen bedienten und große Erfolge wurden. Auch in der DDR gab es Italien-Schlager, so zum Beispiel A-mi-amore von Günter Hapke.

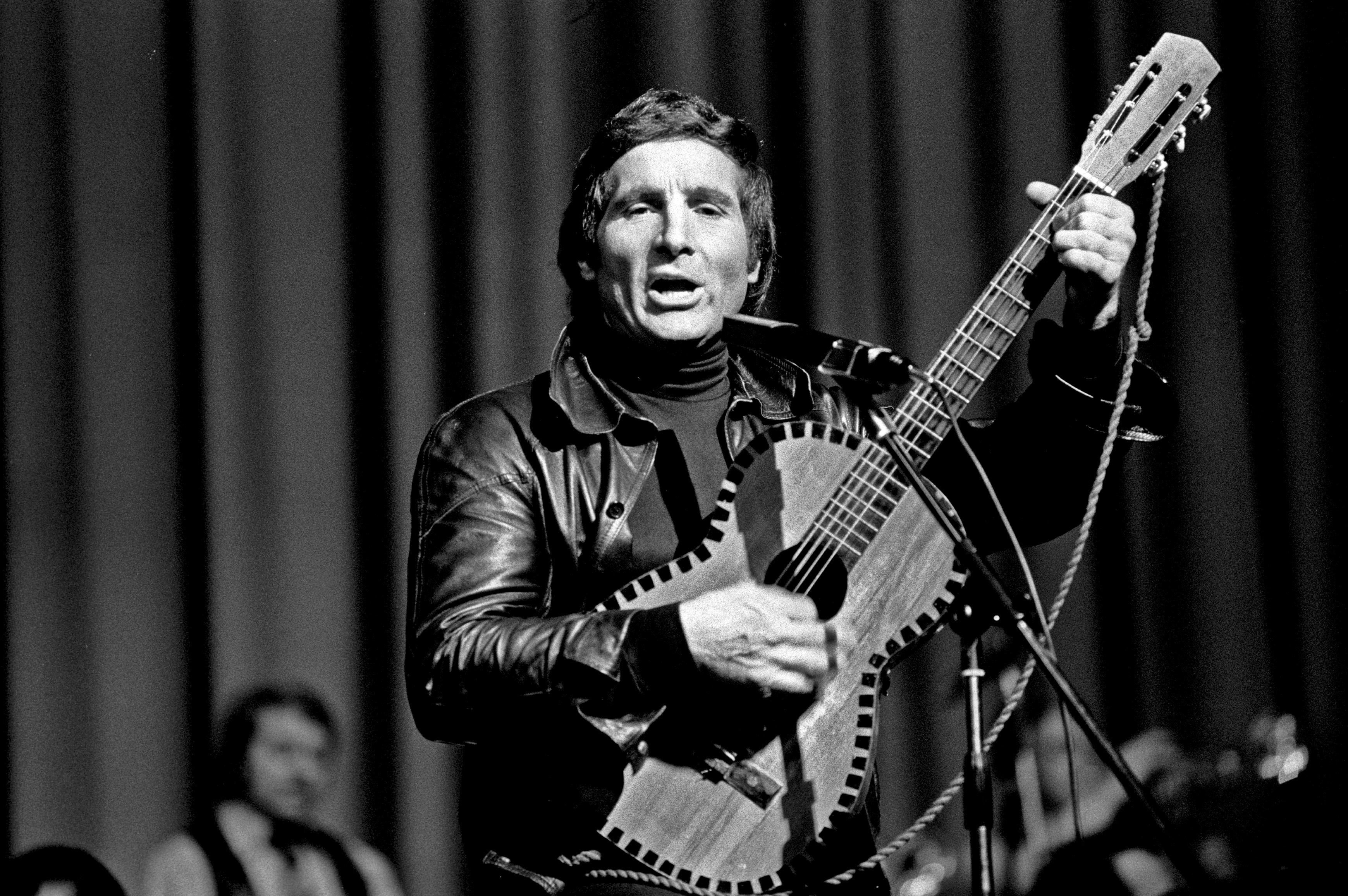
Freddy Quinn, 1971

Seemannslieder und Meeresballaden hatten ebenso Hochkonjunktur. Zu nennen ist hier insbesondere Freddy Quinn, der wochenlang die Hitparaden mit seinen Schlagern Die Gitarre und das Meer, Junge, komm bald wieder und Unter fremden Sternen besetzt hielt. Er war der erfolgreichste Schlagersänger aller Zeiten, der 1956 mit dem Titel Heimweh gestartet war. Er verkaufte schnell Millionen von Schallplatten und sang auch beim ersten Grand Prix Eurovision de la Chanson (heute Eurovision Song Contest) 1956 den Titel So geht das jede Nacht, der sich an Bill Haleys Rock Around the Clock anlehnte. Aber auch die Österreicherin Lolita mit ihrem Hit, der in japanische und in die US-Charts gelangte Seemann (deine Heimat ist das Meer) und Lale Andersen mit Unter der roten Laterne von St. Pauli, Blaue Nacht am Hafen, Wenn du heimkommst, Ein Schiff wird kommen oder Die kleine Bank im Alsterpark. Auch Hawaii und Südsee waren beliebte Motive im deutschen Schlager dieser Zeit, entsprechende Titel wurden zum Beispiel von Jimmy Makulis und vom Hula Hawaiian Quartett gesungen. In der DDR war zu dieser Zeit beispielsweise Jenny Petra mit Weiße Wolken, blaues Meer und Du populär.
Auch die gebürtige Belgierin Angèle Durand bediente das Fernweh der Deutschen und sang damals sehr erfolgreich zahlreiche Titel, die sich der Stadt Paris widmeten: z. B. So ist Paris; C’est magnifique; Melodie d’amour; Chanson d’amour; Er macht Musik am Montparnasse; Paris, du bist die schönste Stadt der Welt und andere.
Stellvertretend für die Schlager der frühen 1960er Jahre steht hier das 1962 von Mina gesungene und von Kurt Feltz getextete Stück Heißer Sand, dessen Text vieldeutig ist und dennoch – oder gerade deshalb – den Geschmack der Jugend dieser Zeit trifft:

„Schwarzer Tino, deine Nina war dem Rocco schon im Wort.

Weil den Rocco sie nun fanden, schwarzer Tino mußt du fort.

Heißer Sand und ein verlorenes Land und ein Leben in Gefahr,

Heißer Sand und die Erinnerung daran, daß es einmal schöner war.

Schwarzer Tino, deine Nina tanzt im Hafen mit den Boys.

Nur die Wellen singen leise, was von Tino jeder weiß.

Heißer Sand […]“

Ebenfalls zu erwähnen sind die damaligen Vorbilder der Teenager Conny Froboess (Zwei kleine Italiener) und Peter Kraus (Sugar Sugar Baby), die sowohl im Duett als auch solo mit mehreren Filmen und Schlagertiteln erfolgreich waren. Nicht minder erfolgreich war Ted Herold mit Titeln wie Ich bin ein Mann oder Moonlight. Die erste Girlgroup der deutschsprachigen Schlagermusik waren die Jacob Sisters, die mit dem Gartenzwerg-Marsch („Adelbert, Adelbert, schenk mir einen Gartenzwerg …“), der Coverversion eines Billy-Sanders-Titels, bekannt wurden.
Eine Besonderheit dieser Zeit war die besondere Bedeutung von Orchestern. Aufgrund der noch frühen Aufnahmetechniken und der noch in den Kinderschuhen steckenden Möglichkeiten der Tonmischung mussten bei den Schallplattenaufnahmen die Interpreten und die Orchester gleichzeitig im Studio die Aufnahmen einspielen. Bei einem Fehler musste der jeweilige Titel wieder komplett von Beginn an aufgezeichnet werden. Da auch das Auftreten mit Halbplayback noch nicht verbreitet war, fanden Fernsehauftritte und Auftritte bei den diversen Galas und Tourneen ebenfalls mit Orchester statt. Auch nach Fortschritten bei den Plattenaufnahmen hielt der Trend von Orchestern bei Live-Auftritten noch bis in die 1960er- und teilweise 1970er-Jahre an. Dies führte dazu, dass die entsprechenden Orchester und ihre Orchesterleiter häufig ähnliche Bekanntheit erlangten wie die Interpreten der Titel und oft auch mit eigenen Instrumentaltiteln Erfolg hatten. Bekannte Orchester dieser Zeit waren zum Beispiel die von Kurt Edelhagen, Willy Berking, Paul Biste, Werner Müller, Horst Jankowski, Max Greger, Paul Kuhn, Hugo Strasser und Ambros Seelos. Während bei Plattenaufnahmen und Fernsehauftritten meist Big Bands der erwähnten Orchesterleiter spielten, wurden bei Tourneeproduktionen und Galaauftritten neben diesen Bigbands teilweise auch kleinere Combos eingesetzt, wie zum Beispiel das Jochen-Brauer-Sextett.
Eines der erfolgreichsten Autorenteams für deutschen Schlager der Nachkriegsgeschichte waren Heinz Gietz und Kurt Feltz, die bis zu Beginn der 1980er-Jahre mit zahlreichen Schlagern für diverse Interpreten Erfolg hatten. Ein erfolgreicher Komponist und Textdichter dieser Zeit, der schon seit den frühen 1950er-Jahren erfolgreich war, war Heino Gaze. Weitere erfolgreiche Komponisten, Texter und Produzenten deutscher Schlager der 1950er-Jahre, die teilweise noch bis weit in die 1960er-Jahre in diesem Bereich tätig waren, waren Nils Nobach, Hans-Arno Simon, Ernst Bader, Walter Brandin, Karl Götz, Charly Niessen, Franz Rüger, Werner Twardy, Joe Menke, Artur Beul sowie Hans Bertram und seine Frau Lilibert, die noch bis in die 1970er-Jahre Schlager schrieben und produzierten.

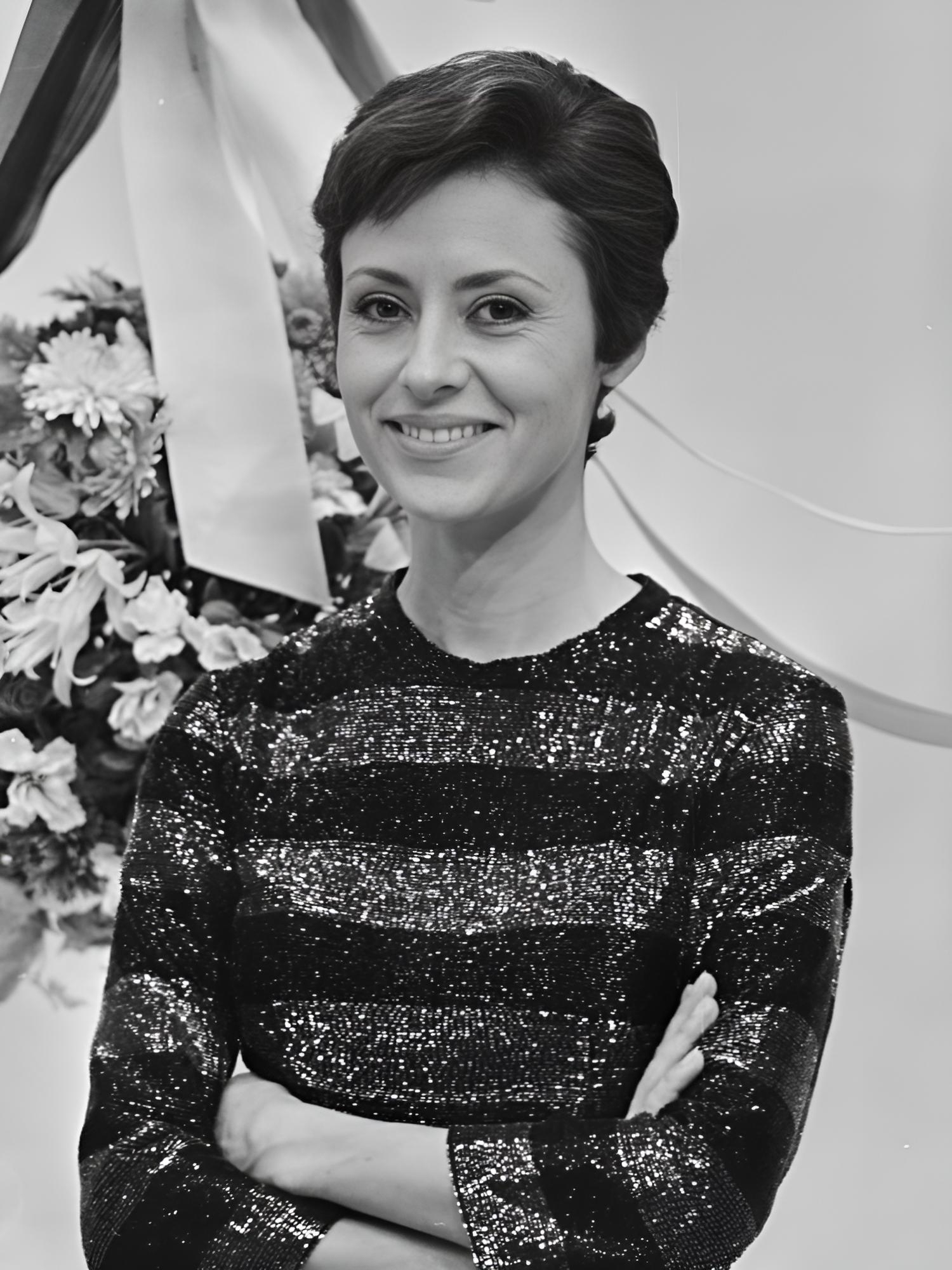
Caterina Valente, 1966

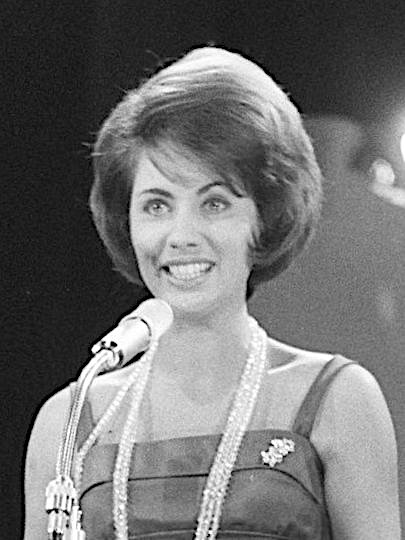
Margot Eskens, 1961

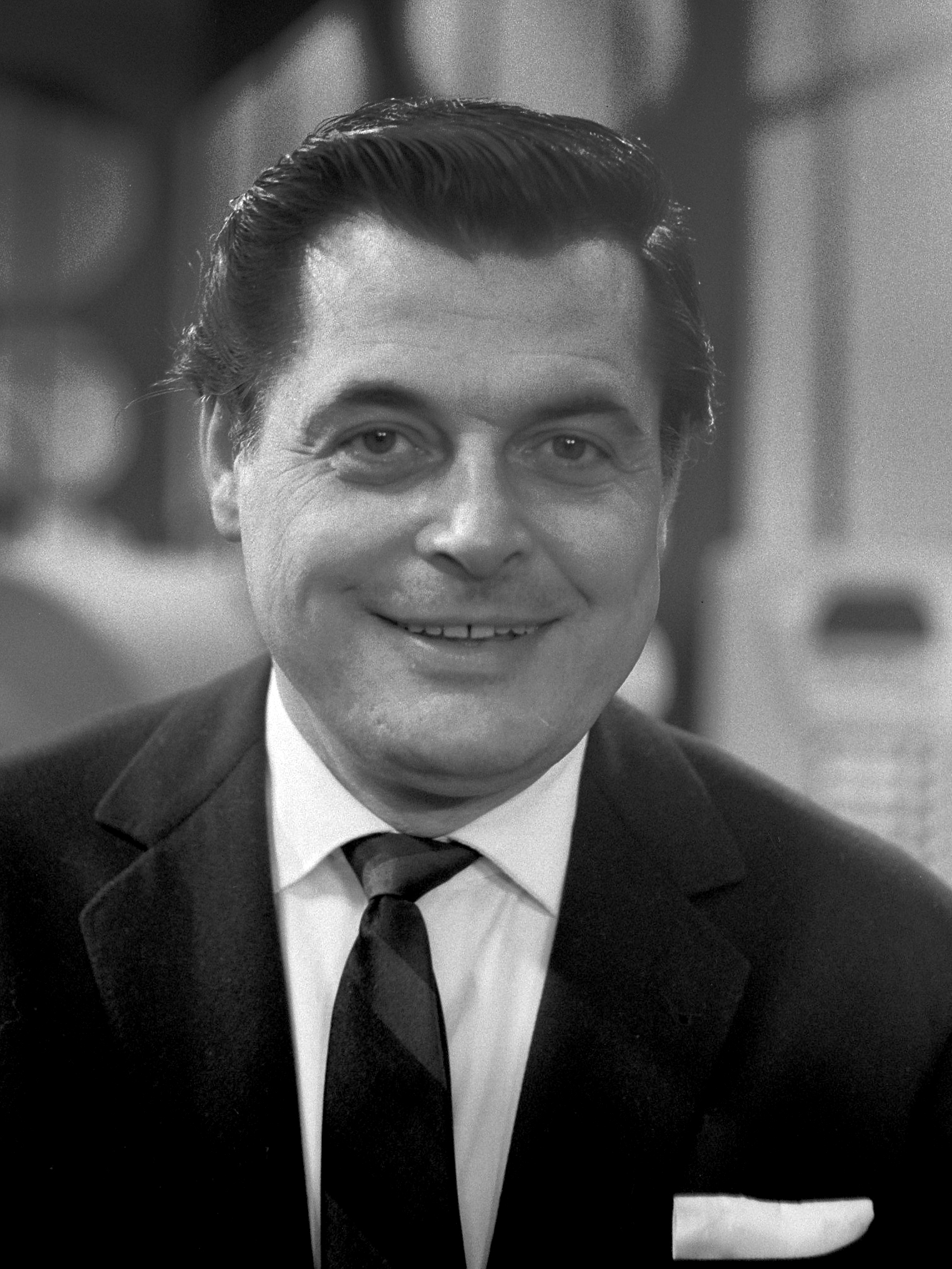
Gerhard Wendland, 1963

Erfolgreiche Schlagerinterpreten dieser Zeit waren (in alphabetischer Reihenfolge, jeweils mit einigen ihrer größten Hits):
- Peter Alexander – Die süßesten Früchte (mit Leila Negra) / Oh Mister Swoboda / Eventuell, eventuell (mit Caterina Valente & Kurt Edelhagen) / Sing Baby Sing (mit Caterina Valente) / Der Mond hält seine Wacht / Komm ein bißchen mit nach Italien (mit Caterina Valente & Silvio Francesco) / Es geht besser, besser, besser (mit Caterina Valente & Silvio Francesco) / Ich weiß was dir fehlt / Ich zähle täglich meine Sorgen / Ein kleines Haus am blauen See (mit Margrit Imlau) / Mille mille baci (mit Margrit Imlau) / Sing, Jonny, sing (mit Margrit Imlau) / Bist du einsam heut’ Nacht / Paris ist eine Reise wert / Und die Musik spielt dazu / Der Badewannentango / Verliebt, verlobt, verheiratet (mit Cornelia Froboess)
- Lale Andersen – Backboard ist links (Schiffsjungenlied) / Der Junge an der Reling / Lili Marleen / Es geht alles vorüber, es geht alles vorbei / Unter der roten Laterne von St. Pauli / Das Meer (La Mer) / Blaue Nacht, o blaue Nacht am Hafen / Spiel’ mir eine alte Melodie / Grüß mir das Meer und den Wind / Ein Schiff wird kommen / Wenn du heimkommst / Einmal sehen wir uns wieder / Im roten Licht der Hafenbar / Ein fremder Mann / Die kleine Bank im Alsterpark
- Lys Assia – Schweden-Mädel (mit Fred Weyrich und den Peheiros) / Oh mein Papa / Schiffsjungentanz / Jolie Jacqueline / Arrivederci, Roma / Addio, bella Napoli / Gelbe Rose dort in Texas / Was kann schöner sein / Wenn die Glocken hell erklingen
- Mona Baptiste – Es liegt was in der Luft (mit Bully Buhlan) / O Jackie-Joe / Mr Wonderful
- Ralf Bendix – Sie hieß Mary-Ann / Hotel zur Einsamkeit / Buona Sera / Bambina / Kriminal-Tango / Babysitter-Boogie / Die grosse Nummer wird gemacht / Schaffe, schaffe, Häusle baue / Charmaine
- Jörg Maria Berg – Zwei weiße Möwen / Baby, ich schieß dir einen Teddybär / Küsse süßer als Wein / Patricia / Sweetheart Guitar
- Fred Bertelmann – Ich bin so gern zu Hause / Der Student von Paris / Der Mond hält seine Wacht / Arrivederci Roma / Tina Marie / In Hamburg sind die Nächte lang / Eventuell, eventuell (mit Jenny Johnson) / Sing, Baby, sing (mit Jenny Johnson) / Im Hafen unserer Träume (mit Bibi Johns) / Rot ist dein Mund / Marie mit dem frechen Blick / Der Lachende Vagabund / Ich bin ja nur ein Troubadour / Aber du heißt Pia / Zehntausend junge Damen / Ihr zartes Lächeln / Meine Heimat ist täglich woanders / Bahama Melodie / Der Dumme im Leben ist immer der Mann (mit Chris Howland) / Das blaue Meer und du / Ti amo Marina / Mein Herz bleibt in der Heimat / Zwei blaue Augen und roter Wein / Zwei Gitarren am Meer / Schwalbenlied
- Rainer Bertram – Wenn du heut’ ausgehst / Ihr zartes Lächeln / Die jungen Jahre / Wunderbar wie du / Tränen in deinen Augen / Alle Mädchen wollen küssen / Und sie war nicht viel älter als 18 Jahr’ / Gib mein Herz mir wieder
- Erni Bieler – Laß die Welt darüber reden / Weiße Rosen und Korallen / Mauerblümchen / Eine Reise ins Glück
- Die Blauen Jungs (Die Montecarlos) – Junge Liebe / Zuhause, Zuhause / Auch für mich kommt die Zeit / Einmal die Ferne seh’n / Solang du einen Freund hast / Wie schön wär’s jetzt zuhause / Wenn weiße Wolken wandern / Addio, Addio Maria / Von Hafen zu Hafen / Fahr’ uns heim, Kapitän
- Blue Diamonds – Ramona / Wie damals in Paris / Ahoi-Ohé / Lady Sunshine und Mr. Moon / Blaues Boot der Sehnsucht / My Sunny Sunshine / Sukiyaki
- Bobbejaan – Ich steh’ an der Bar und habe kein Geld / Ich weine in mein Bier / Ich muß ein Cowboy sein
- Jacqueline Boyer – Tom Pillibi / Grüß mir die Liebe / In der kleinen Bar auf dem Grand-Boulevard / Mitsou / Oh, chérie, je t’aime / Mein Herz sagt oui
- Will Brandes – Wunderbares Mädchen / Teenager-Melodie (mit Cornelia Froboess) / King Creole / Die Boys und Girls von heute / Marina / Was wär’ das alles ohne dich (mit Ruth Fischer) / Gärtner aus Liebe / Du bist schön / Ti amo / Annemarie / Träumen von der Südsee / Kleine Möwe, flieg nach Helgoland / Ahoi, ohe / Ich sag’ du zu dir (mit Hanna Dölitsch) / Das hab’ ich mir schon lange gewünscht (mit Hanna Dölitsch) / Junge Mädchen / Baby, mein blondes Baby / Musikanten der Liebe (mit Margot Eskens) / Ich möchte mit dir verheiratet sein (mit Margot Eskens) / Himmelblaue Augen / Baby-Twist / Traum (Things) / Wenn die Sonne versinkt / O Valentino / Baby-Babbel-Bossa-Nova
- Bully Buhlan – Ich hab’ mich so an dich gewöhnt / Ham’ se nich’ ’ne Braut für mich / Lieber Leierkastenmann / Ich hab’ noch einen Koffer in Berlin / Ein Musikus, ein Musikus / Mäcki-Boogie (mit Rita Paul) / Was versteht denn ein Cowboy von der Liebe (mit dem Sunshine-Quartett) / Es liegt was in der Luft (mit Mona Baptiste) / Ich möcht auf deiner Hochzeit tanzen / Ich hab dir aus Ägypten einen Kaktus mitgebracht / Einmal blond, einmal braun / Einmal sind wir wieder vereint / Das Lied von der Krummen Lanke / Ja der Kurfürstendamm / Ich bin verliebt in das ganze Ballett / Polly-Wolly-Holiday
- René Carol – Im Hafen von Adano (mit Lonny Kellner) / Maria aus Bahia / La-Le-Lu (mit Lonny Kellner) / Auf Wiedersehen /  Rote Rosen, rote Lippen, roter Wein / Bella Donna / Deinen Namen den hab ich vergessen / Sonne über der Adria / O Wandersmann / Vergiß mich nicht (mit Lonny Kellner) / Kein Land kann schöner sein / Das Schiff Deiner Sehnsucht / Mitten im Meer / Hafen-Marie / Ein Vagabunden-Herz
- Eddie Constantine – Schenk deiner Frau doch hin und wieder rote Rosen / Ich wünsch dir einen schlaflosen Abend / Hoppla, Eddie / Carina
- Dalida – Am Tag, als der Regen kam / Milord / Pepe
- Angèle Durand – C’est si bon / Wenn Mademoiselle dich küsst / Und wenn’s auch Sünde war / Der Student von Paris / Moulin Rouge / Ganz Paris träumt von der Liebe / Le grand tour de l’amour / So ist Paris / C’est magnifique / Melodie d’amour / Chanson d’amour / Hula Hop / Die Girls / Merci Paris / Wo die Sonne in das Meer versinkt / Unser Geheimnis / Giddy Up, Boy / C’est l’amour / Er macht Musik am Montparnasse / Casino de Paris / Ja, ich bin die tolle Frau / Madame braucht Liebe / Paris, du bist die schönste Stadt der Welt
- Margot Eskens – Ich möcht’ heut’ ausgehn / Mamatschi / In dem kleinen Café / Tiritomba / Cindy, oh Cindy / Bombalu / Calypso Italiano (mit Silvio Francesco) / Alle schönen Frauen (mit Silvio Francesco) / Himmelblaue Serenade (mit Silvio Francesco) / Du bist mir lieber als die Andern (mit Silvio Francesco) / Komm, oh, komm zurück (Die Glocken von Paris) / Wenn du heimkommst / Musikanten der Liebe (mit Will Brandes) / Ein Herz, das kann man nicht kaufen / Marcel / Ob in Bombay, ob in Rio / Mama / Die Zeiger der Uhr
- Camillo Felgen – Das letzte Wort (mit Barbara Kist) / Armer Piccolino / Hörst du mein heimliches Rufen / Sag warum / Ich hab’ Ehrfurcht vor schneeweißen Haaren / Ich hab’ das Glück bestellt
- Frank Forster – Und es weht der Wind / Wie singt die Lerche so schön / Mi casa su casa / Wer liebt dich / Und immer wieder ist die Liebe schön / Heut’ bin ich ein Millionär / Ein Tag mit dir / Ich brauch’ nicht viel zum Glücklichsein / Du bist mein erster Gedanke
- Silvio Francesco – He Mister Banjo (mit Fausto Campi und die Leonardos) / Steig in das Traumboot der Liebe (mit Caterina Valente) / Komm ein bißchen mit nach Italien (mit Peter Alexander und Caterina Valente) / Es geht besser, besser, besser (mit Caterina Valente) / Die blauen Nächte von Santa Maria / Calypso Italiano (mit Margot Eskens) / Alle schönen Frauen (mit Margot Eskens) / Himmelblaue Serenade (mit Margot Eskens) / Du bist mir lieber als die andern (mit Margot Eskens) / Copacabana / Eine ganze Nacht (Ma Fille) / Lula lula leila / Itsy bitsy teenie weenie Honolulu-Strand-Bikini (mit Caterina Valente) / Hello Mary Lou / Die kleine Stadt will schlafen geh’n (mit Caterina Valente) / Einmal weht der Südwind wieder (mit Caterina Valente) / Catarina
- Renée Franke – Eine weiße Hochzeitskutsche (mit Detlev Lais) / Leg deine Hand in meine Hand (mit Detlev Lais) / Sailors Boogie / Musikverrückt / Dreißig Tassen Kaffee / Das ist der richt’ge Rhythmus für die jungen Mädchen / Mr. Patton aus Manhattan
- Conny Froboess – Pack die Badehose ein / Diana / Teenager-Melodie (mit Will Brandes / mit Peter Kraus) / Mr. Music / Junge, mach’ Musik / Sag mir, was du denkst (mit Peter Kraus) / Zwei kleine Italiener / Lady Sunshine und Mr. Moon / Dafür versteh’n wir uns zu gut (mit Peter Weck) / Du bist mir so sympathisch / Verliebt, verlobt, verheiratet (mit Peter Alexander) / Skip-Du-Bi-Du / Drei Musketiere / Little Bittle Mondenschein
- Margret Fürer – Die Liebe in der Milchbar (mit den Penny-Pipers) / Yes, Fanny, ich tu das (mit Bill Ramsey) / Ich hab’ geträumt / Geh niemals fort / Muß es denn immer so sein / Und sind deine Augen auch blau wie das Meer / Wer sich nicht ärgert, hat mehr vom Leben / Camping (mit dem Dentler-Terzett) / Frag’ nicht nach Sonnenschein (mit dem Dentler-Terzett)
- Ilja Glusgal – Nach Regen scheint Sonne / Ich möcht’ auf deiner Hochzeit tanzen / Meine beste Freundin ist die Mundharmonika / Sensation in Dixieland
- Golgowsky-Quartett – Heideröslein / Wo der Wildbach rauscht / Die kleinen Mädchen von Hawaii / Am 30. Mai ist der Weltuntergang / Friesen-Mädel / Holzhacker-Dixie / Seemann, wo ist deine Heimat
- Rocco Granata – Marina / La Bella / Ein Italiano muss immer singen / Irena / Signorina mit dem blonden Haar / Ich bin immer verliebt / Buona Notte Bambino
- Gisela Griffel – Diesmal muß es Liebe sein / Wundervoll / Nimm mich mit als blinden Passagier / Es ist zu schön, um wahr zu sein / Meine Augen geh’n spazieren (mit den Sunshines) / Einsame Herzen (mit den Sunshines) / Frühling, Sommer, Herbst und Winter / Millionen Herzen warten auf die Liebe / Und gerade das ist so schön
- Nana Gualdi – Die Männer mit den grauen Schläfen / Fridolin (Ich hab’ nichts anzuzieh’n) / Wo ist der Mann (mit Werner Overheidt) / Rickety-Rackety-Rendezvous / Junge Leute brauchen Liebe / True, true happiness (mit Alexander King) / Einen Ring mit zwei blutroten Steinen / Sole Sole
- Willy Hagara – Diesmal muss es Liebe sein / Eine Kutsche voller Mädels / Der Schmied von Palermo / Casetta in Canada / Rom bei Nacht / Nur in Portofino / Du kennst mich / Ein Lied erklingt / Mich lieben alle Frauen / Hey Billy / Wenn du singen kannst / Jetzt weiß ich erst wie lieb du bist / Mandolinen und Mondschein / Ich habe sieben Bräute / Freunde fürs Leben / Karneval in Portugal / Pepe / Liebe kleine Stadt / Er hat schon wieder etwas Neues / Du spielst ’ne tolle Rolle / Caterina
- Hansen-Quartett – Holiday am Wörthersee / Ich hab dich so lieb / Gut’ Nacht mein Schatz, gut’ Nacht / Ich such dich, ich brauch dich, ich lieb dich / Wenn ich dich verliere / Denk an mich / Wie schön, dass es dich gibt
- Friedel Hensch und die Cyprys – Es wär’ alles nicht so schwer / Holdrio, liebes Echo / Ansonsten Herr Lutter / Kinder ist das Leben schön / Die Fischerin vom Bodensee / Übers Jahr, wenn die Kornblumen blühen / Der alte Schloßteich / Durst ist schlimmer als Heimweh / Heideröslein / Der Wilddieb / Lucky aus Kentucky / Blumen-Konrad / Das alte Försterhaus / Mambo Italiano / Mandarina Panella / Ja, für eine Fahrt ans Mittelmeer / Drei Matrosen auf der Reeperbahn / Die alte Mühle im Park von Sanssouci / La Tarantella / Du weißt nicht, wie lieb ich dich hab’ / So wie einst im Mai / Solang’ die Sterne glühn / Komm zurück in das Tal meiner Träume
- Ted Herold – Hula Rock / Ich bin ein Mann / Moonlight / Sunshine Baby / Oh So Sweet
- Margot Hielscher – Telefon, Telefon / Für zwei Groschen Musik
- Will Höhne – Die ungarische Rosczy / Kleine weiße Möwe / Auf Regen folgt Sonne / Nimm mich mit Kapitän
- Wyn Hoop – Bonne nuit ma chérie / Bist du einsam heut’ nacht / Du bist das süßeste Mädel der Welt / Wer kennt den Weg / Trau’ deinem Stern / Im Land meiner Träume / Das ist Paris / Mama will dich seh’n (mit Pirko Manola) / Im Frühling (mit Pirko Manola) / Sag beim Abschied nicht Goodbye
- Chris Howland – Fräulein / Das hab’ ich in Paris gelernt / Der Dumme im Leben ist immer der Mann (mit Fred Bertelmann) / O Yes, Okay, Allright / Die Mutter ist immer dabei / Hämmerchen-Polka / Das hat sich Tante Emma aus Italien mitgebracht
- Hula Hawaiian Quartett – Vaya con Dios / Jim, Jonny und Jonas / In Honolulu in der Hafenbar / Am Weißen Strand von Soerabaya / Südsee, Liebe und Hafen
- Margrit Imlau – No, no, na, na, mh, mh… / Damit ich dir imponier’ / Schon bei der ersten Gelegenheit / Frohes Weekend / Bongo Boy / Ein kleines Haus am blauen See (mit Peter Alexander) / Mille mille baci (mit Peter Alexander) / Sing, Jonny, sing (mit Peter Alexander)
- Jan & Kjeld – Banjo Boy / Tingelingeling, mein Banjo singt / Penny-Melodie / Träumen kann man was man will / Viele bunte Lichter / Hillibilly-Banjo / Hello Mary Lou
- Bibi Johns – Bella Bimba (mit Starlets, Comedien-Quartett, Adalbert Luczkowski) / Die Gipsy-Band (mit Die Penny Pipers) / Papa tanzt Mambo (mit Die Penny Pipers) / Wo, Wo, Wo Liegt Dixieland / Ich möcht auf deiner Hochzeit tanzen (mit Paul Kuhn) / Zwei Herzen im Mai / Im Hafen unserer Träume (mit Fred Bertelmann) / Billy’s Banjo Band / Din Skol, Min Skol / Oh, Mr. Dixieland / Aber nachts in der Bar / Mal Regen und mal Sonnenschein / Das Schiff geht in See heute Nacht (mit Gunnar Winckler) / Zwei Verliebte in Paris / Das kann gefährlich sein (Bum-budi-bum) (mit John Ward) / Junggesellen musst du Fallen stellen / Gilli-Gilli-Oxenpfeffer
- Lonny Kellner – Im Hafen von Adano (mit René Carol) / La-Le-Lu (mit René Carol) / Ich werde nie den Tag vergessen / Auf meinem ersten Ball / Lili (Hei Lili, heilo) / Vergiß mich nicht (mit René Carol) / Die Liebe, der Frühling, der Wein / Ein kleines Stück vom großen Glück / Den Mann, den ich mir wünsche / So viel Glück / Bum-Budi-Bum, das kann gefährlich sein (mit Peter Frankenfeld)
- Evi Kent – Warum dreh’n sich alle Männer nach mir um / Mauerblümchen / Was kann schöner sein
- Kessler-Zwillinge – So wie Pierre / Kauft Rosen / Zwei blonde Senoritas / Philadelphia / Teenager-Blues / Montecarlo Cha-Cha / Tschuwiduwidei / Honey Moon (mit Peter Kraus) / Ich habe alles was ich brauche (mit Peter Kraus) / Denk an uns zwei / San Francisco / Schotten-Twist / Ja, ja die Liebe
- Kilima Hawaiians – Es hängt ein Pferdehalfter an der Wand / Wenn du mal in Hawaii bist / Ein Pferd kehrt heim / Sarie Marei
- Barbara Kist – Das letzte Wort (mit Camillo Felgen) / Wer kennt einen Mann, der treu sein kann (The great pretender) / Que sera sera (Was kann schöner sein?) / Ich möchte dich so gern verwöhnen (mit Lou van Burg) / Das einsame Haus in Waikiki
- Peter Kraus – Tutti Frutti / Susi-Rock / Liebelei / Wenn Teenager träumen / Diana / Hula Baby / Mit Siebzehn / Sugar Baby / Teenager-Melodie (mit Micky Main / mit Cornelia Froboess) / Kitty Cat / Honey Moon (mit den Kessler-Zwillingen) / Tiger / Alle Mädchen wollen küssen / Sag mir, was du denkst (mit Cornelia Froboess) / Va bene / Ich habe alles was ich brauche (mit den Kessler-Zwillingen) / Schwarze Rose, Rosemarie / Silvermoon / Das macht die Liebe (mit Lill-Babs) / Sweety
- Evelyn Künneke – Sing, Nachtigall, sing / Haben Sie schon mal im Dunkeln geküßt? / Allerdings, sprach die Sphinx / Winke-winke / Hab’n ’se nich ’nen Mann für mich? / Egon / Herr Kapellmeister, bitte einen Tango / Ich mache mir ’nen Schlitz ins Kleid / Solang’ nicht die Hose im Kronleuchter hängt
- Paul Kuhn – Der Mann am Klavier / Ich möcht auf deiner Hochzeit tanzen (mit Bibi Johns) / Es gibt kein Bier auf Hawaii / Jeden Tag, da lieb’ ich dich ein kleines bißchen mehr (mit Greetje Kauffeld) / Blue Honey Moon (mit Greetje Kauffeld)
- Detlev Lais – Schau mich bitte nicht so an / La-Le-Lu (mit Anneliese Rothenberger) / Im Café de La Paix in Paris (mit Anneliese Rothenberger) / Eine weiße Hochzeitskutsche (mit Renée Franke) / Mona Lisa / Es wird ja alles wieder gut / Leg deine Hand in meine Hand (mit Renée Franke) / Wunderschöne Carmen
- Gitta Lind – Blumen für die Dame / Heut ist ein Feiertag für mich / Weißer Holunder / Ich sage dir adieu / My Happiness (Immer will ich treu dir sein) (mit Christa Williams)
- Lolita – Weißer Holunder / Der weiße Mond von Maratonga / Seemann (deine Heimat ist das Meer) / Lieber Jonny, komm doch wieder / Sterne der Prärie / Mein Schiff heißt Heimweh / Über alle sieben Meere
- Bruce Low – Es hängt ein Pferdehalfter an der Wand / Das alte Haus von Rocky Docky / Wenn die Sonne scheint in Texas / Und es weht der Wind / Hafenlicht
- Jimmy Makulis – Kleine Cha-Cha-Senorita / Auf Cuba sind die Mädchen braun / Buona Sera / Gitarren klingen leise durch die Nacht / Nachts in Rom / Ein Boot, eine Mondnacht und du / Eine Insel aus Träumen geboren / Träumen von der Südsee / Sweetheart Guitar / Ich habe im Leben nur dich / Lebe wohl, du Blume von Tahiti
- Liselotte Malkowsky – Das Meer (La Mer) / La-Le-Lu / Das rote Licht an Backbord / Der alte Seemann kann nachts nicht schlafen / Auch dein Käp’ten war mal klein / Wenn die Schiffe den Hafen verlassen / Das ganze Jahr lang blühen keine Rosen / Fang’ keine Liebe mit Matrosen an / Der alte Hein / Ein Schiff kommt übers Meer / Jim, spiel Harmonika / Wohin du auch geh’n wirst / Das Herz von St. Pauli / Der Mond und der Seemann sind Freunde / In der Bar „Zum Gold’nen Anker“ / Was macht ein Seemann wenn er Sehnsucht hat / Alter Kapitän / Fahr mich in die Ferne mein blonder Matrose
- Dany Mann – Hula Hoop / Sag mir nichts vom Mondschein / Weil ich noch jung bin / Liebe auf den ersten Blick (mit Günther Frank) / Hallo My Boy / Alle Tage Liebe / Hallo Dream Boy / Komm, laß dem Kind den bunten Luftballon / Ich lese abends keinen Krimi / Mister Wunderbar
- Mina – Heißer Sand
- Maria Mucke – La-Le-Lu / Zauber von Paris (Erst kommt ein Blick) / Es wird ja alles wieder gut / Heut’ ist ein Feiertag für mich / In einer Sommernacht / Nimm mich in die Arme
- Leila Negra – Die süßesten Früchte (mit Peter Alexander) / Hei Lili (Das schönste Glück auf der Erde) / Ein kleines Stelldichein / Ein Strauß Vergißmeinnicht
- Nilsen Brothers – Tom Dooley / Tausend Sterne leuchten / Wer weiß wohin der Wind uns weht / Stielaugen-Tango / Keiner kannte ihren Namen / Drei Rosen, drei Nelken, drei Orchideen / Schießbuden Polka / Rimini-Bikini-Baby / Zwei Gitarren – eine Sweetheart Melodie / Aber dich gibt’s nur einmal für mich
- Hazy Osterwald Sextett – Kriminal-Tango / Konjunktur-Cha-Cha (Geh’n Sie mit der Konjunktur) / Wieder mal Pachanga (Die Musik aus Caracas) (mit Audrey Arno)
- Rita Paul – Bobby, back’ einen Kuchen / Ich zähl’ mir’s an den Knöpfen ab / Spiel mir eine alte Melodie / Mäcki-Boogie (mit Bully Buhlan) / La Luna Romantica
- Ralf Paulsen – Tom Dooley / Kari Waits For Me (Windjammer) (mit Die Teddies) / Tränen in deinen Augen / Der rote Reiter von Texas / Bonanza / Immer wenn er Whisky trank
- Freddy Quinn – Heimweh (Dort, wo die Blumen blüh’n) / Heimatlos / Einmal in Tampico / Die Gitarre und das Meer / Unter fremden Sternen (fährt ein weißes Schiff nach Hongkong) / Irgendwann gibt’s ein Wiedersehn / Nimm uns mit, Kapitän, auf die Reise / La Paloma / Junge, komm bald wieder / Der Junge von St. Pauli
- Teddy Reno – Es war in Napoli vor vielen Jahren / Villa Bella / In San Marino / Unter Palmen am blauen Meer / Serenata D’amore / Piccolissima Serenata / Amore Mio
- Ivo Robić – Morgen / Muli-Song / Endlich / Mit 17 fängt das Leben erst an / Ein ganzes Leben lang / Danke schön
- Wolfgang Sauer – Du hast ja Tränen in den Augen / Glaube mir / Eine Melodie geht um die Welt / Ach, man braucht ja so wenig, um glücklich zu sein / Veni vidi vici / Cindy, oh Cindy / Warum strahlen heut’ nacht die Sterne so hell / Ich zähle täglich meine Sorgen / Wenn die Glocken hell erklingen
- Illo Schieder – Sieben einsame Tage / Wie oft du mich küßt / Das wünsch’ ich mir von dir / Teddy macht Tanzmusik / Mambo Baion / Immer wieder Du / Mit Dir / Freu dich auf Sonntag / Keiner küsst wie Du / Mambo Caballero / Geh nicht an mir vorbei / Sag doch bitte Du zu mir / Hejo! / Diese Nacht an fremden Ufern / Teenager Mamie / So verliebt war ich nie / San Franzisko / Karussell d’amour / Ich bin rund und gesund
- Rudi Schuricke – Lass die Frau, die dich liebt, niemals weinen / O mia bella Napoli / Komm zurück (J’attendrai) / Man kann sein Herz nur einmal verschenken / Mit Musik geht alles besser / Capri-Fischer (Wenn bei Capri die rote Sonne im Meer versinkt) / Florentinische Nächte / Auf Wiedersehen / Lass uns träumen vom Lago Maggiore / Dreh’ dich noch einmal um / Frauen und Wein / Mütterlein / Moulin Rouge
- Walter Sieben (Tony Weller) – Für uns zwei / So wie damals, Baby / In Honolulu am blauen Meer / Josephine / Tango Nostalgie / Eine Liebe für immer / Hey was ein Tag / Ballerina / Im Hafen von Adano
- Hans-Arno Simon – Anneliese / Ach sag doch nicht immer wieder Dicker zu mir / Ludwig / Wodka-Fox
- Ines Taddio – Capitano D’Amore / Carusello Italiano / Die weiße Möwe / Die feinen Leute von Paris / Vola, Vola, Vola / Viva L’Amor / Mandolinen der Liebe / Wenn die Tanzkapelle spielt
- Mieke Telkamp – Morgen komm’ ich wieder / Du bist mein erster Gedanke / Ein ganzes Herz voll Liebe / Tulpen aus Amsterdam / Prego, Prego, Gondoliere
- Vico Torriani – Addio, donna grazia / Bella, bella donna / Du schwarzer Zigeuner / Grüß mir die Damen / In der Schweiz / Zwei Spuren im Schnee / In einer kleinen Konditorei / Siebenmal in der Woche / Ananas aus Caracas / Kalkutta liegt am Ganges / Sie war nicht älter als 18 Jahr’ / Café Oriental / Bon soir, Herr Kommissar / Hafen-Casanova / Azzurro
- Caterina Valente – Ganz Paris träumt von der Liebe / Eventuell, eventuell (mit Peter Alexander & Kurt Edelhagen) / Sing, Baby, Sing (mit Peter Alexander) / Steig in das Traumboot der Liebe (mit Silvio Francesco) / Komm ein bißchen mit nach Italien (mit Silvio Francesco & Peter Alexander) / Es geht besser, besser, besser (mit Silvio Francesco & Peter Alexander) / Tipitipitipso / Dich werd’ ich nie vergessen / Wo meine Sonne scheint / Spiel noch einmal für mich, Habanero / Musik liegt in der Luft / Mal seh’n, Kapitän / Ciao Ciao Bambina / Zuviel Tequila / Itsy Bitsy Teenie Weenie Honolulu-Strand-Bikini (mit Silvio Francesco) / Ein Schiff wird kommen / Einen Ring mit zwei blutroten Steinen / Pepe / Ein Seemannsherz / Kommt ein Schiff nach Amsterdam / Die kleine Stadt will schlafen geh’n (mit Silvio Francesco) / Mein Ideal / Quando, quando / Madison in Mexico / Einmal weht der Südwind wieder (mit Silvio Francesco) / Das Meer (La Mer)
- Lou van Burg – Nicolo Nicolo Nicolino / Allerhand allerhand / Ich möchte dich so gern verwöhnen (mit Barbara Kist) / Freunde fürs Leben / Wunderbar / Die feinen Leute von Paris / Grüß mir die Mädchen von Paris / Caterina / Liebe kleine Schaffnerin / Oh, Mr. Entertainer
- Gerhard Wendland – Im Café de la Paix in Paris / La-Le-Lu / Das machen nur die Beine von Dolores / Lebewohl, du schwarze Rose (mit dem Sunshine-Quartett) / Jambalaya / Die Donna gab dem Troubadour / Das Vagabundenlied / Der Himmel war noch nie so blau / Bleib so wie du bist / Weiße Weihnacht / Ich komm zurück, ich komme wieder / Sie / Tanze mit mir in den Morgen / Schau mir nochmal in die Augen / Schläfst du schon? / Mary-Rose / Hey Vivi – Hey Gerhard (mit Vivi Bach) / Lach doch / Ich hab so oft an dich gedacht / Ich sende dir Rosen
- Ilse Werner – Die kleine Stadt will schlafen geh’n / So wird’s nie wieder sein / Ja, das ist meine Melodie / Sing ein Lied wenn du mal traurig bist / Du und ich im Mondenschein / Wir machen Musik / Siebenmal / Baciare / Das kann sich alles noch ändern / Ich möchte auch mal nach Paris
- Ingrid Werner (Nina Westen) – Keine Zeit für die Liebe / Karussell-Twist (Küsse auf dem Karussell)
- Christa Williams – Himmelblaue Serenade (mit Jo Roland) / Oh, das wär’ schön (mit Jo Roland) / Irgendwoher / My Happiness (Immer will ich treu dir sein) (mit Gitta Lind) / Pilou-Pilou (Was für ein schöner Klang) / Ein kleines Haus
- Gunnar Winckler – Meine Heimat bist du / Die grauen Stunden / Blaue Nacht am Lido / Das machst nur du / Der Blumenmarkt von Nizza / Schlaf mein kleiner Liebling / Das Schiff geht in See heute Nacht (mit Bibi Johns) / Wenn die Glocke sieben schlägt / Good mornin’ boys / Angel Baby / Der Chico aus Portorico / Bernardine / Banjo-Melodie / Rosalie aus Rimini / Tanze mit mir einen Tango
- Horst Winter – Komm zurück (J’attendrai) / Ich nenne alle Frauen „Baby“ / Ich liebe die Sonne, den Mond und die Sterne / Und jetzt ist es still / Frauen und Wein / Es wird ja alles wieder gut / Wunderschöne Carmen / Pia Maria / Du hast mich so fasziniert / Vogerl aus Wien

### Die 1960er Jahre – Aufspaltung von Schlager und Popmusik

Udo Jürgens, 1966

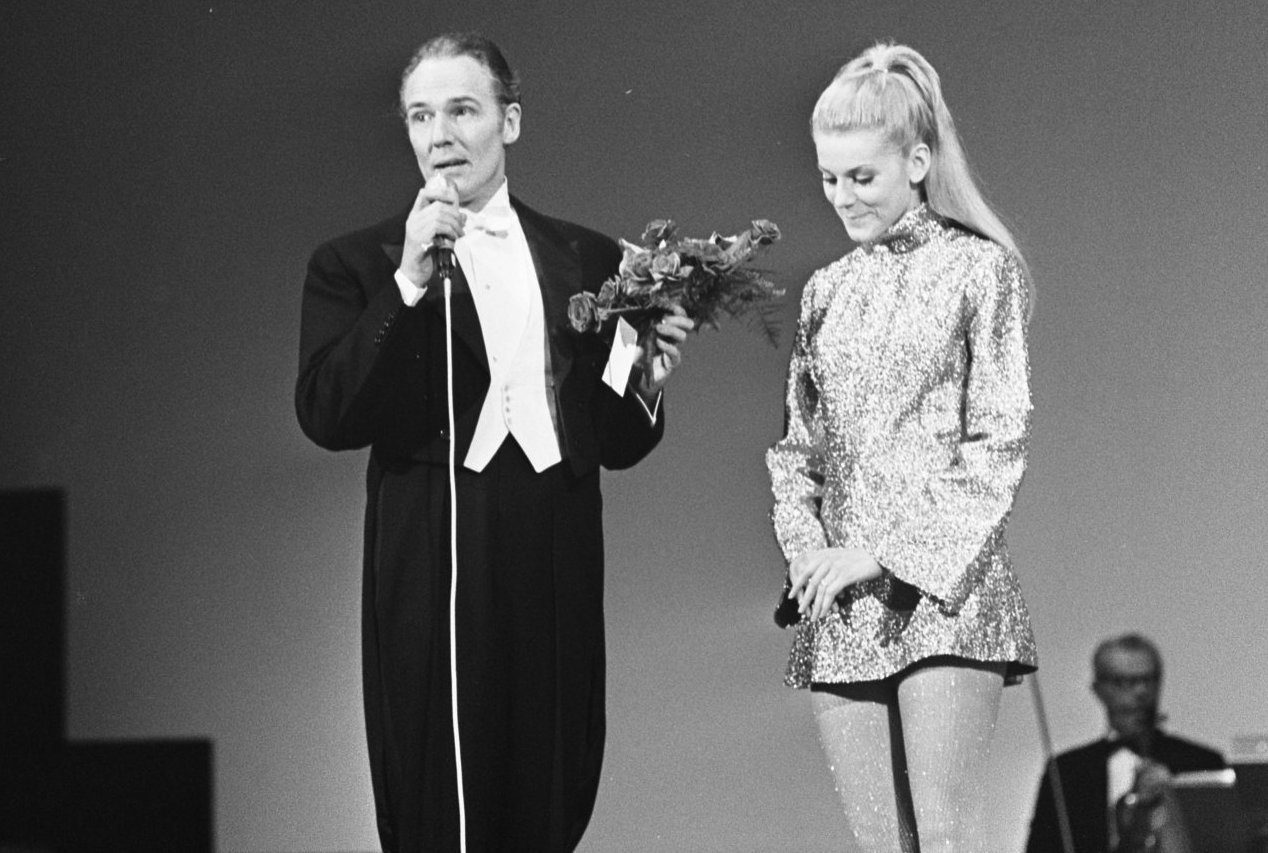
Peggy March (mit Guus Oster), 1969

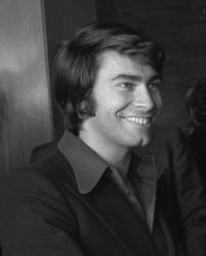
Roy Black, 1970

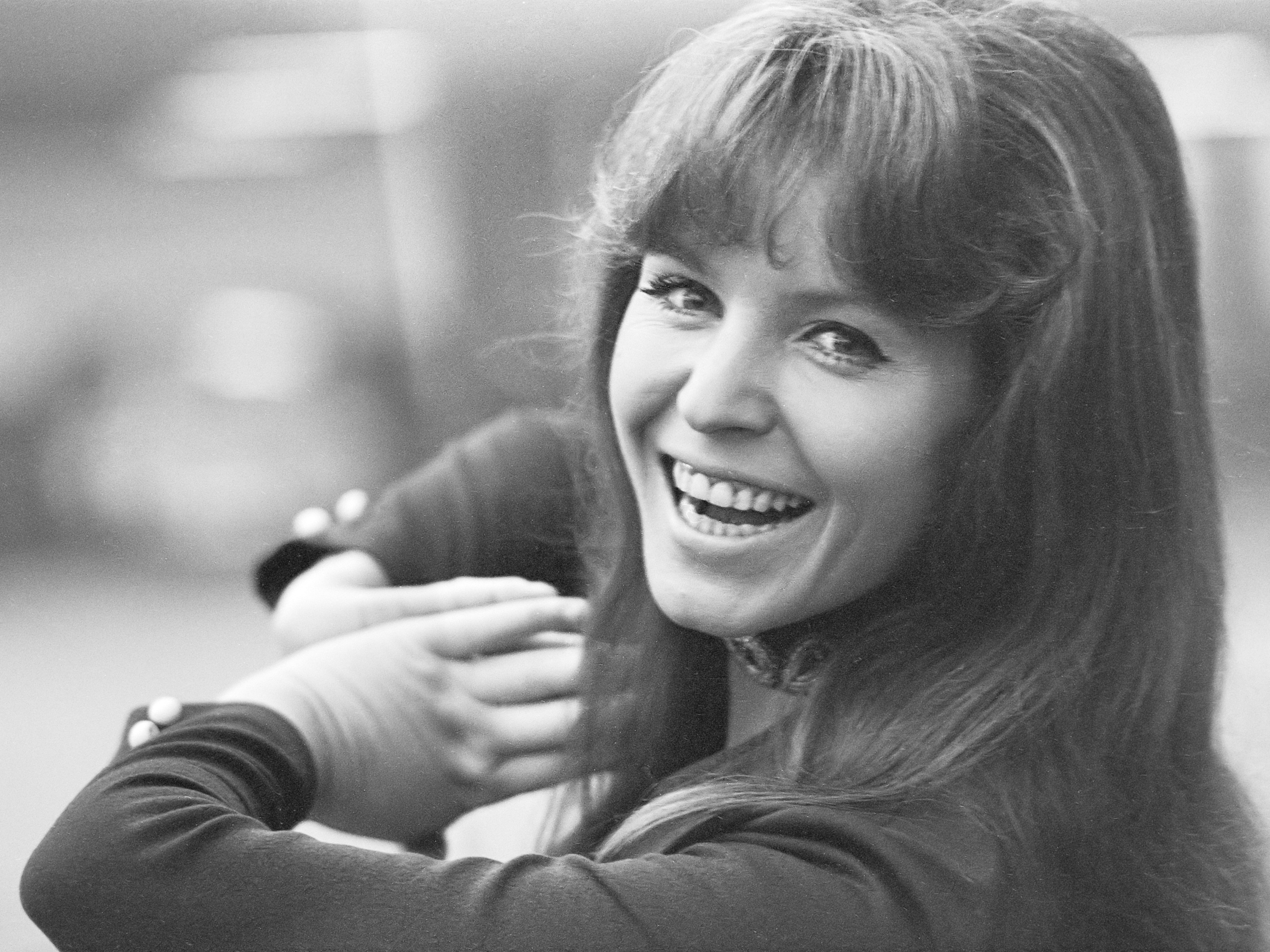
Manuela, 1971

Die Ära des Nachkriegsschlagers der Wirtschaftswunderjahre endete mit den ersten Erfolgen der Beatles in Deutschland mit Komm gib mir deine Hand und Sie liebt dich. Während zuvor nur Elvis Presley öfter die Phalanx der deutschen Nummer-1-Hits durchbrechen konnte, geschah dies jetzt immer öfter mit englischsprachigen Titeln. Die Schlagerindustrie reagierte darauf.
In der Folge spaltete sich in den 1960er-Jahren die populäre Musik im deutschsprachigen Raum in zwei Lager: in das des klassischen Schlagers und das der deutschen Popmusik. Der größte Gegensatz zur Popmusik, die neue experimentelle Wege in Sprache und Musik versuchte, war, dass der Schlager deutschsprachig blieb und bereits etablierte Rhythmen und Melodien perpetuierte, sich dabei jedoch behutsam modernisierte. Die Studentenbewegung tat das ihre zu der kritischen Hinterfragung der Hörgewohnheiten. Die Beatmusik, der Rock und der Pop eroberten den deutschen Schlagermarkt, und die zuvor gefeierten Interpreten fristeten ein Nischendasein. Wurden 1962 noch fast alle Nummer-1-Hits auf Deutsch gesungen, sank der Anteil 1966 bereits auf 50 %, und Ende des Jahrzehnts lag er gerade mal bei fünf bis zehn Prozent. Die Popmusik sprach die „rebellische“ Jugend an, setzte sich auch mit politisch und gesellschaftlich kritischen Themen auseinander, während der Schlager weitestgehend unpolitische Inhalte thematisierte und für die Jugend zunehmend unattraktiv wurde. Der Schlager, um seine Zielgruppe fürchtend, versuchte eine vorsichtige Näherung. Jetzt wurden, um dem Publikumsgeschmack Genüge zu tun, einerseits englische, französische, griechische, skandinavische und italienische Interpreten, die in ihrem Land bereits erfolgreich waren, mit deutschen Texten auf den Musikmarkt geschickt, andererseits wurde der deutsche Schlager prägend von der Beat-Welle beeinflusst, und es gab zahlreiche Interpreten, die deutschsprachige Beat-Schlager veröffentlichten; erfolgreichste Interpreten auf diesem Gebiet waren Drafi Deutscher und Manuela.
Ein weiterer Trend der 1960er-Jahre waren kleine Vokalensembles mit meist maximal sechs bis sieben Mitgliedern, die Schlagertitel sangen, aber teilweise auch als Chor bei den Schlagern anderer Solisten mitwirkten; bekannte Beispiele waren der Botho-Lucas-Chor und der Günter Kallmann Chor.
Einer der erfolgreichsten Komponisten und Produzenten von Schlagern der 1960er- & 1970er-Jahre ist Christian Bruhn. Darüber hinaus war er für zahlreiche Film- und Fernsehmusikkompositionen verantwortlich. Ein weiterer erfolgreicher Schlager-Komponist und -Produzent der 1960er- und 1970er-Jahre war Hans Blum, der bereits in den 1950er-Jahren als Bandleader und mit seinem Gesangsensemble Hansen-Quartett erfolgreich war und sowohl unter seinem Namen als auch unter dem Künstlernamen Henry Valentino ebenfalls als Schlagersänger erfolgreich war. Auch Fred Weyrich, der zunächst als Bandleader, Radiomoderator und Sänger tätig war, wurde später als Texter und Produzent zahlreicher Schlager bekannt. Weitere erfolgreiche Autoren von Schlagern der 1960er-Jahre (und 1970er-Jahre) waren Kurt Hertha, Henry Mayer, Hans Hee, Rolf Arland sowie die häufig zusammen arbeitenden Werner Scharfenberger und Fini Busch.
Von den zahlreichen Sängerinnen und Sängern jener Zeit seien hier einige genannt (die Aufzählung enthält keine Wertung und erhebt keinen Anspruch auf Vollständigkeit):
- Salvatore Adamo – Gestatten Sie, Monsieur? / Es geht eine Träne auf Reisen / Du bist so wie die Liebe / Ein kleines Glück / Komm in mein Boot / Mädchen, wildes Mädchen / Die alte Dame, der Sänger und die Spatzen
- Peter Alexander – Eine Lederhose braucht keine Bügelfalten (mit Sven Jenssen) / Heidschi Bumbeidschi / Der letzte Walzer / Delilah / Komm und bedien dich
- Alexandra – Zigeunerjunge / Sehnsucht (Das Lied der Taiga) / Erstes Morgenrot / Mein Freund, der Baum
- Hannelore Auer – Du schenkst mir Rosen / Träume sind wunderschön / Übermut im Salzkammergut / Tamouré am blauen See / Immer du / Was man von den Sternen so alles lernen kann (mit Teddy Parker) / Ein Strand voll Kavaliere / Musik gehört dazu (mit Teddy Parker) / Sag’ nicht vor allen Leuten Baby zu mir / Treu muss er sein / Einmal wird die Sonne wieder scheinen / Liebe Liebelei (mit Manfred Schnelldorfer)
- Vivi Bach – Alle Männer sind Räuber / In Ko-Ko-Kopenhagen / Sieben süße Küsse / Wenn die Musik spielt am Wörthersee / Das süße Leben / Wo ist der Mann mit dem Bart / Da kam ein junger Mann / Hey Vivi – Hey Gerhard (mit Gerhard Wendland) / Denn die Musik und die Liebe in Tirol / Ja, wenn der Mondschein nicht wär / Jeder nennt mich Baby / Oh Mr. Brown / Wenn du mich abends küßt
- Gus Backus – Ich steh’ an der Bar und habe kein Geld / Wooden Heart (Muss i denn, muss i denn zum Städtele hinaus) / Da sprach der alte Häuptling / Auf Wiederseh’n / Der Mann im Mond / Sauerkraut-Polka / No Bier, No Wein, No Schnaps / Linda (Ein Haus in den Rockys) / Das Lied vom Angeln / Das kleine Wunder vom großen Glück / (Er macht mich krank) Der Mondschein an der Donau / Mein Schimmel wartet im Himmel / Good Bye Baby / Wenn nur jede Woche mal der Erste wär’ / Rote Lippen soll man küssen / Coca mit Rum / Bohnen in die Ohren
- Gilbert Bécaud – Nathalie (deutsche Version) / Überall blühen Rosen / Ein bisschen Glück und Zärtlichkeit
- Peter Beil – Corinna, Corinna / Hello Mary Lou / Kleine Nervensäge, Monika / Und dein Zug fährt durch die Nacht / Nummer Eins In Meinem Herzen / Fremde in der Nacht / Man gratuliert mir / Sommersonnenschein
- Roy Black – Du bist nicht allein / Ganz in Weiß / Meine Liebe zu Dir / Bleib bei mir / Ich denk’ an Dich / Das Mädchen Carina / Dein schönstes Geschenk / Für dich allein (Du kannst nicht alles haben) / Schön ist es auf der Welt zu sein (mit Anita) / Sand in deinen Augen
- Gerd Böttcher – Jambalaya / Adieu, Leb wohl, Goodbye / Deine roten Lippen / Ich such’ dich auf allen Wegen / Ay-Ay-Ay-Ay, oh Signorina / Man geht so leicht am Glück vorbei / Geld wie Heu / Ein Dutzend and’re Männer / Für Gaby tu’ ich alles / Meine Braut, die kann das besser / Lady Lou / Schenk mir dein Vertrauen
- Graham Bonney – Super Girl / Das Girl mit dem La-La-La / Siebenmeilenstiefel / 99,9 Prozent / Wähle 3-3-3 / Hey Little Lady / Ich mach’ ein Interview mit deinem Herzen / Hallo Taxi / Papa Joe / Du bist viel zu schön, um alleine nach Hause zu geh’n / Ich hab’ die ganze Nacht nur an Dich gedacht
- Maria Brockerhoff – Laß doch die andern Mädchen steh’n / Warum weinen
- Corry Brokken – Milord / Er sah aus wie ein Lord / Bonjour Paris / Du bist durchschaut / Es war im Frühling, Cherie / Wenn ich nur wüsst / Glück und Glas / Flohmarkt-Melodie / La mamma / Alle meine Träume / Kind Nummer zehn / Heiß ist der Kaffee
- Peggy Brown – Denn sie fahren hinaus auf das Meer / Jeden Sonntag eine Rose von dir / Keiner weiß, ob sie sich wiedersehn / Komm doch wieder / Ein Tango in der Hafenbar
- Heidi Brühl – Chico chico Charlie / Luna lunalu, lieber Mond / Immer, wenn du bei mir bist / Wir werden uns finden / Mister Love / Ich liebe den Mondschein / Wir wollen niemals auseinandergehn / Immer will ich dir gehören / Das kann morgen vorbei sein / Das kann doch nie zu Ende geh’n / Sieh mal an / Tag für Tag bekomme ich drei Rosen
- Vittorio Casagrande – Tintarella di luna / Liebe, die nie vergeht / Der Liebling von allen / Jeder Weg, den ich geh’ / Cinderella / Il Mondo / Leben und Lieben / Eine Gitarre und tausend Illusionen
- Petula Clark – Monsieur / Casanova Kiss Kiss / Mille mille grazie
- Alma Cogan – Tennessee Waltz / So fängt es immer an
- Carmela Corren – Eine Rose aus Santa Monica / Wann kommt der Tag / Surabaya / Drei weiße Segel / Rosen haben Dornen / Einmal reicht uns das Glück seine Hände
- Drafi Deutscher – Shake Hands / Keep Smiling / Cinderella-Baby / Marmor, Stein und Eisen bricht / Heute male ich dein Bild, Cindy Lou / Welche Farbe hat die Welt / Nimm mich so wie ich bin
- Peppino di Capri – St. Tropez Twist / Nur ein Souvenir / Signorina mit dem blonden Haar / Happy Valentino / O Mia Angelina
- Detlef Engel – Mister Blue / Rote Rosen / Mein Herz schlägt nur für Susi
- Connie Francis – Die Liebe ist ein seltsames Spiel / Schöner fremder Mann / Paradiso / Barcarole in der Nacht
- France Gall – Das war eine schöne Party (Ein rosaroter Lampion) / A Banda (Zwei Apfelsinen im Haar) / Computer Nr. 3 / Ein bißchen Goethe, ein bißchen Bonaparte / Links vom Rhein und rechts vom Rhein / Dann schon eher der Piano-Player
- Rex Gildo – Va Bene / Speedy Gonzales / Zwei blaue Vergißmeinnicht / Vom Stadtpark die Laternen (mit Gitte Hænning) / Glück gehört dazu / Zwei auf einer Bank (mit Gitte Hænning) / Jetzt dreht die Welt sich nur um dich (mit Gitte Hænning) / Hokuspokus (mit Gitte Hænning) / Chim-Chim-Cheri / Wer das verbietet / Dondolo / Tschitti tschitti bäng bäng
- Ann-Louise Hanson – Ein Schiff fuhr nach Santiago de Chile / Au revoir, auf Wiedersehn / Wenn wir zwei uns wiedersehn / Die Nacht von Lissabon / Alles Gute wünsch’ ich Dir / Rosen blühen überall / Bingel-Bangel-Boy / Eine Rose aus Papier / Die Mädchen aus Schweden
- Françoise Hardy – Frag’ den Abendwind
- Gitte Hænning – Ich will ’nen Cowboy als Mann / Vom Stadtpark die Laternen (mit Rex Gildo) / Zwei auf einer Bank (mit Rex Gildo) / Jetzt dreht die Welt sich nur um dich (mit Rex Gildo) / Hokuspokus (mit Rex Gildo) / Wenn du musikalisch bist / Man muß schließlich auch mal nein sagen können / Millionär
- Trude Herr – Ich will keine Schokolade / In der Spelunke zur alten Unke / Morgens bin ich immer müde / Tschitschibum / Weil ich so sexy bin / Spiegel-Twist / Tango d’amore / Französisch sprechen kann ich fast gar nicht / Ich bin eine Frau von Format / Hula-Twist / So einfach ist die Liebe nicht
- Peter Hinnen – Auf meiner Ranch bin ich König / Siebentausend Rinder / Mexico / Im Tal der blauen Berge / Die Rose von Mexico
- Grethe Ingmann – Hello Boy! / Der Sommer ging vorüber (Dansevise) / Der King von Soho
- Jacob Sisters – Ein Cowboy, der braucht Liebe / Gartenzwerg-Marsch / Wenn die Musik erklingt / So ist ein Boy / In jedem Manne steckt ein Kind / Die alte Eisenbahn
- Sven Jenssen – Eine Lederhose braucht keine Bügelfalten (mit Peter Alexander) / Allerhöchstens ’ne Million / Calypso Beat / Amigo, so ist das Leben
- Udo Jürgens – Siebzehn Jahr, blondes Haar / Merci, Chérie / Sag mir wie / Immer wieder geht die Sonne auf / Anuschka
- Greetje Kauffeld – Nur eine schlechte Kopie / Jeden Tag, da lieb ich dich ein kleines bisschen mehr (mit Paul Kuhn) / Wir können uns nur Briefe schreiben / Blue honey moon (mit Paul Kuhn) / Tanz bitte noch einmal mit mir
- Renate Kern – Lass den dummen Kummer / Lieber mal weinen im Glück / Du musst mit den Wimpern klimpern / Lass doch den Sonnenschein / Lieber heute geküsst / Alle Blumen brauchen Sonne
- Gaby King – Nur Charly schenkte mir Blumen / Ein junger Kavalier / Oh, wird das schön
- Hildegard Knef – So oder so ist das Leben / Aber schön war es doch / Macky Messer / Es war beim Bal paré / Heimweh nach dem Kurfürstendamm / Eins und eins, das macht zwei / Sei doch so wie damals / Das geht beim ersten Mal vorbei / In dieser Stadt / Berlin, dein Gesicht hat Sommersprossen / Sei mal verliebt (Let’s Do It) / Nichts haut mich um / Für mich soll’s rote Rosen regnen / Tapetenwechsel / Der alte Wolf
- Dorthe (Kollo) – Junger Mann mit roten Rosen / Rot ist die Liebe / Dip-di-dip / Blondes Haar am Paletot / Heut’ hab ich mein Herz verloren / Sind Sie der Graf von Luxemburg? / Wärst du doch in Düsseldorf geblieben / Jeder Schotte / Seine Hoheit der Herr Kronprinz / Ein ganz Schlauer war Herr Schopenhauer / Ein Rosaroter Apfelbaum / Zur Liebe braucht man keinen Grund / Du bringst Sonne in mein Herz / Er war Student in Heidelberg
- Martin Lauer – Die letzte Rose der Prärie / Wenn ich ein Cowboy wär’ / Am Lagerfeuer / Sein bestes Pferd / Taxi nach Texas
- Leo Leandros – Eine Reise ins Glück (mit Adalbert Luczkowsi & Bela Sanders) / Mustafa / Piccolina / Deine kirschenroten Lippen / Irgendwo in Athen / Manina
- Lill-Babs – Wo finde ich den Mann? / Heut’ Nacht im Sternenschein / Amore, Amore, Amore / Good-Bye Cowboy / Aber Du / Das macht die Liebe (mit Peter Kraus) / Baby, laß Deine Sorgen Sorgen sein / So sind alle Männer / Weekend und Sonne
- Anita Lindblom – Laß die Liebe aus dem Spiel / Ein bißchen Mut / Schade um die Nacht
- Marion Maerz – Er ist wieder da / Wir halten zusammen / Ich hab’ einen guten Freund gehabt
- Siw Malmkvist – Verliebt in Kopenhagen / Danke für die Blumen / Schade, schade, schade / Die Wege der Liebe / Jimmy, verzeih mir noch einmal / Schwarzer Kater Stanislaus / Mr. Casanova / Sole Sole Sole heißt die liebe Sonne (mit Umberto Marcato) / Liebeskummer lohnt sich nicht / Küsse nie nach Mitternacht / Das fünfte Rad am Wagen / Frech geküsst ist halb gewonnen / Alles oder Nichts / Harlekin / Primaballerina / Mir fehlt der Knopf am Pyjama / Liebe wie im Rosengarten / Ist das ein Glück
- Manuela – Schuld war nur der Bossa Nova / Ich geh noch zur Schule / Schwimmen lernt man im See / Schneemann / Küsse unterm Regenbogen / Love and Kisses / Es ist zum Weinen / Dumme sterben niemals aus / Lord Leicester aus Manchester / Monsieur Dupont
- Peggy March – Lady Music / Wenn der Silbermond / Hallo Boy / Good Bye, Good Bye, Good Bye / Er schoß mir eine Rose / Mit 17 hat man noch Träume / Die schönen Stunden gehen schnell vorbei / Hundert Jahre und noch mehr / Sweetheart, schenk mir einen Ring / Memories of Heidelberg / Romeo und Julia / Telegramm aus Tennessee / Canale Grande Number One / Das ist Musik für mich / Mississippi Shuffle Boat / Yesterday Waltz / Hey, das ist Musik für dich / Bahama Lullabye / In der Carnaby Street / Die Maschen der Männer / Einmal verliebt – immer verliebt / Sing, wenn du glücklich bist / Ich weiß, ich verlieb’ mich noch heute in dich / Du, mach mich nicht an
- Medium-Terzett – Der Schatz im Silbersee / Winnetou / Hey, Bobba Needle / Buffalo Bill (Butibambula) / Ein Loch ist im Eimer / Drei Chinesen mit dem Kontrabass
- Billy Mo – Ich kauf’ mir lieber einen Tirolerhut / Wenn es Abend wird in Kingston Town / Denk doch nicht immer an die Kohlen / Ohne Geld gibt’s keine Musik / Der Salontiroler / Ich sitz’ in meinem Angelkahn
- Nana Mouskouri – Weiße Rosen aus Athen / Ich schau den weißen Wolken nach / Einmal weht der Südwind wieder
- Wencke Myhre – Ja, ich weiß, wen ich will / Sprich nicht drüber / Ich schau dich an / Beiß nicht gleich in jeden Apfel / Wer hat ihn geseh’n? / Komm allein / Alle Männer alle / Ein Hoch der Liebe / Flower-Power-Kleid / Die Liebe im allgemeinen / Er steht im Tor / Abendstunde hat Gold im Munde / Er hat ein knallrotes Gummiboot
- Esther & Abi Ofarim – Cinderella Rockefella
- Carlos Otero – Weine keine Tränen um mich, Bella Maria / So eine Nacht unter Palmen / Isola Bella / Bye Bye Romantica / Bambina, Bambina / Bald blühen die Rosen / Bella Rosita / Cara Mia / Sommernacht in Madrid
- Teddy Parker – Nachtexpress nach St. Tropez / In Copacabana / Was man von den Sternen so alles lernen kann (mit Hannelore Auer) / Musik gehört dazu (mit Hannelore Auer) / Wie eine Ladung Dynamit / Du, ich habe mein Herz verloren / Ihr Name war Carmen
- Rita Pavone – Wenn ich ein Junge wär’ / Arrivederci Hans / Bene Bene Bene
- Benny Quick – Motorbiene / Hallo Josephine
- Bill Ramsey – Yes, Fanny, ich tu das (mit Margret Fürer) / Wumba-Tumba Schokoladeneisverkäufer / Souvenirs / Pigalle (Die große Mausefalle) / Café Oriental / Zuckerpuppe (aus der Bauchtanz-Truppe) / Das Leben ist doll / Ich habe beides ausprobiert – kein Vergleich / Ohne Krimi geht die Mimi nie ins Bett / Maskenball bei Scotland Yard
- Cliff Richard – Rote Lippen soll man küssen / Das ist die Frage aller Fragen / Man gratuliert mir
- Roland W. – Monja
- Ronny – Kleine Annabell / Darling, Goodnight / Anja, Anja / Eine kleine Träne / Hohe Tannen
- Manfred Schnelldorfer – Wenn du mal allein bist / Mizzie / Traurigsein bringt nichts ein / Deine schönen blauen Augen
- Kirsti (Sparboe) – Du darfst nicht weinen / Von mir aus kann es regnen / Ein Student aus Uppsala / Napoleon und Josefine / Die treuen Husaren / Es ist alles gut
- Bernd Spier – Das kannst du mir nicht verbieten / Schöne Mädchen muß man lieben / Memphis, Tennessee / Danke schön / Das war mein schönster Tanz / Mir Geht’s Wunderbar (mit Uwe Spier)
- Uwe Spier – Hey, Drummer Boy / Hab’ Doch Einmal Mut / Mir Geht’s Wunderbar (mit Bernd Spier) / Sieben Girls auf einen Streich
- Suzie – Johnny komm’ / Du, du, du gehst vorbei / Max und Moritz / Ich war allein / Ich will immer nur dich
- Tahiti-Tamourés – Wini-Wini / Tahiti mafatu / Mañana, mañana, mañana (roter Mond vom Rio Negro) / Trommeln der Südsee
- Tonia – Ein junges Herz / Vorbei sind die Tränen / Nur nicht weinen / Bonsoir Chéri / Karussell / Weiter, immer weiter / Ich kann ohne Liebe nicht leben / Texas-Cowboy-Pferde-Sattel-Verkäuferin / Jedes Rädchen im Getriebe / Wenn die Nachtigall singt / Mein rosaroter Regenschirm / Ich will leben nur mit Dir / Jeder Kuss ist ein Schuß in das Herz / Ein grünes Kleeblatt / Mir gefällt diese Welt

Gleichzeitig versuchten sich viele Sportler als Schlagersänger. Während der Hürdenläufer Martin Lauer bereits in den Jahren zuvor mit einer gewissen Musikalität und Liedern wie Taxi nach Texas und Ich sitz’ so gern am Lagerfeuer erfolgreich war, waren die Erfolge der Eiskunstläufer Marika Kilius Wenn die Cowboys träumen, Hans-Jürgen Bäumler Honeymoon in St. Tropez und Manfred Schnelldorfer Wenn du mal allein bist sowie der Fußballspieler Franz Beckenbauer Gute Freunde und des Torwarts Petar Radenković Bin i Radi, bin i König wohl lediglich ihrer sportlichen Laufbahn zu verdanken. In Österreich waren es die Skifahrer Karl Schranz und Toni Sailer mit Tiroler Hula Hup.

### Die 1970er Jahre (1968–1980)

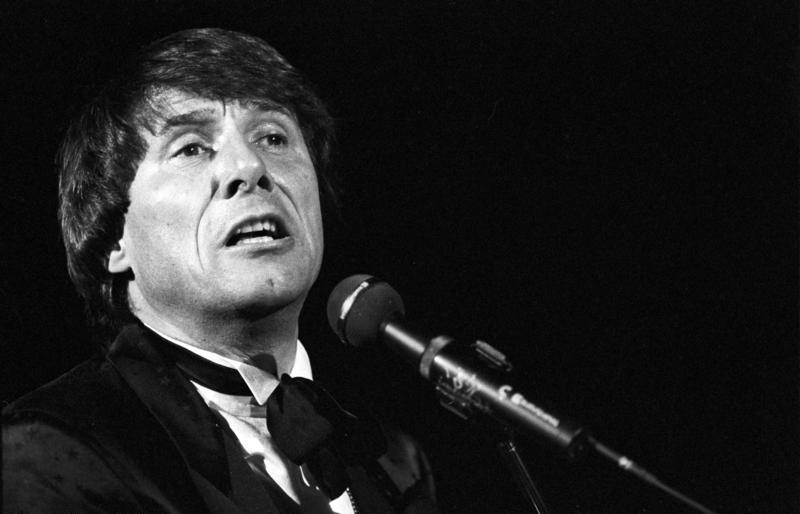
Udo Jürgens, 1987

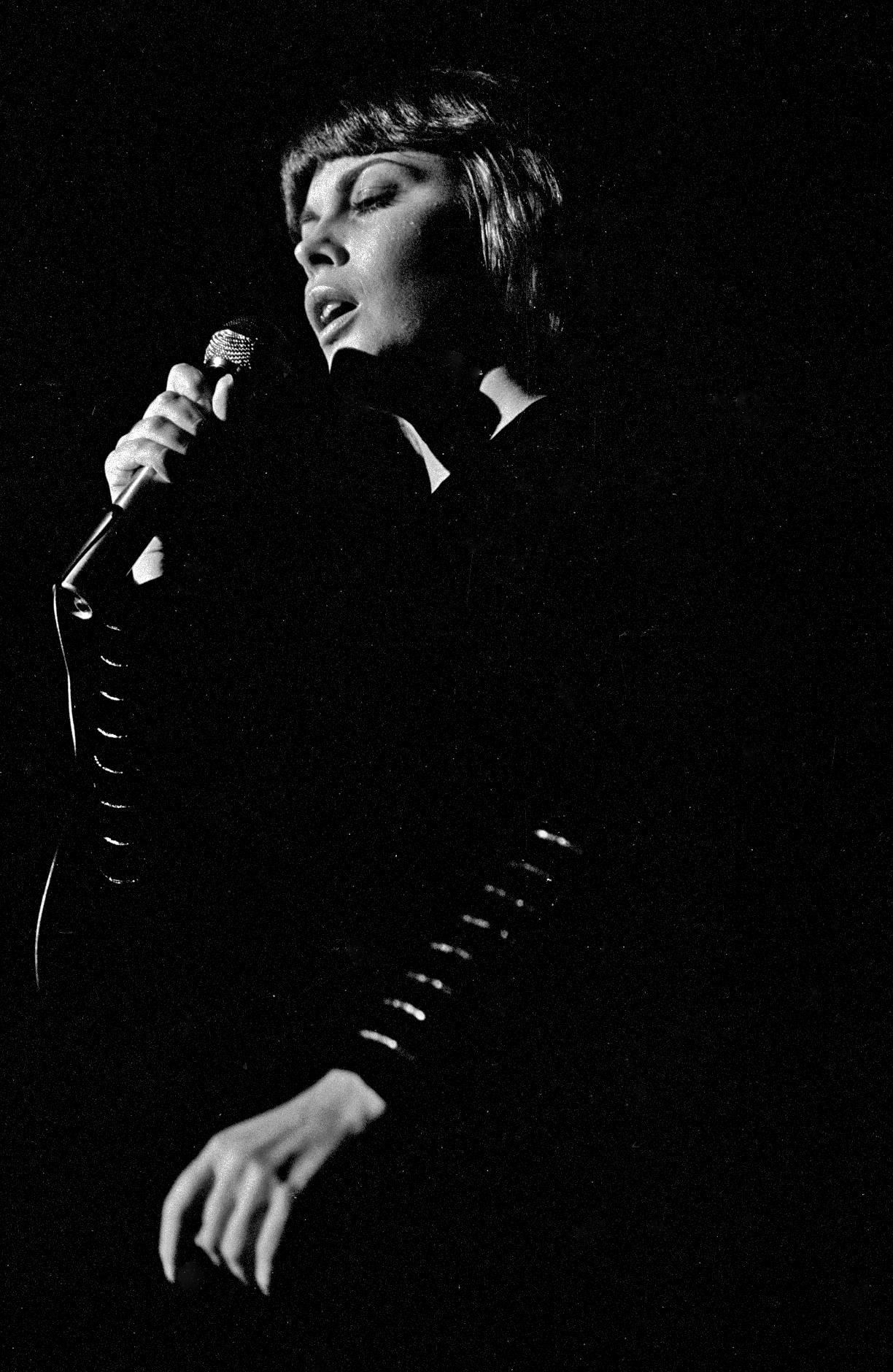
Mireille Mathieu in der Musikhalle Hamburg, 1971

Ein Bruch kam mit den linksgerichteten Studenten- und Bürgerbewegungen 1968.
Doch in den 1970er Jahren blühte der Schlager nochmals auf, was auch auf die zunehmende Verbreitung von Fernsehgeräten (Olympische Spiele München 1972; Fußball-Weltmeisterschaft 1974) und damit einhergehenden einschlägigen Musiksendungen zurückzuführen war. Die von Dieter Thomas Heck moderierte ZDF-Hitparade präsentierte monatlich alte und neue Interpreten und Lieder und wurde ein großer Erfolg beim Fernsehpublikum. Dabei war oft Udo Jürgens mit seinen zahlreichen Hits (Zeig mir den Platz an der Sonne / Griechischer Wein / Ein ehrenwertes Haus / Aber bitte mit Sahne / Mit 66 Jahren) zu Gast.
Gerade in den 1970er Jahren war die Anzahl der Schlager-One-Hit-Wonder enorm hoch. Auch wenn die von Media Control wöchentlich ermittelte „Top-10“ der meistverkauften Titel in Deutschland immer häufiger englischsprachige Songs auf den vorderen Plätzen ermittelte, schien der Schlager doch eine sichere Position im Musikgeschmack der Deutschen einzunehmen. Die ab 1971 von Ilja Richter im ZDF moderierte Sendung Disco griff daher anfänglich auf einen Mix aus nationalen und internationalen Sängern zurück. Doch die aufkommende Disco-Welle sorgte auch in Deutschland für einen veränderten Musikgeschmack. Die Schlagersänger nahmen sich teilweise der neuen und vor allem schnelleren Rhythmen an und versuchten, diese auf das Konzept der Schlagermusik zu übertragen. Hierbei blieb allerdings auch der Aufwand auf der Strecke, der bis dahin in die Schlagerproduktion gesteckt worden war. Wurden früher noch ausgefeilte Arrangements geschrieben und mit einer Studio-Combo – oft auch noch mit Hintergrundchor – eingespielt (zum Beispiel Dann schon eher der Piano-Player von France Gall), so übernahm mehr und mehr ein einfacher Synthesizer die gesamte Begleitung des Interpreten. Dadurch verloren die einzelnen Titel ihre besondere Unverwechselbarkeit zugunsten einer schnellen und preisgünstigen Produktion.
Mit dem Wiederaufblühen des Schlagers vermehrte sich unter dem abwertenden Begriff Schnulze auch die Kritik. Schon 1968 reduzierte ORF-Generalintendant Gerd Bacher im sogenannten Schnulzenerlass drastisch die Quote deutschsprachiger Musik auf Ö3. Stattdessen entstand dort etwas später die Sendung Das Schnulzodrom mit Moderator Haymo Pockberger, der neue deutsche Schlager mit eigenen Reimen spöttisch kommentierte und sich regelmäßig mit „Auf Wiederweinen!“ verabschiedete. 1974 erschien mit dem erfolglosen Zwei im siebten Himmel der letzte konventionelle Schlagerfilm. Aufgrund der zunehmenden Kritik schrieb, veranlasst von Dieter Thomas Heck, im selben Jahr Jack White den Titel Wir lassen uns das Singen nicht verbieten, den Tina York erfolgreich interpretierte.
Drei Komponisten und Produzenten, die seit den 1970er-Jahren bis weit in die 2010er-Jahre das Schlagergeschäft geprägt haben und über Jahrzehnte zahlreiche Erfolge mit diversen Interpreten verbuchen konnten, sind Ralph Siegel, der mit seinen Kompositionen auch zahlreiche Teilnahmen beim Eurovision Song Contest bestritt, Jean Frankfurter, der nicht nur im Bereich des Schlagers, sondern auch in der volkstümlichen Musik erfolgreich war, sowie Jack White, der nicht nur im Schlagerbereich aktiv war, sondern auch im Bereich englischsprachiger Musik zahlreiche internationale Erfolge feierte. Auch Michael Holm war nicht nur als Interpret erfolgreich, sondern hat auch als Autor und Produzent für Kollegen gearbeitet. Ab den 1970er-Jahren schrieb Irma Holder in den nächsten fünf Jahrzehnten rund 1000 Schlagertexte für viele bekannte Interpreten.
Obwohl in den 1970er-Jahren der Schlager deutlich seine Charakteristik änderte, waren im Fernsehen auch die Schlagerstars der 1950er- und 1960er-Jahre in nostalgisch geprägten Musiksendungen weiterhin präsent. So präsentierte der selbst als Schlagersänger erfolgreiche Lou van Burg von 1976 bis 1982 im ZDF unter wechselnden Titeln jährliche Musiksendungen, in denen die Schlagerstars der 1950er- und 1960er-Jahre nochmal mit einem großen Orchester und Ballett auftraten. Die erste dieser Sendungen war zunächst nur als einmalige Sendung geplant, der jedoch aufgrund des anhaltenden Erfolgs weitere sechs Sendungen folgten. Auch in anderen Sendungen der 1970er- und frühen 1980er-Jahre waren immer wieder diese frühen Interpreten des Schlagers zu Gast, so zum Beispiel auch in der Reihe Musik ist Trumpf.

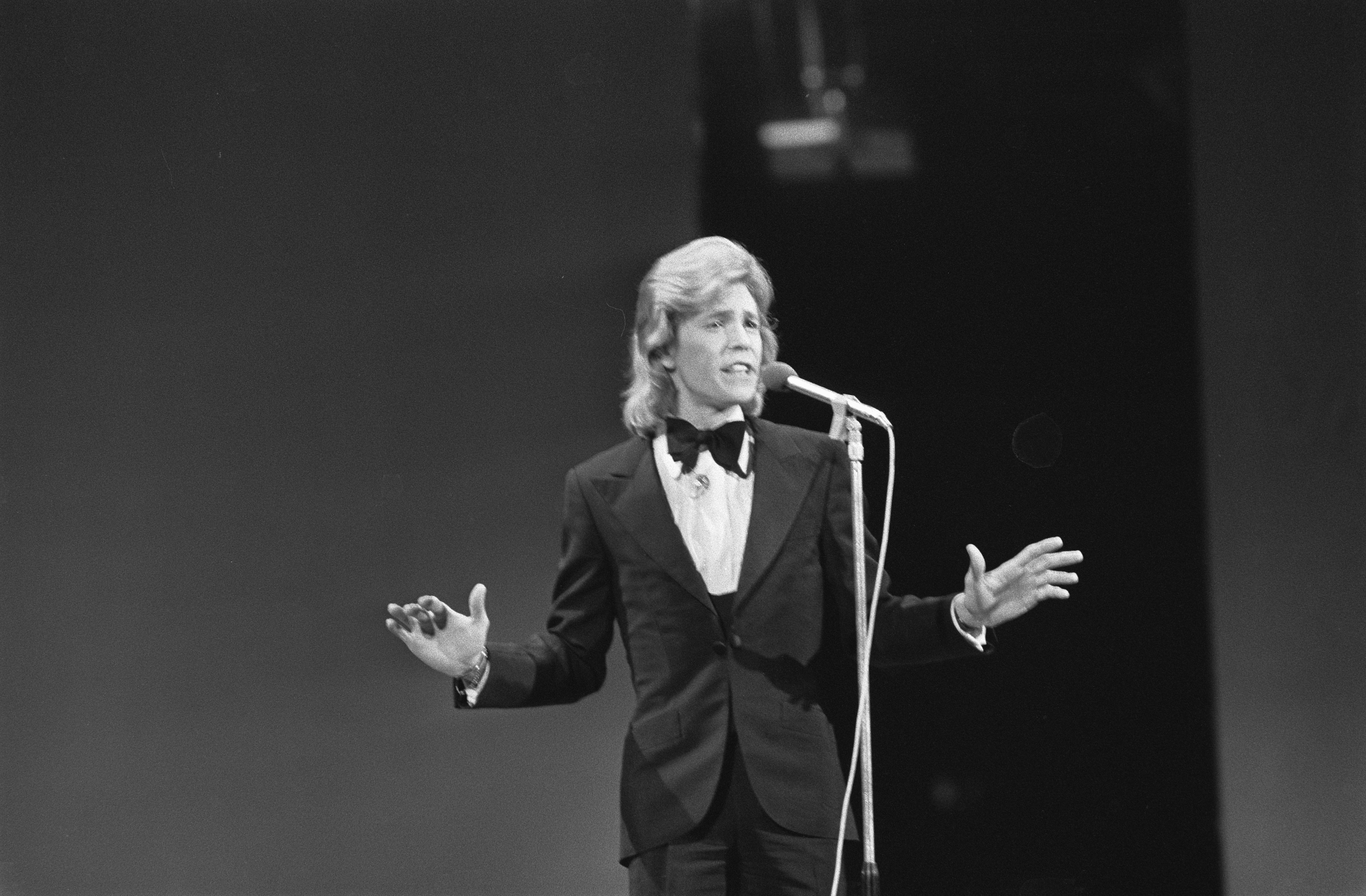
Jürgen Marcus, 1974

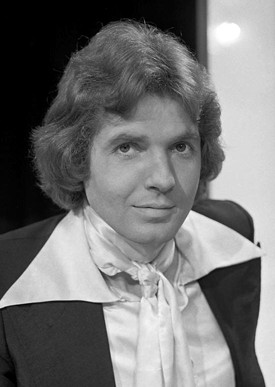
Chris Roberts, 1976

Bekannte Schlager-Interpreten der 1970er-Jahre waren (in alphabetischer Reihenfolge und mit einigen ihrer größten Hits):
- Adam & Eve – Hey Hey in Tampico / Wenn die Sonne erwacht in den Bergen / Das macht die Liebe allein / Dann kommt der Sonnenschein / Komm und tanz mit mir / Wie ein Stern in dunkler Nacht / In Manuels Taverne / Ein Stern geht auf / Tango Amor / Du gehst fort / Lailola / Ungarische Nächte / Die versunkene Stadt
- Peter Alexander – Hier ist ein Mensch / Steck dir deine Sorgen an den Hut / So richtig nett ist’s nur im Bett / Die kleine Kneipe / Feierabend / Und manchmal weinst du sicher ein paar Tränen / Mamutschka / Der Papa wird’s schon richten
- Christian Anders – Geh nicht vorbei / Es fährt ein Zug nach Nirgendwo
- Ann & Andy – Zigeunerwagen / Mein Herz hat Feierabend / Wenn wir beide am Abend uns wiederseh’n / Mondschein und Gitarren / Du bist da
- Gaby Baginsky – Häng die Gitarre nicht an den Nagel / Diebe kommen am Abend / Mein Charly ist klasse / Der Rum von Barbados
- Bert Beel – Du bist meine große Liebe / Hier bin ich zu Haus / Ein Engel wie Du darf nicht weinen / Oh tut das gut! / Ich bin ein hoffnungsloser Fall
- Benny – Du bist sechzehn / Amigo Charly Brown / Skateboard (Uh ah ah) / Bin wieder frei
- Tanja Berg – Na Na Hey Hey Goodbye / Kann ich dich denn nie vergessen / Wann kommt er zu mir / Ich hab’ Dir nie den Himmel versprochen / Die nächste Liebe kommt bestimmt / Das Herz, das du brichst
- Elke Best – Aber dann war die Party zu Ende / Was ich denke in der Nacht / Noch ein letztes Glas im Steh’n / Hey, Mr. Musicman / Fang mich / Die Babies krieg’ immer noch ich / Hey Kleiner, mit Dir spielt wohl keiner
- Roberto Blanco – Heute so, morgen so / Auf Liebe gibt es keine Garantie / Ich komm’ zurück nach Amarillo / Der Puppenspieler von Mexiko / Ein bißchen Spaß muß sein / Ich bin ein glücklicher Mann / Wer trinkt schon gern den Wein allein
- Hans Blum – Ich hab’ dein Knie geseh’n (als Henry Valentino und Paul Bistes Rag-Time-Band) / Im Wagen vor mir (als Henry Valentino & Uschi)
- Freddy Breck – Überall auf der Welt / Bianca / Rote Rosen / Halli Hallo / Die Sonne geht auf / Der große Zampano / Das ist die wahre Liebe / Die Sterne steh’n gut
- Bernhard Brink – Liebe auf Zeit / Alles braucht seine Zeit / Frei und abgebrannt / Ich wär’ so gern wie du / Du entschuldige – Ich kenn’ dich
- Howard Carpendale – Ich geb mir selbst ’ne Party / Das schöne Mädchen von Seite 1 / … da nahm er seine Gitarre / Du fängst den Wind niemals ein / Deine Spuren im Sand / Ti amo / … dann geh doch / Nachts, wenn alles schläft
- Rudi Carrell – Wann wird’s mal wieder richtig Sommer? / La la la / Wer kann heut’ noch richtig flirten / Wir zwei, mein Hund und ich / Du bist mein Hauptgewinn / Goethe war gut / Mein Dorf
- Dennie Christian – Rosamunde / Marie-Luise / Schon wieder der alte Dreh / Schön blühn die Heckenrosen / Wo warst du heut nacht / Habe ich dich heute Nacht verloren / Autokino samstags um halb zehn / Bella Donna
- Cindy & Bert – Immer wieder sonntags / Ich komm’ bald wieder / Hallo, Herr Nachbar / Spaniens Gitarren / Aber am Abend da spielt der Zigeuner / Die Sommermelodie / Ich suche einen Schatz / Wenn die Rosen erblühen in Malaga / Addio mia bella musica / How Do You Do, My Darling / Rosen aus Rhodos / Darling
- Bernd Clüver – Der Junge mit der Mundharmonika / Der kleine Prinz / Das Tor zum Garten der Träume / Bevor du einschläfst / Mike und sein Freund / Mexican Girl
- Costa Cordalis – Carolina, komm / Steig in das Boot heute Nacht, Anna Lena / Es stieg ein Engel vom Olymp / Anita / Don Pedro (Ein Küsschen in Ehren …)
- Dalida – Er war gerade 18 Jahr’ / Gigi l’amoroso / Komm zurück (J’attendrai)
- Jürgen Drews – Ein Bett im Kornfeld / Barfuß durch den Sommer / Wir zieh’n heut’ Abend aufs Dach / Du schaffst mich / Irgendwann, irgendwo, irgendwie (seh’n wir uns wieder)
- Gavin du Porter – In Pasadena / So wie du / Ein neues Land / Wenn nur die Eifersucht nicht wär’ / Du bist das, was ich will (mit Ireen Sheer)
- Katja Ebstein – Wunder gibt es immer wieder / Diese Welt / Der Stern von Mykonos / Es war einmal ein Jäger / Die Hälfte seines Lebens / In Petersburg ist Pferdemarkt / Abschied ist ein bißchen wie sterben / Theater / Dann heirat’ doch dein Büro
- Frank Farian – Rocky
- Joy Fleming – Ein Lied kann eine Brücke sein
- Gunter Gabriel – Er ist ein Kerl / Hey Boss, ich brauch mehr Geld / Komm’ unter meine Decke
- Danyel Gérard – Butterfly
- Rex Gildo – Fiesta Mexicana / Der Sommer ist vorbei / Marie, der letzte Tanz ist nur für dich / Der letzte Sirtaki / Wenn ich je deine Liebe verlier’
- Karel Gott – Weißt du wohin? / Lady Carneval / Was damals war / Einmal um die ganze Welt / Das sind die schönsten Jahre / Es wird schon weitergeh’n / Wie der Teufel es will (Maria Maddalena) / Die Biene Maja / Babička
- Elfi Graf – Herzen haben keine Fenster / Am schönsten ist es zu Hause
- Nico Haak – Schmidtchen Schleicher / Unter dem Schottenrock ist gar nichts
- Gitte Hænning – Junger Tag / Dann kommt die Erinnerung / Ich hab’ die Liebe verspielt in Monte Carlo / So schön kann doch kein Mann sein / Ich bin kein Kind von Traurigkeit / Laß mich heute nicht allein / Bye, bye bel ami / Von Hollywood träumen / Freu dich bloß nicht zu früh / Die Frau, die dich liebt / Ich bin stark / Ich will alles / Lampenfieber
- Heino – Karamba, karacho, ein Whisky / Carneval in Rio / Blau blüht der Enzian / Tampico / Polenmädchen / Die schwarze Barbara / Komm in meinen Wigwam / Ja, Ja, die Katja, die hat ja… / Schwarzbraun ist die Haselnuss
- Heintje – Mama / Du sollst nicht weinen / Ich bau’ Dir ein Schloß / Heidschi Bumbeidschi / Eine kleine Abschiedsträne / Oma so lieb / Ich sing’ ein Lied für Dich / Es kann nicht immer nur die Sonne scheinen / Schneeglöckchen im Februar, Goldregen im Mai
- Jonny Hill – Ruf’ Teddybär eins-vier / Rosen für Mama / Der alte Mann
- Wolfgang Hofer – Abraham (Das Lied vom Trödler)
- Tony Holiday – Du hast mich heut’ noch nicht geküsst / Tanze Samba mit mir / Disco Lady / Den Appetit kannst du dir holen / Zuviel Tequila, zuviel schöne Mädchen / Nie mehr allein sein
- Michael Holm – Mendocino / Barfuß im Regen / Wie der Sonnenschein (Shalala Oh Oh) / Ein verrückter Tag / Es ist schön, bei Dir zu Sein / Nur ein Kuss, Maddalena / Tränen lügen nicht / Wart’ auf mich / Mußt Du jetzt gerade gehen, Lucille?
- Julio Iglesias – Wenn ein Schiff vorüberfährt / Und das Meer singt sein Lied / Alle Liebe dieser Erde / Ich schick’ dir eine weiße Wolke / Aber der Traum war sehr schön / Du bist mein erster Gedanke
- Bata Illic – Dich erkenn ich mit verbund’nen Augen / Candida / Judy, I Love You / Mädchen, wenn du einsam bist / Michaela / Solange ich lebe / Hey Little Girl / Komm auf das Schiff meiner Träume / Schwarze Madonna / Ich hab noch Sand in den Schuhen aus Hawaii / Mädchen mit den traurigen Augen / Ich möcht’ der Knopf an deiner Bluse sein
- Siw Inger – San Diego Train / Hey, nur nicht drängeln, junger Mann / Komm und spiel mit mir / Keine Angst, das kann man lernen
- Mel Jersey – Königin der Nacht / Dreh’ dich um und sag’ Goodbye / Spiel nicht das Lied / Ich sitz’ zwischen zwei Stühlen
- Andrea Jürgens – Und dabei liebe ich euch beide / Ich zeige dir mein Paradies / Ein Herz für Kinder / Mama Lorraine
- Udo Jürgens – Zeig mir den Platz an der Sonne / Der Teufel hat den Schnaps gemacht / Griechischer Wein / Ein ehrenwertes Haus / Aber bitte mit Sahne / Mit 66 Jahren / Ich weiß, was ich will / Paris, einfach so nur zum Spaß / Alles im Griff (auf dem sinkenden Schiff) / Vielen Dank für die Blumen / Bleib doch bis zum Frühstück / Ich war noch niemals in New York
- Johanna von Koczian – Der Lord von Barmbek / Keinen Pfennig / Das bißchen Haushalt … sagt mein Mann / Aufsteh’n ist schön / Ganz der Vater / Karl, gib mal den Hammer rüber
- Daliah Lavi – Oh, wann kommst du? / Wer hat mein Lied so zerstört, Ma? / Jerusalem / Willst du mit mir geh’n / Meine Art, Liebe zu zeigen / Wär ich ein Buch
- Vicky Leandros – Blau wie das Meer / Bunter Luftballon / Karussell d’amour / Halt die Welt an / Ich bin / Dann kamst du / Ich hab’ die Liebe geseh’n / Die Bouzouki klang durch die Sommernacht / Theo, wir fahr’n nach Lodz / Du läßt mir meine Welt / Ja, ja der Peter der ist schlau / Ich liebe das Leben / Tango d’amor / Weißt du, woraus die Träume sind / Auf dem Mond da blühen keine Rosen
- Volker Lechtenbrink – Der Macher / Leben so wie ich es mag / Ich mag
- Renate und Werner Leismann – Das Riesenrad des Lebens / Wenn ein Stein ins Rollen kommt / Ein Schlafsack und eine Gitarre / Ein Häuschen auf zwei Rädern / Du bist die Rose vom Wörthersee / Guten Morgen liebe Sonne / Jubel, Trubel, Heiterkeit / Da macht jeder gerne mit / Hey Pepito
- Nina Lizell – Im Schlaraffenland / Ein kleiner Teufel steckt In Dir / Der Mann mit dem Panamahut / Und am Abend / Eins, zwei, drei / Lass mich bitte nicht warten
- Maggie Mae – Ich hab’ Spaß am Leben / My Boy Lollypop / Baby, Spaß muß sein / Mr. Charleston / Sweet Beat Honey Sunny Boy
- Peter Maffay – Du / Du bist anders / Josie / Und es war Sommer / So bist du / Über sieben Brücken mußt du gehn
- Jürgen Marcus – Eine neue Liebe ist wie ein neues Leben / Ein Festival der Liebe / Schmetterlinge können nicht weinen / Irgendwann kommt jeder mal nach San Francisco / Ich hab’ die Liebe nicht erfunden / Ein Lied zieht hinaus in die Welt / Auf dem Karussell fahren alle gleich schnell / Komm mit auf die Sonnenseite der Straße
- Imca Marina – Viva España / Bella Italia
- Tony Marshall – Schöne Maid / Komm gib mir deine Hand (Heute hau’n wir auf die Pauke) / Ich fang’ für euch den Sonnenschein / Junge, die Welt ist schön / Tätärätätätätä / Vom Hofbräuhaus zur Reeperbahn / Wir sind die Tramps von der Pfalz / Bora Bora / Auf der Straße nach Süden
- Ulli Martin – Monika / Ich träume mit offenen Augen von dir / Du mußt nicht weinen / Ein einsames Herz, das braucht Liebe / Ich liebe dich
- Mireille Mathieu – Hinter den Kulissen von Paris / Tarata-Ting, Tarata-Tong / Das Wunder aller Wunder ist die Liebe / An einem Sonntag in Avignon / Es geht mir gut, Chéri / Ganz Paris ist ein Theater / Die Kinder vom Montparnasse / Der Pariser Tango / Akropolis adieu / Paris vor hundert Jahren
- Ray Miller – Antoinette / Gina / Caroline / Sophia Loren / Angelina / Schätzchen, sag nicht immer „No“
- Milva – Auch du wirst mich einmal betrügen / Zusammenleben / Liberta (Freiheit in meiner Sprache) / Du hast es gut / Hurra, wir leben noch
- Monica Morell – Ich fange nie mehr was an einem Sonntag an / Bitte glaub’ es nicht / Später, wann ist das? / Hallo, ist denn hier keiner
- Nana Mouskouri – Guten Morgen, Sonnenschein
- Wencke Myhre – So eine Liebe gibt es einmal nur / Ich könnte ohne die Liebe nicht leben / Baden mit und ohne / Reden ist Silber – Küssen ist Gold / Ein Sonntag im Bett / Das wär John nie passiert / Eine Mark für Charly / Laß mein Knie, Joe / Breite uns’re Decke aus / Oh no no / Keep Smiling / Wir leben
- Nina & Mike Rund um die Welt geht das Lied der Liebe / Fahrende Musikanten / Schenk mir ein Leben mit dir / Kinder der Sonne / Ein Haus, in dem die Liebe wohnt / Paloma Blanca / Das Lied der Liebe
- Ulla Norden – Das ist zu schön, um wahr zu sein / Erst verliebt man sich ein bißchen / Alle Tage Sonntag / So eine Nacht / Bella Musica / Wir sind verrückt, wir beide / Hol mir die Sonne / Verliebt in den eigenen Mann / Urlaub, mach mal Urlaub
- Peter Orloff – City Girl / Gold auf der Straße / Baby Dadamda / Das brennt so heiß wie Feuer / Ein Mädchen für immer / Ein Leben voll Liebe / Jeder hat dich gern, doch nur einer hat dich lieb / Die Nacht, als Christina fortlief / Bettler und Prinz / Immer wenn ich Josy seh’ / Cora, komm nach Haus
- Paola – Bonjour, bonjour / Stille Wasser, die sind tief / Addio, mein Napoli / Zeig mir den Stern der Liebe / Mandolinen am Meeresstrand / Dann kam die Liebe / Schade um den Mondenschein / Blue Bayou / Juke Box / Sommertraum / Nenn’ es doch Liebe / Vogel der Nacht / Cinéma / Der Teufel und der junge Mann / Liebe ist nicht nur ein Wort / Mode
- Peter Petrel – How Do You Do (als Windows) / Alright, Okay, I Love You (als Windows) / Hast du keine anderen Sorgen? (als  Windows) / Hamburger Deern (mit der Rentnerband) / Ich bin kein Mann für eine Nacht / Wer gibt noch einen aus / Wer hat hier denn wohl wen verführt / Ich fahr’ so gerne Rad / Kalle mit der Kelle / Ich bin viel zu bescheiden / Ich bin wieder mal auf ’nem ganz falschen Dampfer / Liebe ist
- Phil & John – Hello Mary Lou / Du oder keine / Morgen wird die Sonne wieder scheinen / Hello Martina / …denn seit mehr als 1000 Jahren / Wo warst Du heut’ nacht, mein schönes Kind
- Dunja Rajter – Was ist schon dabei / Chiribi, chiriba, chiribu / Meine Malaika / Viva, Viva Fiesta / Junges Herz
- Chris Roberts – Die Maschen der Mädchen / Ein Mädchen nach Maß / Du bist nicht mit Gold zu bezahlen / Ich bin verliebt in die Liebe / Mein Name ist Hase / Hab’ ich Dir heute schon gesagt, dass ich Dich liebe? / Ich bin so happy / Hab’ Sonne im Herzen / Genauso wie du / Ich weiß, wo die Liebe wohnt / Mein Schatz, Du bist ’ne Wucht! / Du kannst nicht immer siebzehn sein / Kesse Küsse / Ein Sonntag im Englischen Garten / Ich mach’ ein glückliches Mädchen aus Dir / Mit Liebe durch den Winter / Man soll die Feste feiern, wie sie fallen / Do You Speak English? / Wann liegen wir uns wieder in den Armen, Barbara / Hörst Du, sie spielen unser Lied / Wir liegen im Gras
- Mary Roos – Geh’ nicht den Weg / Genauso wie ich bin / Verliebt in Dich (immer wenn) / Das Beste an Dir / Arizona Man / Sing nochmal dieses Lied / So leb’ dein Leben / Nur die Liebe läßt uns leben / Eine Liebe ist wie ein Lied / Stop, mach das noch einmal / Nimm dir nie ein Teufelsweib / Ich bin Mary und nicht Jane / Pinocchio / Samba d’amour / Ich werde geh’n heute nacht / Aufrecht geh’n
- Randolph Rose – Silvermoon Baby / Nur ein Flirt / Meilensteine der ersten Liebe / Sylvias Mutter / Heute soll Sonntag sein / Carneval in Costa Rica / Du siehst einen glücklichen Menschen / La La Love Song
- Marianne Rosenberg – Er gehört zu mir / Ich bin wie du / Lieder der Nacht / Marleen
- Peter Rubin – Azzurro / Immer mehr / In meinen Schuhen kannst du nicht gehen / Wir sitzen beide am selben Feuer / In der Nacht / Wir zwei fahren irgendwo hin / Können diese Augen lügen?
- Wolfgang Sauer – Ich komm’ nie ohne Blumenstrauss zu dir / Schön ist die Welt / Die schönen Zeiten der Erinnerung / Tränen in der Nacht / Was wär ich ohne dich / Tango für den Kommissar / Du bist das Glück meines Lebens / Laß die Welt darüber reden / 25 Jahre Ehemann / Die schönen alten Lieder / Hundert bunte Bänder
- Michael Schanze – Ich bin kein Lord / Keiner weiß, wie ich dich liebe / Das wird eine schöne Zeit / Ich hab’ dich lieb / Wer dich sieht, hat dich lieb / Oh wie wohl ist mir / Du hast geweint / Hell wie ein Diamant
- Séverine – Mach die Augen zu (und wünsch dir einen Traum) / Ja der Eiffelturm / Olala l’amour / Der Duft von Paris / Monsieur le Général / Ich zeig’ dir mein Paris / Jetzt geht die Party richtig los / Du bist für mich der größte Schatz / Dreh Dich im Kreisel der Zeit / Moulin Rouge / Sieben Tränen / Sie kam aus Frankreich / So ein Sommersonnentag
- Ricky Shayne – Das hat die Welt noch nicht geseh’n / Es wird ein Bettler zum König / Ich mache keine Komplimente / In festen Händen / Mamy Blue / Jeder Tag bringt mich näher zu dir
- Ireen Sheer – Keine liebt dich so wie ich / Goodbye Mama / Und wenn die Sonne scheint, denkt keiner an den Regen / Morgen ist ein neuer Tag / Nur noch einen Tanz / Bye Bye I Love You / Thank You / Ach, laß mich noch einmal in deine Augen seh’n / Der Sommer kam zu mir / Du bist das, was ich will (mit Gavin du Porter) / Mach die Augen zu / Hey Junge, sag das noch einmal / Feuer / Hey Mr. Musicman / Wo soll denn die Liebe bleiben? / Xanadu
- Erik Silvester – Susanna / Oh lala, sie hat rotes Haar / Ich seh’ die Mädchen gern vorübergehn / Zucker im Kaffee / Ich kenn’ ein Girl am Zuckerhut / Ich hör’ überall Musik / Marie, heut’ feiern wir ein Freudenfest
- Lena Valaitis – Ob es so oder so oder anders kommt / Alles, was dein Herz begehrt / So wie ein Regenbogen / Bonjour mon amour / Wer gibt mir den Himmel zurück / Immer die schönen Träume / Da kommt Jose, der Straßenmusikant / Ich hab’ dir nie den Himmel versprochen / Cherie je t’aime / Ich spreche alle Sprachen dieser Welt / Nimm es so wie es kommt / Johnny Blue
- Juliane Werding – Am Tag, als Conny Kramer starb / Wenn du denkst, du denkst, dann denkst du nur, du denkst / Man muss das Leben eben nehmen, wie das Leben eben ist
- Margot Werner – So ein Mann
- Ramona Wulf – Du – ich brauch was, und das bist du / Alles was wir woll’n auf Erden / Lieber dich und kein Geld
- Tina York – Der Sonntag mit dir / Wo die Sonne scheint / Liechtensteiner Polka / Wir lassen uns das Singen nicht verbieten / Wir seh’n uns wieder / Monsieur le Général / Umarmst du mich, umarm ich dich / Zwei junge Menschen

### Die 1980er Jahre

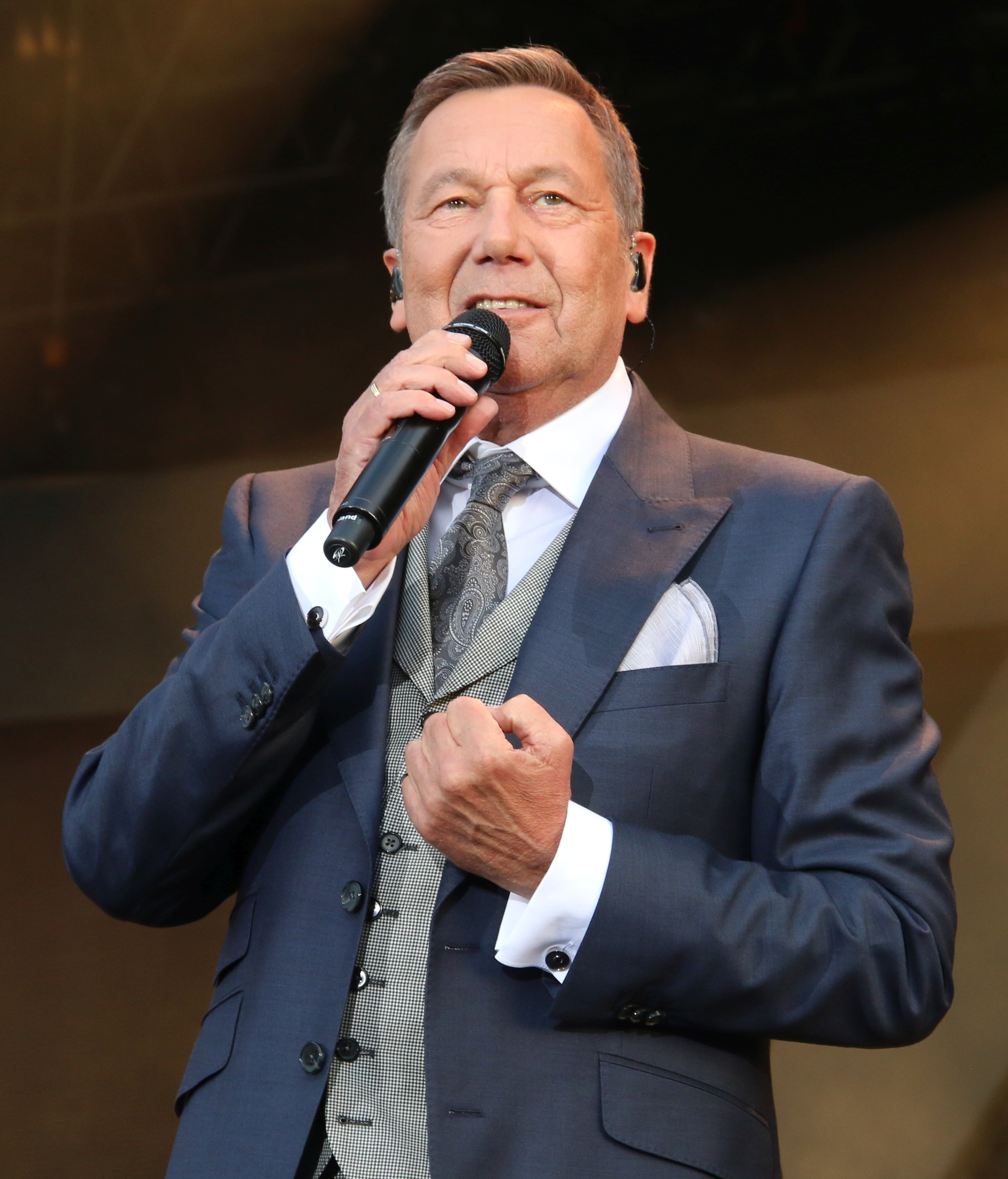
Roland Kaiser, 2016

Ab Anfang der 1980er setzte die sogenannte Neue Deutsche Welle (NDW) ein, die mit dem Genre Schlager anfangs nur wenig gemeinsam hatte und deren Kommerzialisierung durch Interpreten wie Nena, Markus oder Fräulein Menke dem Erfolg des klassischen Schlagers stark zusetzten. Auch englischsprachige Popmusik wurde immer populärer und so wurden immer mehr Schlager aus der Media-Control-Hitparade zugunsten von Titeln der Neuen Deutschen Welle und englischsprachigen Titeln verdrängt und auch im Radio wurden immer weniger Schlager gespielt. In der Folge versuchten sowohl einige Schlager-Interpreten als auch die Musikindustrie, den Schlager in den zahlreichen Fernsehsendungen der volkstümlichen Musik neu zu positionieren. Jedoch hatten auch in den 1980er-Jahren zahlreiche Schlagerinterpreten weiterhin Erfolge, so dass der Schlager auch ohne die Dominanz, die ihm vorher zukam, weiterhin erfolgreich war. Und spätestens mit dem Ende der nur kurz währenden Neuen Deutschen Welle um 1984 konnte der Schlager seine Rolle als bedeutende deutsche Musikrichtung neben der englischsprachigen Popmusik behaupten.
So hatte Howard Carpendale, der bereits in den 1970er-Jahren zahlreiche Hits landen konnte, im Jahr 1984 mit dem Titel Hello Again einen großen Erfolg. Auch Roland Kaiser, der bereits in den 1970er-Jahren mit Titeln wie Sieben Fässer Wein (1977), Amore Mio (Amada Mia, Amore Mio) (1978) und Schach Matt (1979) große Erfolge feierte, konnte in den 1980er-Jahren zahlreiche weitere Hits in den Hitparaden platzieren. So zum Beispiel Santa Maria (1980), Lieb’ mich ein letztes Mal (1981), Dich zu lieben (1981), Manchmal möchte ich schon mit dir (1982), Wohin gehst du? (1982), Es kann der Frömmste nicht in Frieden leben (1984), Joana (1984), Flieg mit mir zu den Sternen (1985) und Ich glaub es geht schon wieder los (1988).

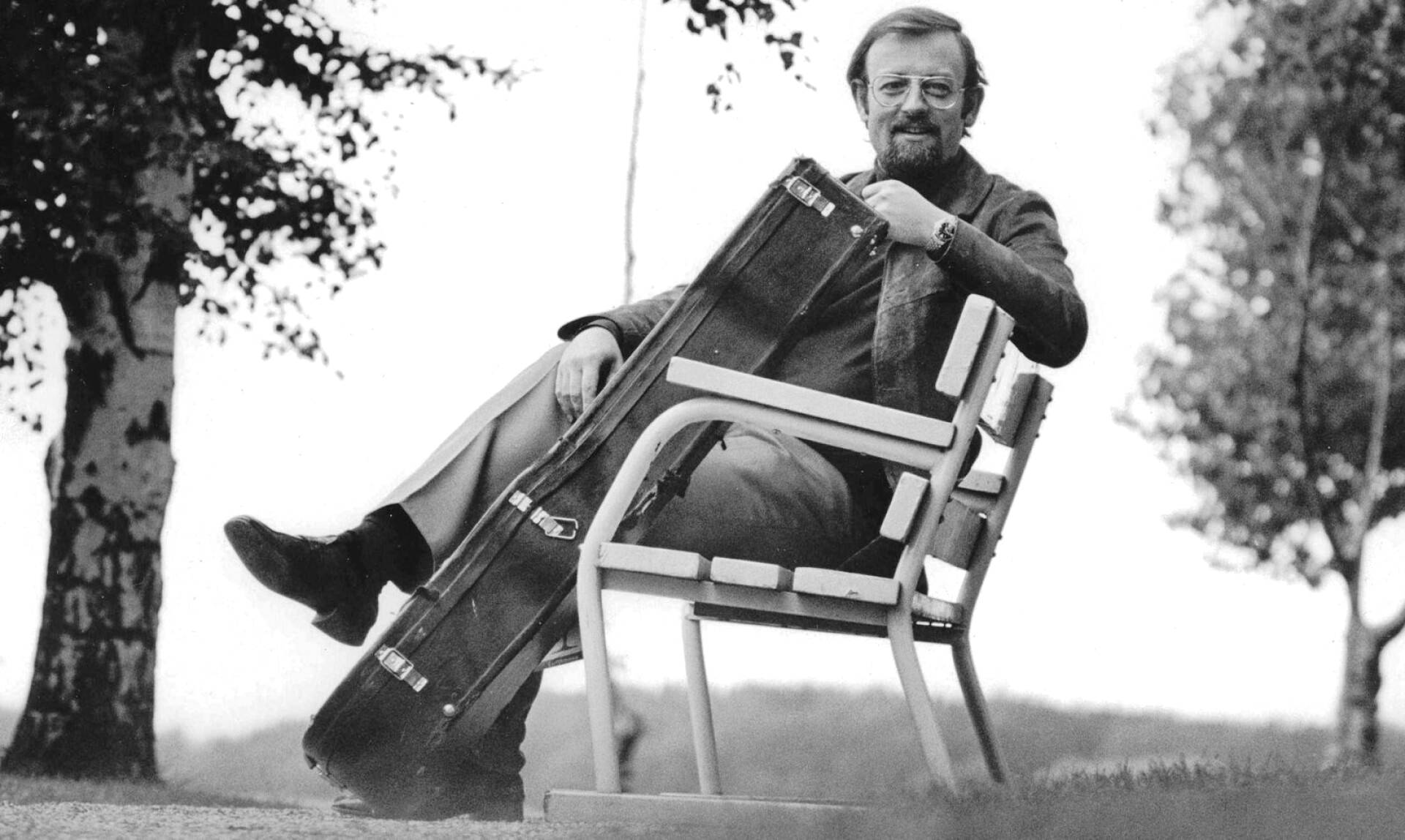
Roger Whittaker, 1971

Auch der britische Sänger und Kunstpfeifer Roger Whittaker, der bereits in den 1970er-Jahren mit Titeln wie Du warst mein schönster Traum (The Last Farewell) (1975), Das alte Schiff (River Lady) (1976) und Indian Lady (1977) erste Erfolge in Deutschland feierte, war in den 1980er-Jahren regelmäßig in den Hitparaden und häufiger Gast in Musiksendungen. Während seine Erfolge der 1970er-Jahre stilistisch eher in den Bereich britisch-irischer Folk-Musik gehörten, die er zunächst auf Englisch und dann auf Deutsch sang, wechselte er aufgrund seines großen Erfolgs in Deutschland in den 1980er-Jahren stilistisch immer mehr ins Schlager-Genre. Zu seinen größten Erfolgen der 1980er-Jahre zählen Albany (1981), Wenn es dich noch gibt (1983), Tanz heut Nacht mit mir (1983), Abschied ist ein scharfes Schwert (1984), Eloisa (1984), Leben mit dir (1985) und Ein bisschen Aroma (1986).
Ingrid Peters, die bereits 1976 mit dem Titel Komm doch mal rüber in den Hitparaden vertreten war, hatte in den 1980er-Jahren noch mehrere Hits, wie beispielsweise Weißt du, wo du hingehst? (1980), Afrika (1983) und Über die Brücke geh’n (1986), mit dem sie auch beim Eurovision Song Contest 1986 teilgenommen hat. Auch Nana Mouskouri, die bereits in den frühen 1960er-Jahren mehrere Nummer-1-Hits hatte und auch in den 1970er-Jahren Erfolge feierte, war bis weit in die 1980er-Jahre erfolgreich mit Titeln wie La Provence (du blühendes Land) (1981) und Aber die Liebe bleibt (1985) in den Hitparaden vertreten. Nachdem sie in den 1970er-Jahren ihre größten Hits hatte, konnte auch Juliane Werding in den 1980er-Jahren noch einige Hitparaden-Erfolge platzieren, so zum Beispiel Nacht voll Schatten (1983), Sonne auf der Haut (1984), Stimmen im Wind (1986). Hanne Haller hatte bereits in den 1970er-Jahren erste Singles herausgebracht, hatte ihre größten Erfolge jedoch in den 1980er-Jahren mit Titeln wie Samstag Abend (1981), Weil Du ein zärtlicher Mann bist (1981) und Mein lieber Mann (1989). Als Komponistin, Texterin und Produzentin schrieb und produzierte sie auch für andere Schlagerinterpreten. Erste Erfolge hatte auch Isabel Varell, die seit den 1980er-Jahren regelmäßig neue Schlager herausbringt, aber auch als Schauspielerin und seit den 1990er-Jahren auch als Moderatorin verschiedener Fernsehsendungen erfolgreich ist.

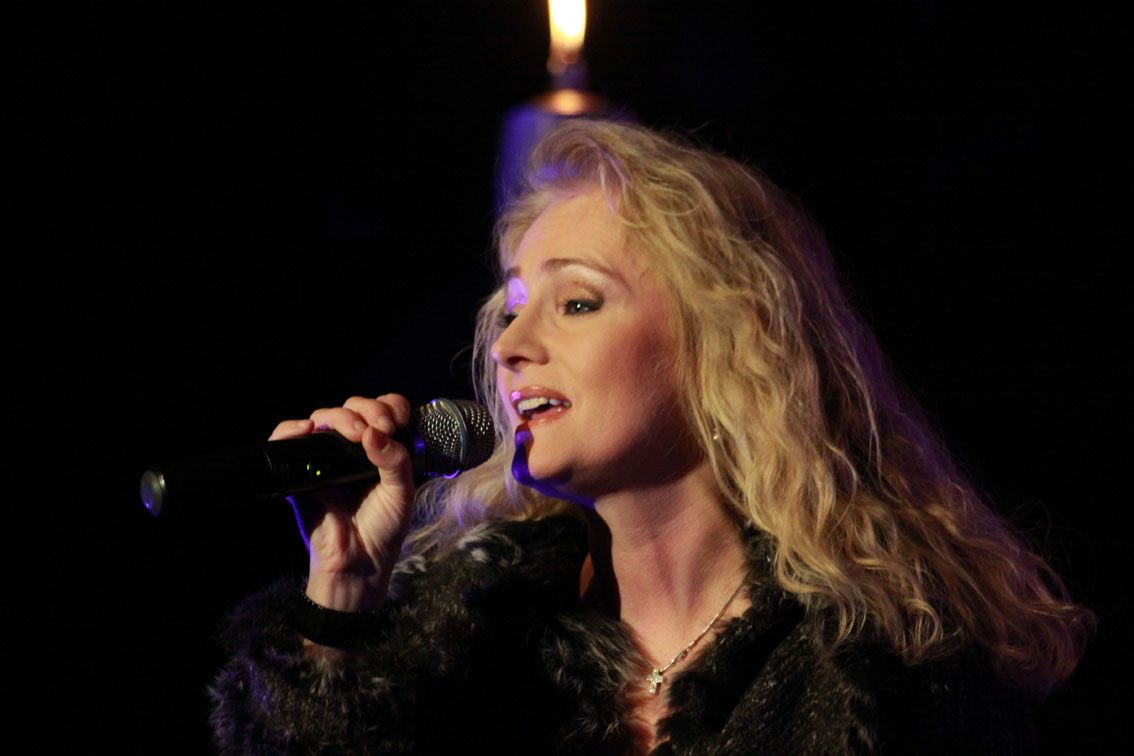
Nicole, 2010

Eine der erfolgreichsten Schlagersängerinnen der 1980er-Jahre war Nicole mit Titeln wie Flieg nicht so hoch, mein kleiner Freund (1981), Der alte Mann und das Meer (1981), Ein bißchen Frieden (1982), Papillon (1982), Ich hab’ dich doch lieb (1983), Wenn die Blumen weinen könnten (1983), Laß mich nicht allein (1986), Ein leises Lied (1991), Mit dir vielleicht, vielleicht auch nicht (1992) und Wirst du mich lieben (1999).
Ein erfolgreicher Schlagersänger der 1980er-Jahre war Andy Borg, der später auch als Moderator diverser Fernsehsendungen Erfolg hatte. Zu seinen Hits zählen Titel wie Adios Amor (1982), Arrivederci Claire (1982), Die berühmten drei Worte (1982), Ich will nicht wissen, wie Du heißt (1984) und Barcarole vom Abschied (1984). Weitere erfolgreiche Schlagersänger der 1980er-Jahre waren Tommy Steiner, der seine größten Erfolge 1983 und 1984 mit Die Fischer von San Juan, Das Märchen von Rhodos und Das ewige Feuer hatte, Ibo mit Titeln wie Ibiza (1985), Bungalow in Santa Nirgendwo (1987), Das schaffst du nicht (1987) und An deiner Stelle nähm’ ich mich (1989) und Nino de Angelo, zu dessen größten Erfolgen Jenseits von Eden (1983) und Flieger (1989) gehören. Das Brüder-Duo Hoffmann & Hoffmann hatte bereits 1977 einen Erfolg mit dem Titel Himbeereis zum Frühstück, worauf in den 1980er-Jahren weitere Hits folgten, so zum Beispiel Alles, was ich brauche, bist du (1980) und Rücksicht (1983). Andreas Martin war seit den 1980er-Jahren nicht nur als Schlagersänger aktiv und hatte Erfolge mit Amore mio (1982), Du bist alles (1987), Nur bei dir (1989) und Herz an Herz (1989), sondern war auch als Komponist und Produzent für andere Interpreten in diesem Bereich tätig. Ein weiterer Schlagersänger, der auch als Komponist, Texter und Produzent für andere Schlagerinterpreten tätig war, war Jürgen Renfordt, der seine größten Hits als Sänger mit Zu verkaufen: Ein schneeweißes Brautkleid (1988) und Du hast ihre Augen (1989) hatte. Auch G. G. Anderson war nicht nur als Interpret mit Titeln wie Am weißen Strand von San Angelo (1984), Santa Lucia – versunken im Meer (1985), Sommernacht in Rom (1985), Mädchen, Mädchen (1986) und Sommer – Sonne – Cabrio (1989) erfolgreich, sondern war auch als Komponist und Produzent für andere Schlagerinterpreten tätig.
Eine erfolgreiche Schlager-Band der 1980er-Jahre war Wind, die mit Titeln wie Für alle (1985) und Laß die Sonne in dein Herz (1987) erfolgreich war. Einen stilistischen Wandel zu mehr Synthesizer-Musik im Schlager leitete die Band Die Flippers ein. Sie setzten auf elektronisch erzeugte Musik in einem Maße, wie es vorher nicht gekannt wurde und machten dies zu ihrem unverwechselbaren Sound. Bereits Ende der 1960er-Jahre und Anfang der 1970er-Jahre hatten sie erste Erfolge mit Titeln wie Weine nicht, kleine Eva (1969) und Sha La La, I Love You (1970). Nachdem es etwas ruhiger um die Band geworden war, hatten sie dann in den 1980er-Jahren wieder viele Erfolge mit Titeln wie Die rote Sonne von Barbados (1986), Mexico (1987), St. Tropez (1988) und Lotosblume (1989).
Neben dem Trend zum vermehrten Einsatz von Synthesizern und anderen elektronischen Musikinstrumenten brachten die 1980er auch eine stilistische Öffnung des Schlagers für andere musikalische Genres. Ein Beispiel ist die deutschsprachige Country-Musik, die musikalische Elemente US-amerikanischer Country-Musik und des Country-Pop mit deutschen Texten kombinierte und damit auch im deutschen Schlagerbusiness erfolgreich war. Ein bedeutender Vertreter war die Band Truck Stop, die bereits seit Ende der 1970er-Jahre mit Titeln wie Ich möcht’ so gern Dave Dudley hör’n (1977), Take It Easy, altes Haus (1979) und Der wilde, wilde Westen (1980) Erfolge feierte und Musiksendungen, die bis dato dem deutschen Schlager vorbehalten waren, auch für dieses Genre öffnete. Während Truck Stop stilistisch noch sehr stark der US-amerikanischen Country-Musik verhaftet war, hatten in der Folge andere Interpreten Erfolge, die Country-Musik und Schlager vermischten. So zum Beispiel Tom Astor, der zunächst Schlager sang und sich dann seit den frühen 1980er-Jahren dem deutschen Country-Schlager widmete. Im Jahr 1984 gelang ihm der Durchbruch mit dem Titel Hallo, guten Morgen Deutschland, der ihn in zahlreiche Schlagersendungen brachte, wo sich Astor als Sänger des deutschen Country-Schlagers fest etablieren konnte und zum Beispiel 1993 mit Flieg junger Adler einen weiteren Hit landen konnte. Auch Gunter Gabriel, der sich schon seit den 1970er-Jahren stilistisch zwischen Schlager, Country und Rock bewegt hatte, widmete sich nun verstärkt der deutschen Country-Musik und Renate Kern, die in den 1960er- und 1970er-Jahren reinen Schlager sang, widmete sich nun unter dem Namen Nancy Wood der Country-Musik, setzte dabei jedoch zur Hauptsache auf englische Texte.

### Die 1990er Jahre

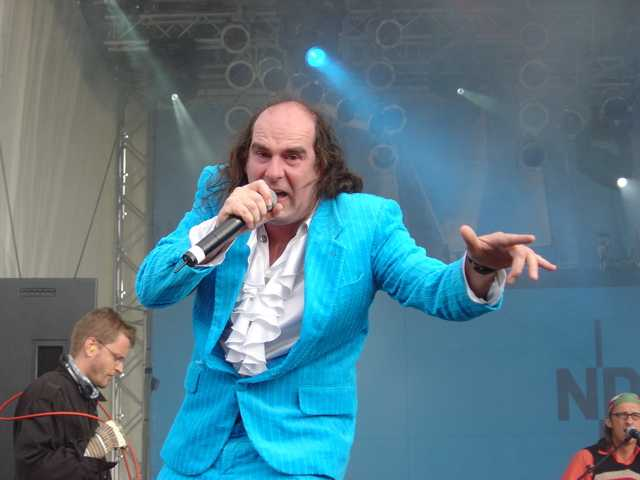
Guildo Horn, 2004

In den 1990er Jahren gab es in Deutschland, ausgelöst durch eine Retrowelle, in der „alte Modetrends“, also Musik, Kleidung und Accessoires der 1970er Jahre, wieder populär wurden, ein Schlager-Revival, zum Beispiel durch Guildo Horn, Dieter Thomas Kuhn oder Petra Perle. Klassiker des deutschen Schlagers aus den 1970er und 1980er Jahren werden etwa auf dem Schlagermove in Hamburg gespielt. 1997 wurde erstmals in Deutschland eine Formathitparade für Titel dieses Genres eingeführt. Die „Deutschen Schlager Charts“ erschienen in ihrer ersten Ausgabe im November 1997 mit Unterstützung von Uwe Hübner (damals Moderator der ZDF-Hitparade). Hier fanden sich Titel des Schlager-Revivals, „klassische Schlager“ sowie deutschsprachige Popnummern unter einem Dach vereint. Die Offiziellen Deutschen Schlagercharts wurden von 2001 bis 2015 durch Media Control und seit 2015 durch die GfK Entertainment publiziert, wo sie als reine Verkaufscharts geführt werden.
Erfolgreiche Schlagersängerinnen der 1990er-Jahre waren Claudia Jung, Rosanna Rocci, Michelle und Kristina Bach, die auch als Produzentin, Komponistin und Texterin Erfolge feierte. Alle vier sind noch heute (Stand: 2024) erfolgreich im Schlagergeschäft. Die Fernsehmoderatorin Uta Bresan ist ebenfalls seit den 1990er-Jahren als Schlagersängerin aktiv. Auch Michael Morgan, Oliver Thomas, Olaf Berger sowie das Bruder-Duo Brunner & Brunner, die ihre Karrieren in den 1990er-Jahren begannen, konnten sich langfristig im Schlagergeschäft etablieren. In den 1990ern waren auch Wolfgang Petry, der bereits ab Mitte der 1970er-Jahre erste Erfolge hatte, und Peter Sebastian, der bereits in den 1980er-Jahren seine Schlagerkarriere begann, auf dem Höhepunkt ihrer Karrieren. Auch die Schlagerband Fernando Express hatte in den 1990er-Jahren ihren Durchbruch. Der Schweizer Schlagersänger Leonard, der bereits in den 1980er-Jahren als Schlagersänger anfing, konnte in den 1990er-Jahren erste Erfolge feiern und ist bis in die 2020er-Jahre als Schlagersänger aktiv.
In den 1990er Jahren begann auch die Blütezeit des volkstümlichen Schlagers. Dessen Entwicklung begann bereits in den 1970er und 1980er Jahren mit Sendungen wie Lustige Musikanten (1971–2007) und dem Musikantenstadl (1981–2015). In der Folge vermischte sich traditionelle Volksmusik immer öfter mit Stilelementen, Instrumenten und Arrangements des Schlagers zum neuen volkstümlichen Schlager. In den 1990er Jahren wurden zahlreiche entsprechende Fernsehformate etabliert, die bis weit in die 2000er Jahre großen Erfolg bei den Zuschauern hatten, wie zum Beispiel der Grand Prix der Volksmusik (1986–2010), Kein schöner Land (1989–2007), Zauberhafte Heimat (1993–2006), Straße der Lieder (1995–2007) und die Musikantenscheune (1995–2003). Zu den erfolgreichsten Interpreten dieses Genres zu jener Zeit zählten beispielsweise Maria und Margot Hellwig, Marianne und Michael, Gitti und Erika, Uschi Bauer und die Wildecker Herzbuben. Teilweise wechselten auch Interpreten vom traditionellen Schlager zum volkstümlichen Schlager, so wie Mel Jersey, der bereits seit Anfang der 1970er Jahre als Schlagersänger und Produzent erfolgreich war und seit Mitte der 1980er Jahre gemeinsam mit seiner Frau als Judith und Mel im Bereich des volkstümlichen Schlagers tätig war. Umgekehrt wechselten später auch Interpreten des volkstümlichen Schlagers zum eher klassischen Schlager und vermischten damit die Grenzen zwischen diesen beiden Genres weiter, so zum Beispiel Patrick Lindner.

### 2000er Jahre bis heute

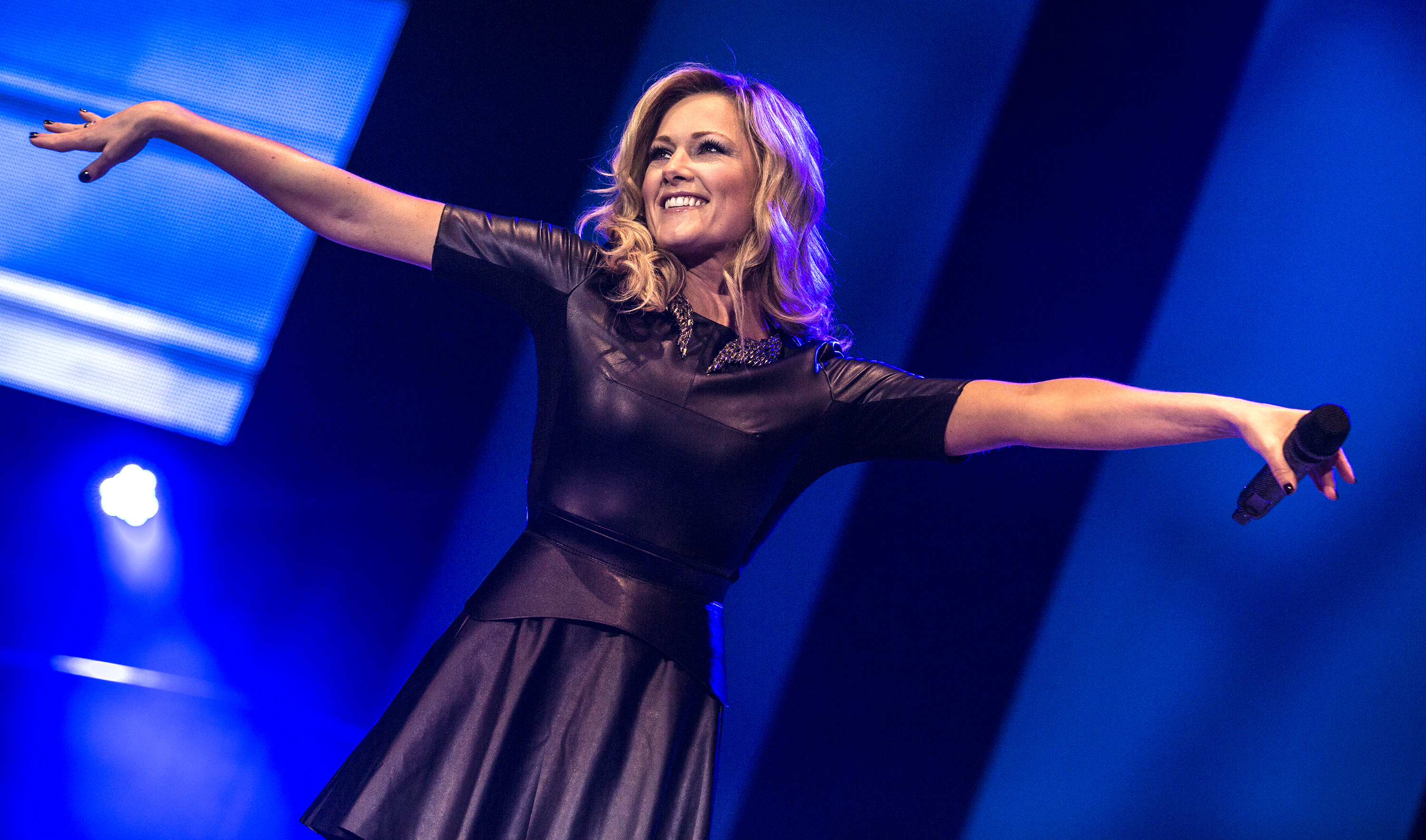
Helene Fischer, 2013

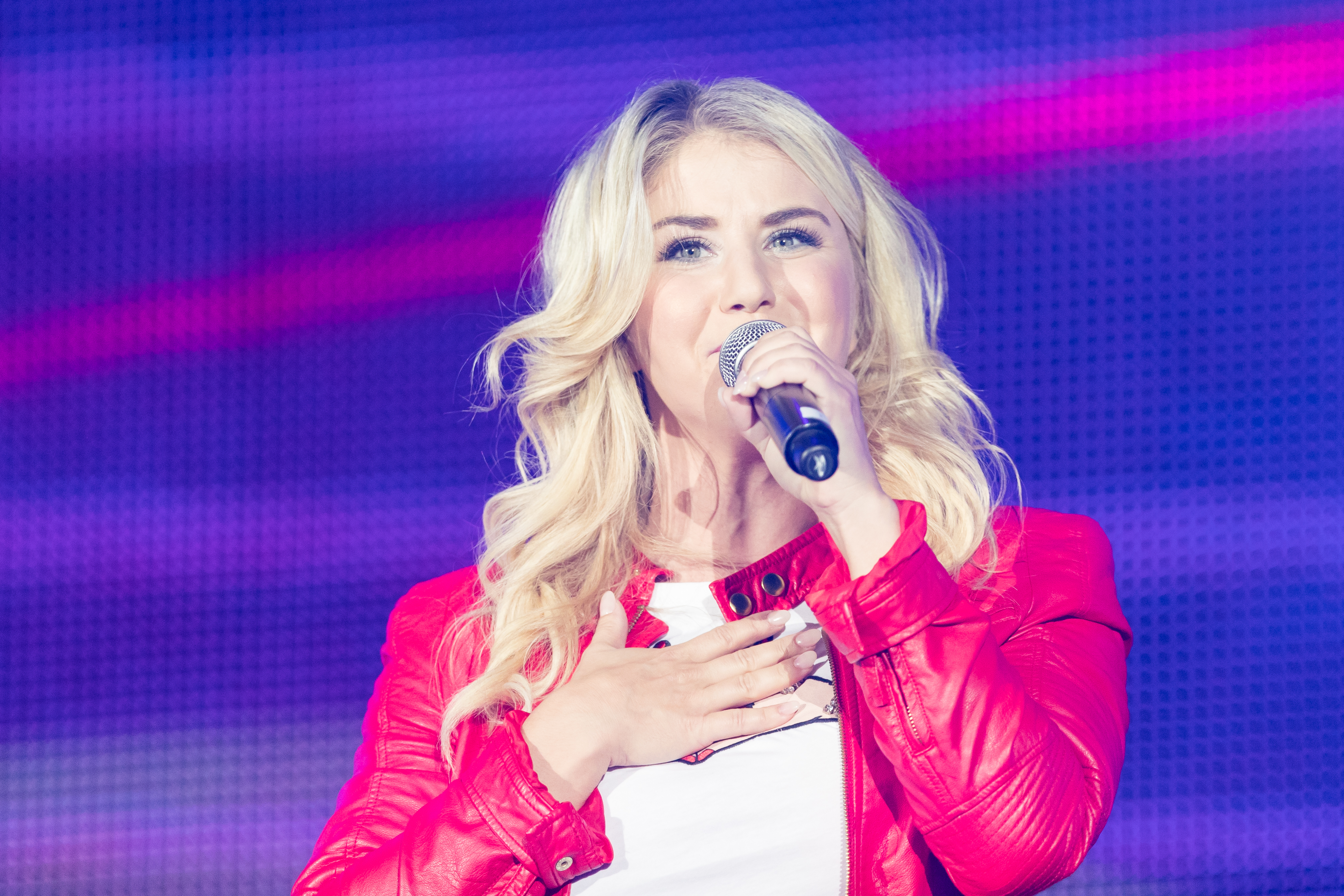
Beatrice Egli, 2017

Die ZDF-Hitparade wurde im Dezember 2000 eingestellt. Neuere Interpreten wie DJ Ötzi, die verschiedene Genres vermischen, brachten auch im neuen Jahrtausend Hitparadenerfolge. Ebenso wiesen Alben der Schlagersängerinnen Helene Fischer, Andrea Berg, Vanessa Mai, Linda Feller, Ute Freudenberg, Maite Kelly und Beatrice Egli Erfolge aus. Seit den frühen 2000er-Jahren ist auch Uwe Busse als Schlagersänger erfolgreich, der bereits in den 1980ern als Schlagersänger tätig war, sich danach jedoch zunächst als Produzent, Komponist und Texter für verschiedene andere Interpreten (u. a. Die Flippers, Roland Kaiser und weitere) etablierte. Auch das Schlagerduo Fantasy ist seit den 2010er-Jahren erfolgreich. Ein weiterer erfolgreicher Schlagersänger ist Michael Heck.

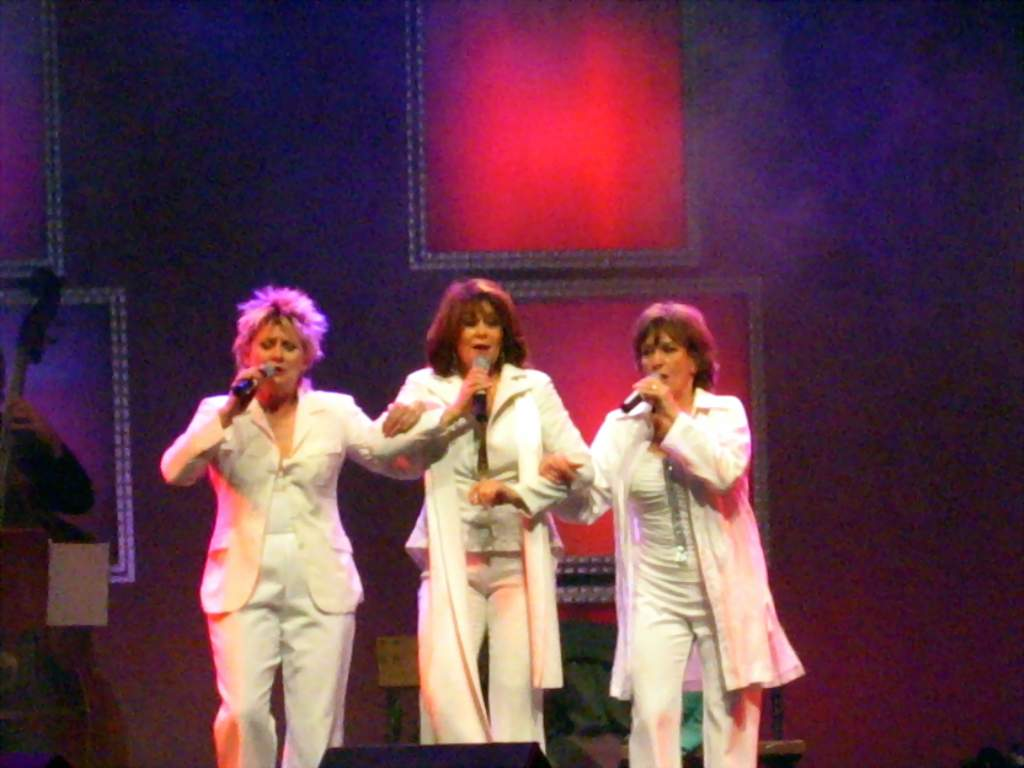
„Gitte, Wencke, Siw – Die Show“, 2005

Von 2004 bis 2007 tourten die Schlagersängerinnen Gitte Hænning, Wencke Myhre und Siw Malmkvist, die bereits in den 1960er- und 1970er-Jahren große Schlager-Erfolge hatten, mit ihrer Tour Gitte, Wencke, Siw – Die Show erfolgreich durch Deutschland, Österreich und die Schweiz. Danach widmeten sie sich wieder ihren Solo-Karrieren. Auch Udo Jürgens, der seit den 1960er-Jahren große Erfolge feierte, tourte regelmäßig mit seiner Stammband, der Pepe Lienhard Band, mit großem Erfolg durch Deutschland, Österreich und die Schweiz, wo er neben neuen Kompositionen auch stets seine alten Hits der letzten Jahrzehnte präsentierte. Seine 25. Tournee konnte er nicht mehr beenden, da er im Dezember 2014 in der Weihnachtspause zwischen zwei Tourneeblöcken im Alter von 80 Jahren verstarb.

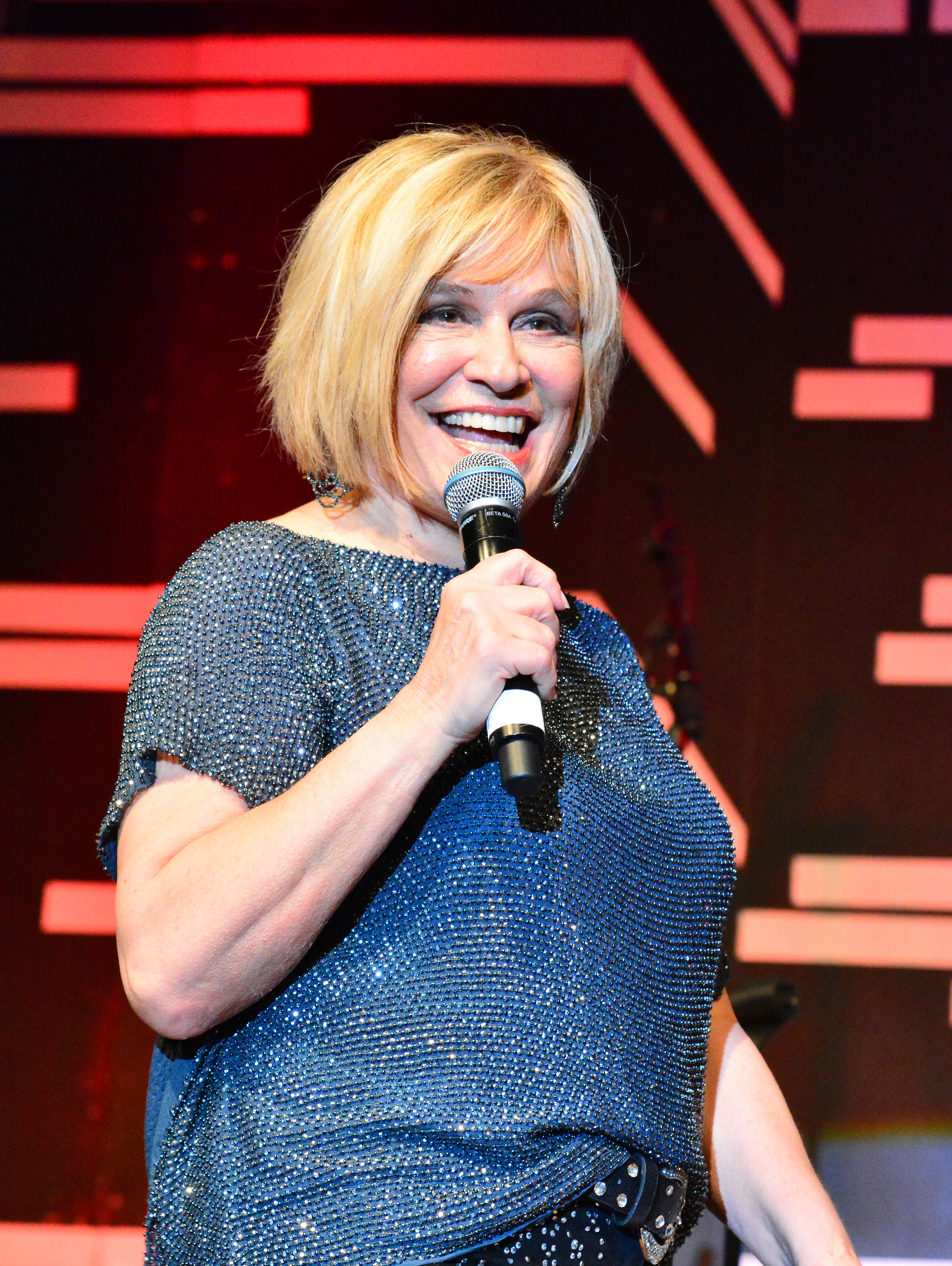
Mary Roos, 2015

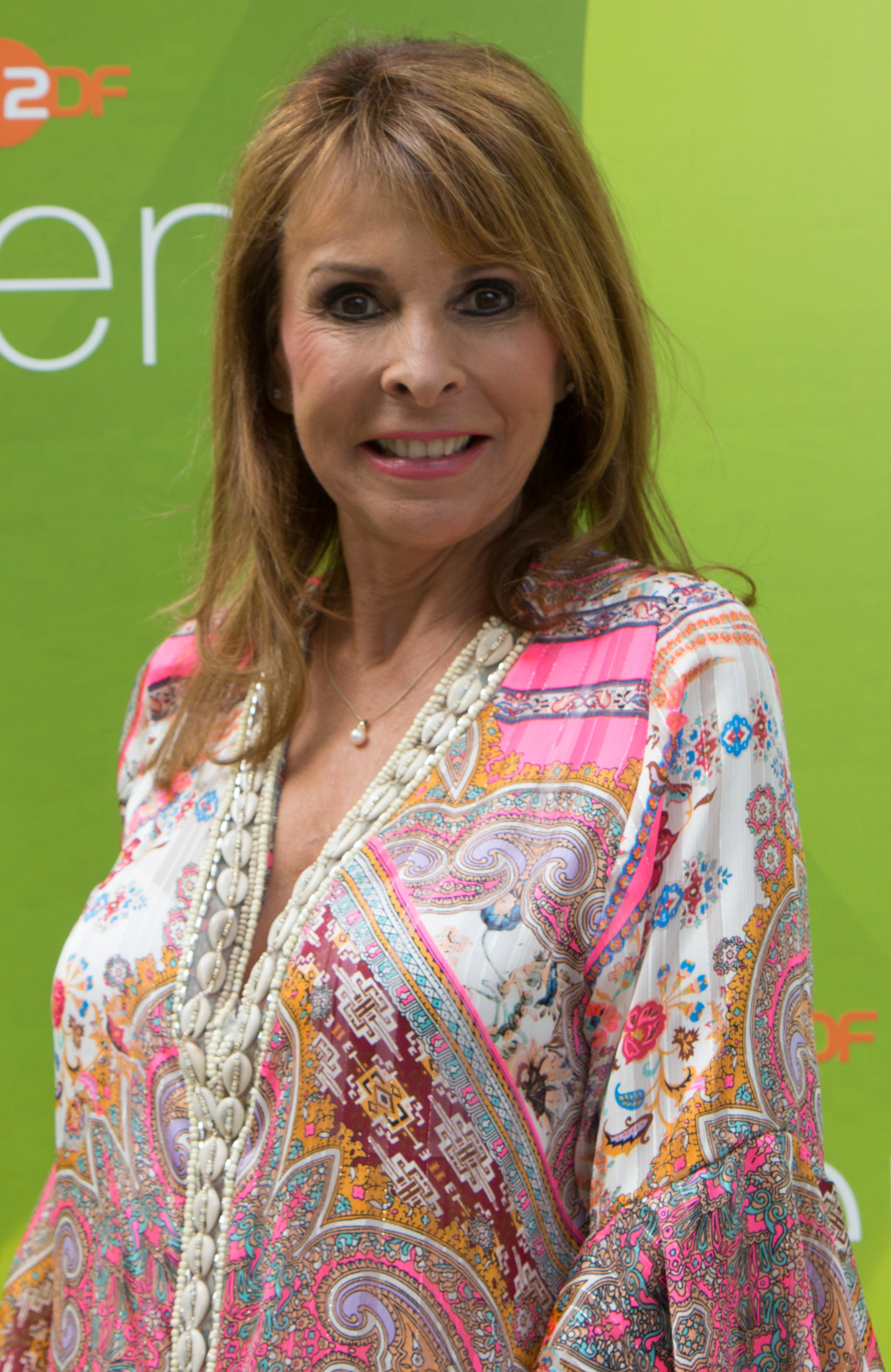
Ireen Sheer, 2018

Auch andere Schlagerinterpreten der 1960er- und 1970er-Jahre waren noch lange im Musikgeschäft tätig, bevor sie nach mehreren erfolgreichen Jahrzehnten ihre Karriere beendeten. Mary Roos verabschiedete sich 2020 mit 70 Jahren von ihrem Publikum. Die knapp zwei Monate jüngere Ireen Sheer beendete ihre Gesangskarriere 2023. Während beide freiwillig ihre Karrieren aufgrund ihres Alters beendeten, musste Jürgen Drews im Jahr 2022 seine Karriere aus gesundheitlichen Gründen beenden. Peggy March, die seit den 1960er-Jahren im Musikbusiness erfolgreich ist, tritt weiterhin auf und veröffentlicht regelmäßig neue Titel (Stand: Dezember 2024). Auch Roland Kaiser, dessen Durchbruch in den 1970er-Jahren war, feiert nach wie vor große Erfolge; er hat Live-Auftritte in großen Hallen und seine Alben können hohe Chartpositionen erzielen und werden mit goldenen Schallplatten und Platin-Schallplatten geehrt (Stand: Dezember 2024).

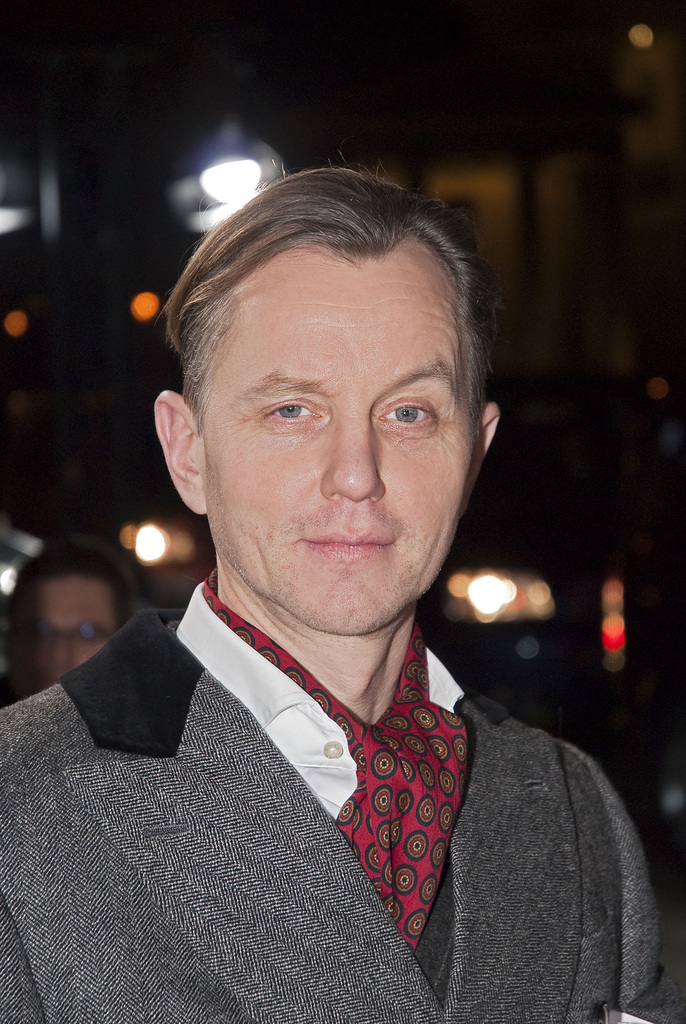
Max Raabe, 2018

Max Raabe dagegen feiert (auch international) Erfolge mit Schlagern der 1920er und 1930er Jahre, die er vor allem mit seinem Palast Orchester vorträgt.
Bereits Ende der 1980er Jahre wurde der deutsche Schlager unter anderem von der Punkband Die Toten Hosen unter ihrem Pseudonym Die Roten Rosen mit dem Album Never Mind The Hosen – Here’s Die Roten Rosen auch in der Rockmusik rezipiert. Tom Angelripper, Sänger und Bassist der Metal-Band Sodom spielte 2011 gemeinsam mit Roberto Blanco auf dem Wacken Open Air, wo sie eine Metal-Version von Blancos Hit Ein bißchen Spaß muß sein vortrugen. 2013 trat Heino dort gemeinsam mit Rammstein mit ihrem Titel Sonne auf.
Seit den späten 1990er Jahren hat sich der sogenannte Partyschlager beziehungsweise die Partymusik etabliert (auch „Ballermann-“ oder „Après-Ski-Musik“ genannt), die Schlager mit Elementen von (Euro-)Dance kombiniert und sich in den 2000er Jahren etablieren konnte. Seit 2006 wird dafür der Ballermann-Award verliehen, seit 2011 werden in Kategorien des Smago! Award Partyschlager prämiert. Einer der bekanntesten und populärsten Interpreten des Partyschlagers war Jürgen Drews, der bereits in den 1970er-Jahren zunächst als Mitglied der Les Humphries Singers und später als Solist mit klassischen Schlagern erfolgreich war. Er prägte maßgeblich das Genre des Partyschlagers und war in diesem Bereich erfolgreich, bis er 2022 seine Karriere beendete.
Der Anteil der Schlagermusik wurde – basierend auf Umfrageergebnissen innerhalb des Zielpublikums – in den Radioprogrammen der ARD reduziert. Andererseits haben sich einige deutschsprachige Internetradiosender spezialisiert, ausschließlich für Schlagerfans zu senden.
Inzwischen hat der Privatfunk den Schlager zurück ins Radio gebracht. Mit Schlager Radio gibt es einen Sender, der sowohl über UKW wie auch DAB+ sein Programm in Deutschland über Sendetürme terrestrisch ausstrahlt. Eine 2014 veröffentlichte Umfrage des Meinungsforschungsinstituts YouGov im Auftrag der dpa ergab, dass 55 Prozent (51 % der Männer und 59 % der Frauen) deutschsprachigen Schlager mögen. Beliebt ist er besonders bei den über 55-Jährigen (77 %), während bei den 18- bis 24-Jährigen lediglich 29 Prozent Gefallen daran finden, zudem gibt es ein Bildungsgefälle (Abiturienten 46 %, Haupt- oder Volksschulabschluss 65 %). Heutzutage wird auch immer häufiger der Begriff „Popschlager“ mit modernem Schlager gleichgesetzt und findet zahlreiche Anhänger.

## Schlagerfilme (Auswahl)
Die Popularität des Schlagers wirkte auch im Film nach: es entstanden Dutzende Schlagerfilme, in denen jeweils mehrere Schlager gesungen wurden. Die Original-Interpreten der Schlager wurden teilweise mit eigenen Rollen in die Handlung integriert, sangen jedoch oft auch nur in einer Nebenrolle ihre Titel. Die Handlung hat meist viele komödiantische Elemente und orientiert sich bei den frühen Beispielen an der Operette und dem Operettenfilm oder dem Revuefilm; später wird sie dann häufig von verliebten jungen Leuten und eher verständnislosen Erwachsenen dominiert. Die Blütezeit des Schlagerfilms waren die 1950er- und 1960er-Jahre; nach einigen letzten Schlagerfilmen bis zur Mitte der 1970er-Jahre war die Zeit dieses Genres vorbei.
Eine Auswahl einiger Schlagerfilme:
- 1953: Schlagerparade (Regie: Erik Ode, Darsteller: Bully Buhlan, Margot Hielscher, Johannes Heesters, Lys Assia, Rudi Schuricke, Friedel Hensch und die Cyprys, Rita Paul, Gitta Lind, Renate Holm, Maurice Chevalier, Peter Igelhoff und andere)
- 1955: Ein Herz voll Musik (Regie: Robert A. Stemmle, Darsteller: Vico Torriani, Erika Köth und andere)
- 1955: Liebe, Tanz und 1000 Schlager (Regie: Paul Martin, Darsteller: Caterina Valente, Peter Alexander und andere)
- 1955: Ball im Savoy (Regie: Paul Martin, Darsteller: Bibi Johns, Nadja Tiller, Caterina Valente und andere)
- 1956: Bonjour, Kathrin (Regie: Karl Anton, Darsteller: Peter Alexander, Caterina Valente, Silvio Francesco und andere)
- 1957: Wenn Frauen schwindeln (Regie: Paul Martin, Darsteller: Friedel Hensch, Bibi Johns, Fred Bertelmann und andere)
- 1957: Weißer Holunder (Regie: Paul May, Darsteller: Willy Hagara, Lolita, Hubert von Meyerinck und andere)
- 1957: Liebe, Jazz und Übermut (Regie: Erik Ode, Darsteller: Peter Alexander, Bibi Johns und andere)
- 1958: Wenn die Conny mit dem Peter (Regie: Fritz Umgelter, Darsteller: Cornelia Froboess, Peter Kraus, Rex Gildo und andere)
- 1958: Der lachende Vagabund (Regie: Thomas Engel, Darsteller: Fred Bertelmann, Susanne Cramer, Cornelia Froboess, Angèle Durand und andere)
- 1959: Das blaue Meer und Du (Regie: Thomas Engel, Darsteller: Fred Bertelmann, Karin Dor, Chris Howland und andere)
- 1959: Du bist wunderbar (Regie: Paul Martin, Darsteller: Caterina Valente, Helen Vita, Trude Herr und andere)
- 1960: Ich zähle täglich meine Sorgen (Regie: Paul Martin, Darsteller: Peter Alexander, Loni Heuser, Gunther Philipp und andere)
- 1960: Conny und Peter machen Musik (Regie: Werner Jacobs, Darsteller: Cornelia Froboess, Peter Kraus und andere)
- 1960: Marina (Regie: Paul Martin, Darsteller: Rex Gildo, Trude Herr, Rocco Granata und andere)
- 1964: Die ganze Welt ist himmelblau (in Deutschland unter dem Titel „Rote Lippen soll man küssen“, Regie: Franz Antel, Darsteller: Johanna Matz, Peter Weck, Gunther Philipp, Gustav Knuth, Trude Herr, Eddie Constantine, Vico Torriani und andere)

## Dokumentarfilme
Terra X History:
- Deutschland, deine Schlager: 1945 bis 1979 (44 min)
- Deutschland, deine Schlager: 1980 bis 2023 (44 min)